# Israel
Israel (hebräisch ישראל Jisra'el; arabisch إِسْرَائِيل ʾIsrāʾīl), amtlich Staat Israel (hebräisch מדינת ישראלⓘ Medinat Jisra'el), ist ein Staat in Vorderasien an der Ostküste des Mittelmeers. Israel ist der einzige Staat der Erde mit mehrheitlich jüdischer Bevölkerung und versteht sich gemäß seinem Nationalstaatsgesetz als „Nationalstaat des jüdischen Volkes“. De facto ist Israel ein multiethnischer Staat, in dem ein erheblicher Teil der Bevölkerung (rund ein Viertel) Nichtjuden sind.
Israel gehört geographisch zum Maschrek und grenzt an den Libanon, Syrien, Jordanien, Ägypten sowie an den Gazastreifen und das Westjordanland. Die Hauptstadt und bevölkerungsreichste Stadt Israels ist Jerusalem; jedoch erkennen die Vereinten Nationen und die Mehrheit ihrer Mitgliedstaaten Jerusalem nicht als israelische Hauptstadt an, da Teile der heutigen Stadt auf 1967 im Sechstagekrieg von Israel besetztem und später annektiertem Gebiet liegen. Der größte Ballungsraum ist Gusch Dan um die am Mittelmeer gelegene Metropole Tel Aviv-Jaffa.
Das Gebiet des heutigen Israel gilt als Wiege des Judentums (inklusive der Samaritaner) und der beiden jüngeren abrahamitischen Religionen (Christentum und Islam). Israelitische Königreiche bestanden von ca. 1000 bis 587 v. Chr. (Israel bis 722, Juda bis 587); danach geriet das Gebiet unter die Herrschaft der Babylonier, Perser sowie Alexanders des Großen (ab 332 v. Chr.) und der ihm nachfolgenden Diadochen. Nach einer Phase der erneuten Unabhängigkeit unter den Hasmonäern (ab 165 v. Chr.) stand es seit 63 v. Chr. nacheinander unter römischer, byzantinischer, sassanidischer, arabischer, osmanischer und britischer Herrschaft. Die dort seit rund 3000 Jahren ansässigen Juden (nach biblischem Sprachgebrauch Israeliten oder Hebräer) wurden im Laufe der Geschichte mehrmals vertrieben oder zur Emigration gedrängt (jüdische Diaspora). Vom ausgehenden 19. Jahrhundert an bestanden unter europäischen Juden nicht zuletzt aufgrund des in Europa zunehmenden Antisemitismus (Dreyfus-Affäre, Pogrome in Osteuropa usw.) Bestrebungen, im damals osmanischen Palästina einen jüdischen Staat zu errichten (Zionismus). Ein Grundstein wurde dafür auf dem ersten Zionistenkongress 1897 in Basel unter der Führung Theodor Herzls gelegt. Der Plan einer Staatsgründung nahm durch die britische Balfour-Deklaration von 1917 konkretere Formen an. Von 1920 bis 1948 bestand das Völkerbundsmandat für Palästina, das nach der Auflösung des Osmanischen Reiches Großbritannien übertragen worden war. Eine verstärkte jüdische Einwanderung und der Aufbau protostaatlicher Strukturen führten zu ersten Konflikten mit der arabischen Bevölkerung. Der UN-Teilungsplan für Palästina von 1947 hatte das Ziel, diese zu befrieden, doch wurde er von arabischer Seite abgelehnt, da die Teilung mit einem erheblichen territorialen Verzicht zu Ungunsten der Araber verbunden war. Während des Palästinakriegs erfolgte am 14. Mai 1948 die israelische Unabhängigkeitserklärung. Die folgenden Jahrzehnte sind vom andauernden arabisch-israelischen Konflikt geprägt, der weiterhin nicht gelöst ist (siehe z. B. Zweistaatenlösung); Israels Besetzung der palästinensischen Gebiete (Westjordanland und Ostjerusalem, beide mit Hunderttausenden israelischer Siedler, sowie Gazastreifen) wurde 2024 in einem Gutachten des Internationalen Gerichtshofs als „illegal“ bezeichnet.
Das politische System Israels basiert auf einem parlamentarischen Regierungssystem. Regierungschef ist der von der Knesset eingesetzte Ministerpräsident; das Staatsoberhaupt ist der Staatspräsident, der überwiegend repräsentative Aufgaben erfüllt. Israel ist als freiheitlich-demokratischer Rechtsstaat mit einem ausgeprägten Sozialstaat verfasst; das Land wird oft als die „einzige Demokratie im Nahen Osten“ bezeichnet. Der überwiegend zentralistisch verwaltete israelische Staat ist in sechs Bezirke unterteilt, und diese sind wiederum in 71 Städte, 141 Gemeinden und 53 Regionalverbände (Zusammenschlüsse kleinerer Ortschaften zu Verwaltungsgemeinschaften) gegliedert.
Das dicht besiedelte Land hat 2023 etwa 10 Mio. Einwohner, davon ca. 7,2 Mio. Juden (73 %), 2,1 Mio. muslimische und christliche Araber (21 %) und weitere rund 490.000 Einwohner, darunter insbesondere einige im Land beheimatete Minderheiten wie christliche Aramäer, Samaritaner, Armenier, Tscherkessen und Roma. Das Rückkehrgesetz gestattet es allen Juden der Erde, sich in Israel niederzulassen. Seit etwa 1990 leben auch zunehmend legale asiatische und osteuropäische Arbeitsmigranten sowie illegale Einwanderer aus Afrika im Land.
Die jüdische Bevölkerung setzt sich aus Aschkenasim, Mizrachim, Sephardim, Falaschen und jemenitischen Juden zusammen, doch ist eine zunehmende Verschmelzung dieser Gruppen zu beobachten. Die Mehrheit der arabischen Israelis sind Muslime, eine Minderheit bilden arabische Christen und Drusen.
Trotz widriger äußerer Umstände (exponierte geografische Lage, Kriege mit den Nachbarstaaten, begrenzte Wasser- und Rohstoffvorkommen, Abhängigkeit von ausländischem Kapital) ist es Israel gelungen, einen hoch entwickelten Wirtschafts- und Wissenschaftssektor aufzubauen. Die israelische Wirtschaft ist von einer fortschrittlichen intensiven Landwirtschaft und einer spezialisierten, stark exportorientierten Industrie geprägt. Wichtige Industriesektoren sind die Diamantenverarbeitung, die chemische und pharmazeutische Industrie sowie die Halbleitertechnik; im Dienstleistungssektor sind vor allem die Finanzwirtschaft, die Softwareentwicklung und der Tourismus nennenswert. Von wachsender Bedeutung ist die High-Tech-Industrie. Das Land hat die höchsten Ausgaben für Forschung und Entwicklung pro Einwohner und die höchste Dichte an Start-ups weltweit.
Der Staat Israel ist seit 2010 Mitglied der Organisation für wirtschaftliche Zusammenarbeit und Entwicklung (OECD). Nach dem Index der menschlichen Entwicklung (HDI) befindet er sich auf Platz 19 (Platz 1 im Nahen Osten, Platz 3 in Asien, Stand 2020). Im Jahr 2023 schätzte der Internationale Währungsfonds Israels Pro-Kopf-BIP auf 58.270 US-Dollar weltweit auf Platz 13, was es zu einem der reichsten Industrieländer macht. In Bezug auf das durchschnittliche Vermögen pro Erwachsenem, Innovation und Lebenserwartung liegt es im Nahen Osten an erster, in Bezug auf Pressefreiheit an zweiter Stelle (112. Stelle weltweit). Laut Global Finance lag Israel im Jahr 2022 auf Platz 6 der technologisch fortschrittlichsten Länder.

## Name
→ siehe auch: Israel (Name)

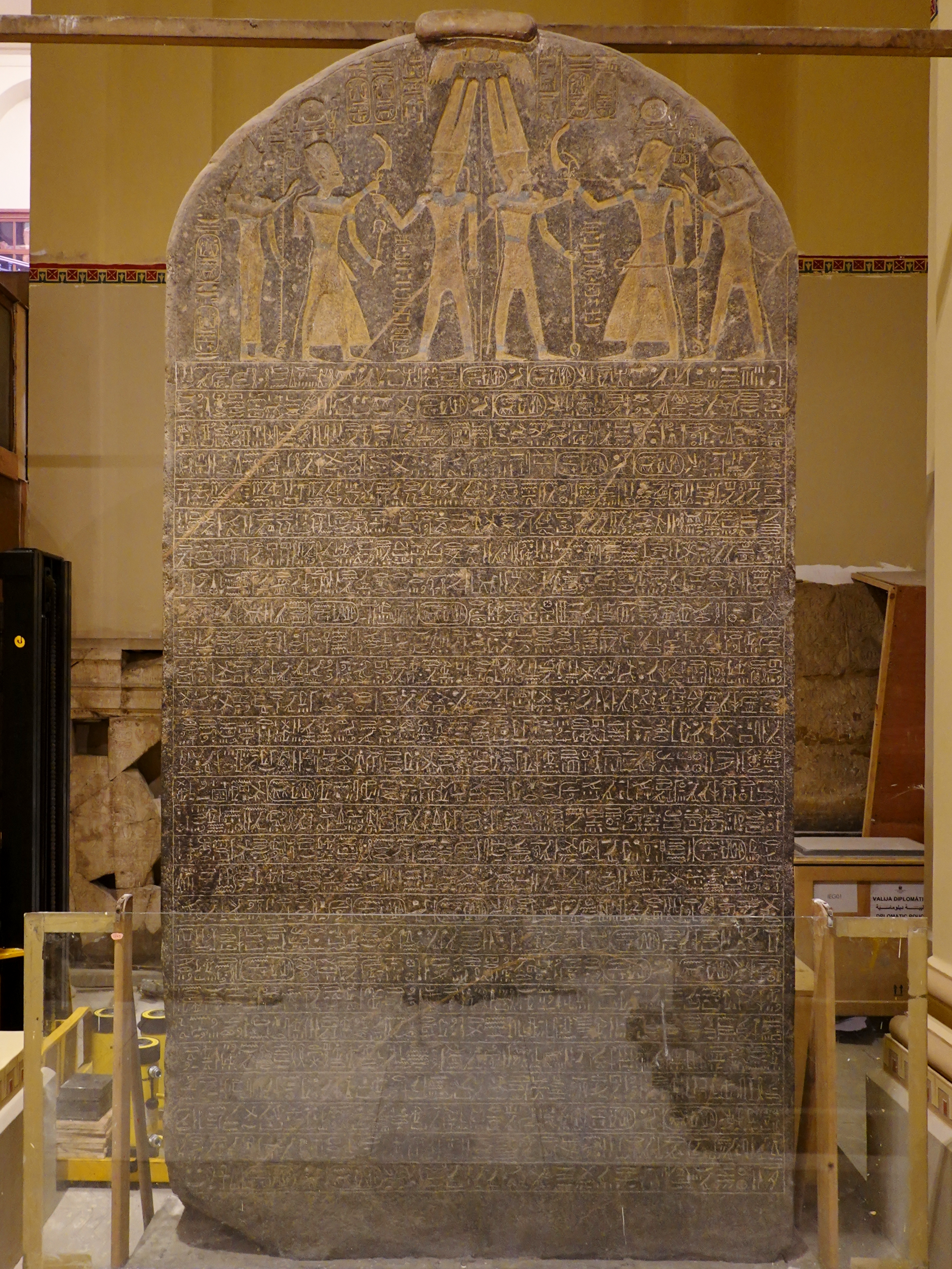
Die ägyptische Merenptah-Stele von 1208 v. Chr. ist der älteste Beleg für das Wort „Israel“, das hier in einem Text über die unterworfenen Völker Kanaans genannt wird

Den ältesten Beleg für die Bezeichnung „Israel“ enthält die ägyptische Merenptah-Stele, die sich heute im Ägyptischen Museum in Kairo befindet. Sie beschreibt einen Feldzug des Pharaos gegen die Völker Kanaans und wird auf das Jahr 1208 v. Chr. datiert. Die Bibel erzählt von den „Kindern Israels“, die mit den ebenfalls von ihr erwähnten „Hebräern“ gleichgesetzt werden, und den Königreichen Israel und Juda, die bis zur Eroberung durch Assyrien (Zerstörung Israels 722 v. Chr.) bzw. bis zum Babylonischen Exil des Königs von Juda und seiner Bevölkerung (ab 597 v. Chr.) zwei Kleinstaaten bildeten, die in zahlreiche politische Allianzen und Konflikte mit ihren Nachbarn verwickelt waren und einander bekämpften. Die Herrscherdynastie von Juda leitete sich vom gesamtisraelitischen König David (10. Jh. v. Chr.) ab.
Die Volksetymologie des Alten Testaments leitet „Israel“ von der Wurzel שׂרה śrh (herrschen) ab und deutet das Wort als „er kämpft wider Gott“ (Gen 32,29 ). Jakob bekam diesen Beinamen nach seinem Kampf am Jabbok. Seine Nachkommen, die zwölf Stämme, wurden als „Kinder Israels“, „Israeliten“ oder kurz als „Israel“ bezeichnet. Jedoch kommen auch andere Herleitungen in Frage.
Ableitungen vom Namen Israel lauten: Israeli, israelisch (bezogen auf den heutigen Staat) und Israelit, israelitisch (im Sinne von Jude, jüdisch, zum biblischen Volk Israel gehörend).
Andere Namensvorschläge vor der Staatsgründung (1948), die jedoch verworfen wurden, waren: Land Israel (Eretz Israel), Zion, Juda und Neues Juda.

## Geographie
Israel liegt auf einer Landbrücke zwischen Asien und Afrika am östlichen Rand des Mittelmeeres. Damit zählt es geographisch zu Vorderasien, geologisch aber zu Afrika, da es auf der afrikanischen Kontinentalplatte liegt. Im Osten liegt die Arabische Platte und die Grenze dazu bildet das Jordantal, welches Teil des Großen Afrikanischen Grabenbruchs ist. Im Westen grenzt Israel ans Mittelmeer, im Norden an den Libanon, im Nordosten an Syrien, im Osten an die palästinensischen Autonomiegebiete und Jordanien, im Süden ans Rote Meer und im Südwesten an Ägypten und den Gazastreifen.

### Fläche
Das Staatsgebiet Israels liegt innerhalb der Waffenstillstandslinie von 1949, der sogenannten Grünen Linie und beträgt 20.991 km²; davon sind 20.551 km² Land und 440 km² Wasser. Das entspricht etwa der Größe Hessens. Durch das Jerusalemgesetz 1980 und die Annexion der Golanhöhen 1981 hat Israel aus israelischer Sicht eine Fläche von 22.380 km² und ist damit etwa doppelt so groß wie der Libanon. In der Länge misst das Land von Norden bis Süden 470 km. An seiner breitesten Stelle misst das Land 135 km, an der schmalsten nur 15 km.
Die im Sechstagekrieg von 1967 von Israel eroberten Gebiete haben eine Fläche von über 67.000 km², wobei rund 60.000 km² auf die 1982 an Ägypten zurückgegebene Sinai-Halbinsel entfallen. Die Fläche des von Israel annektierten Golan beträgt 1150 km², diejenige Ostjerusalems und Umgebung 70 km². Das Westjordanland, historisch und in Israel amtlich als Judäa und Samaria bezeichnet, umfasst 5879 km², 220 km² davon Wasser, und der Gazastreifen misst 360 km².
Im Zuge des Ersten Libanonkriegs im Jahr 1982 okkupierte Israel kurzfristig etwa 6500 km² des Libanons und rückte bis nach Beirut vor, zog sich dann aber wieder bis zum Südlibanon zurück und besetzte bis 1985 ein 3058 km² umfassendes Gebiet. Die danach eingerichtete Sicherheitszone südlich des Flusses Litani wurde im Mai 2000 geräumt.

### Landschaft

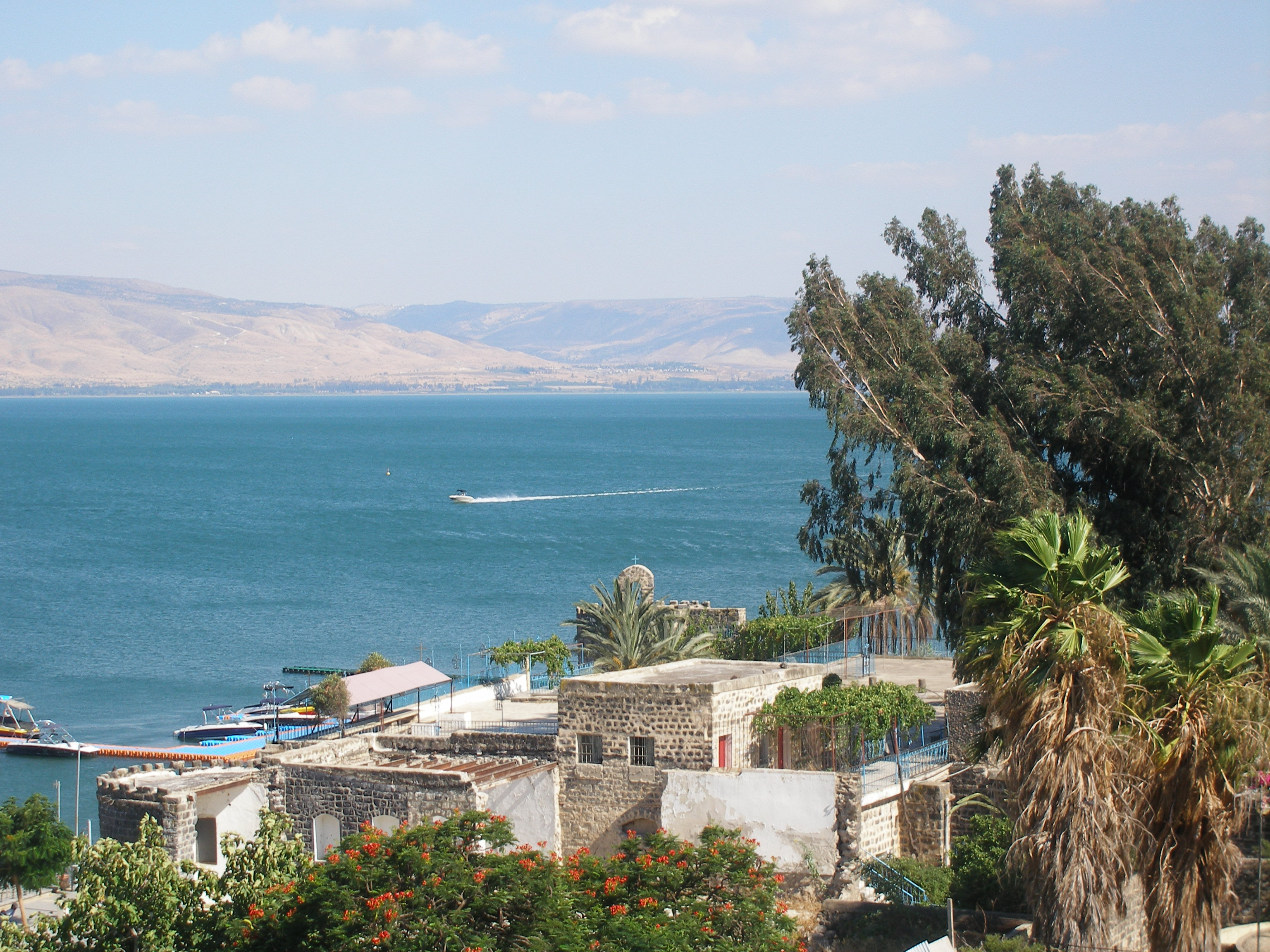
See Genezareth

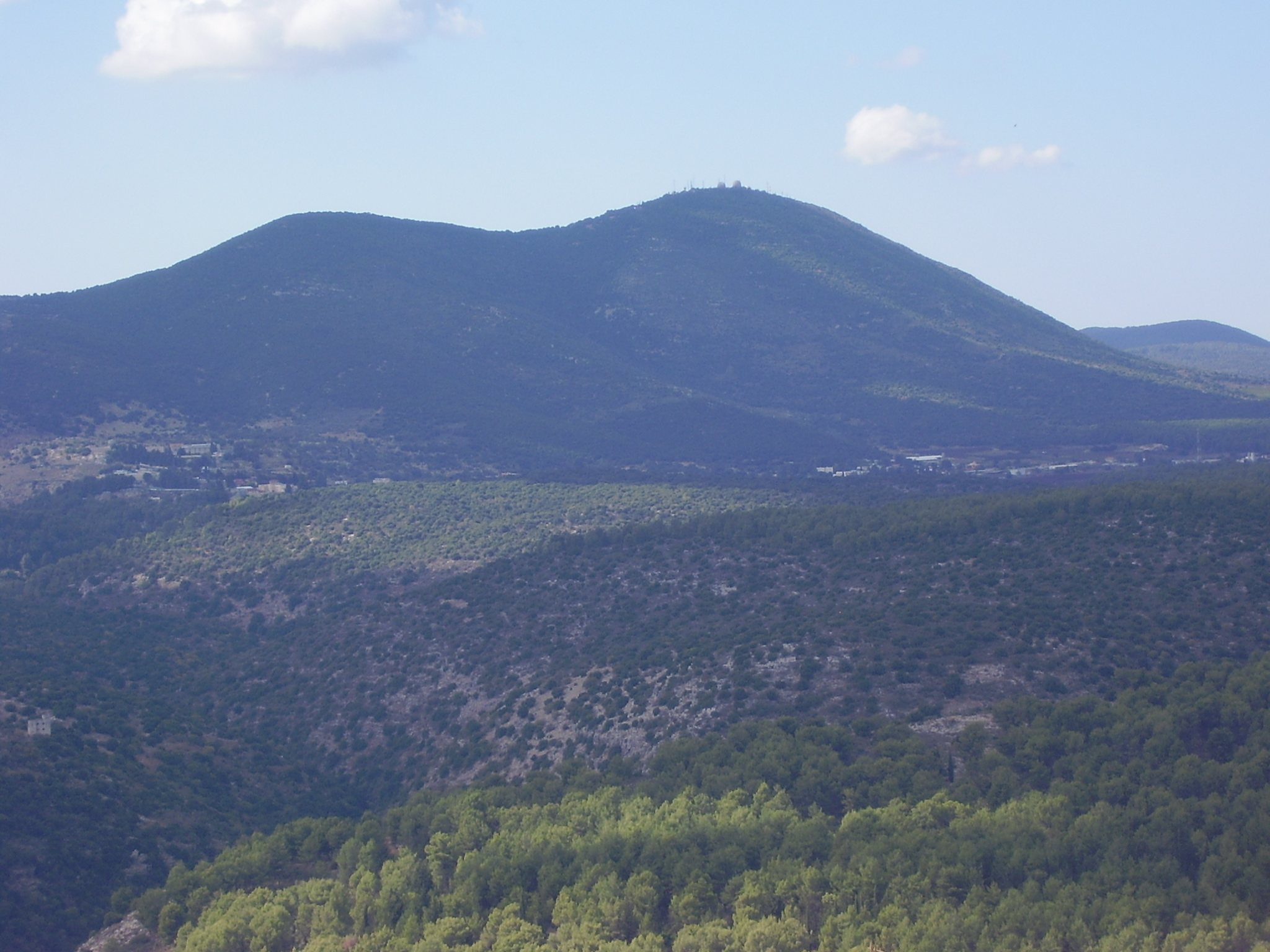
Har Meron in Galiläa

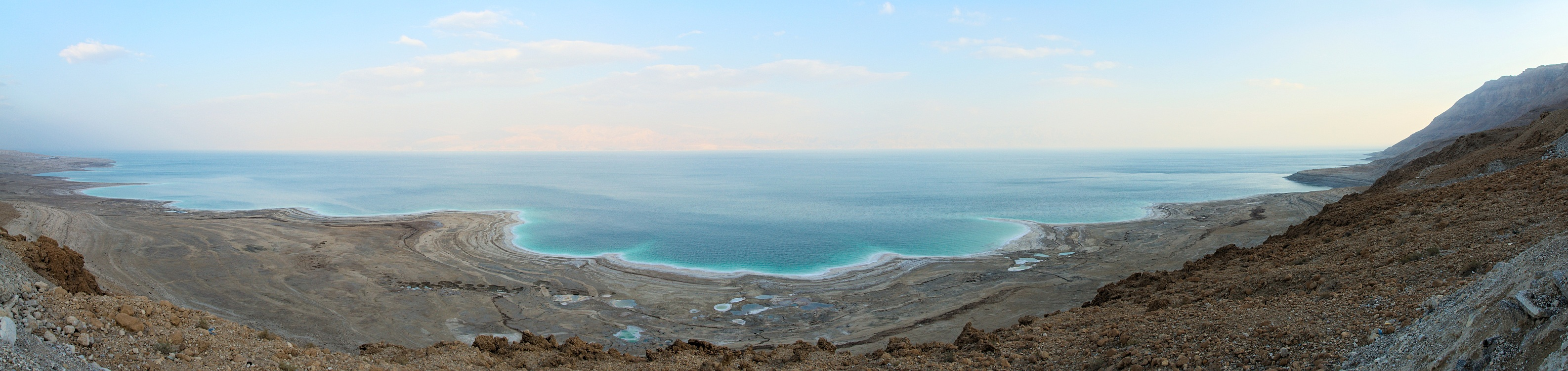
Das Tote Meer

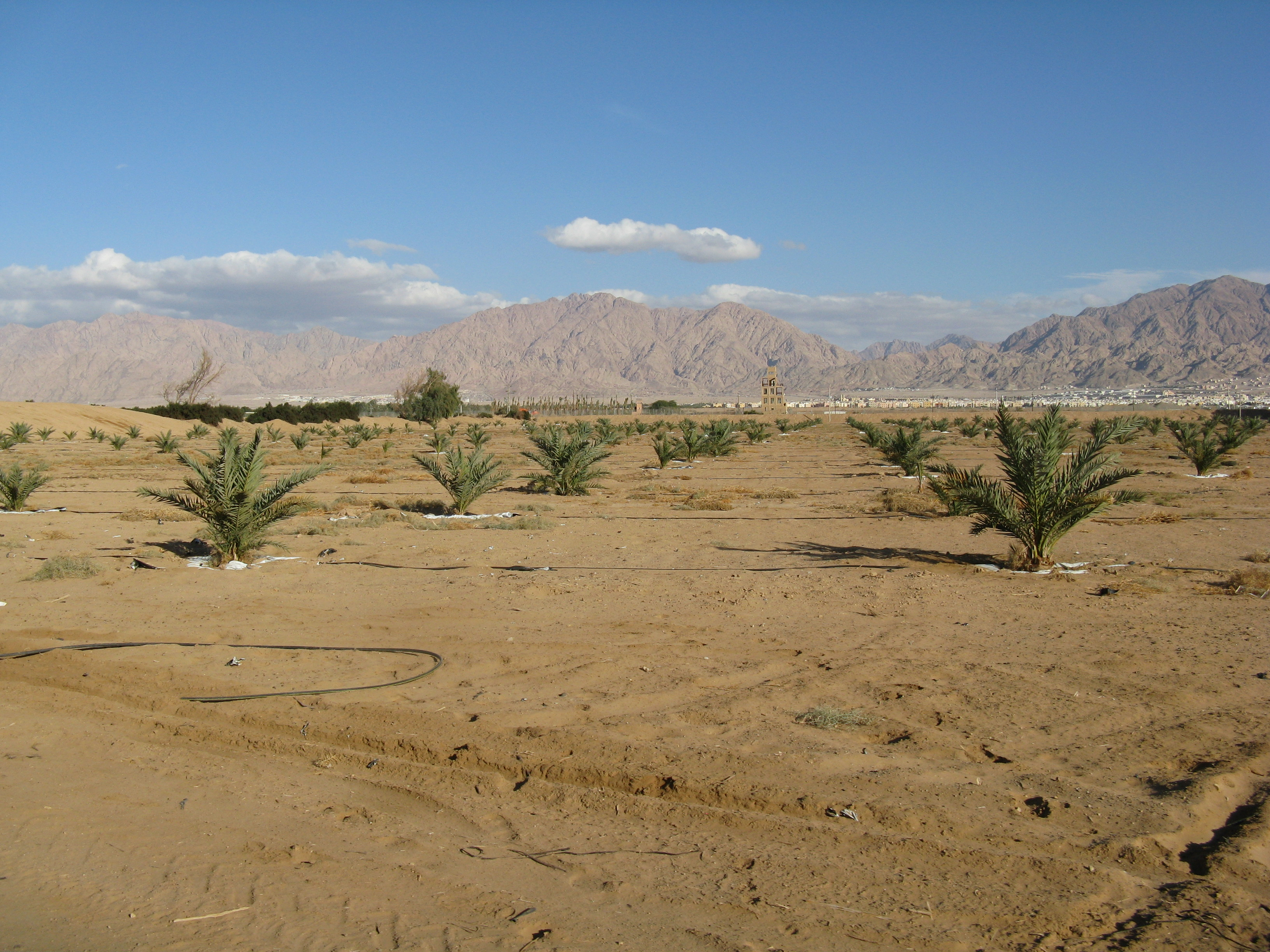
Dattelpalmen in der Arava

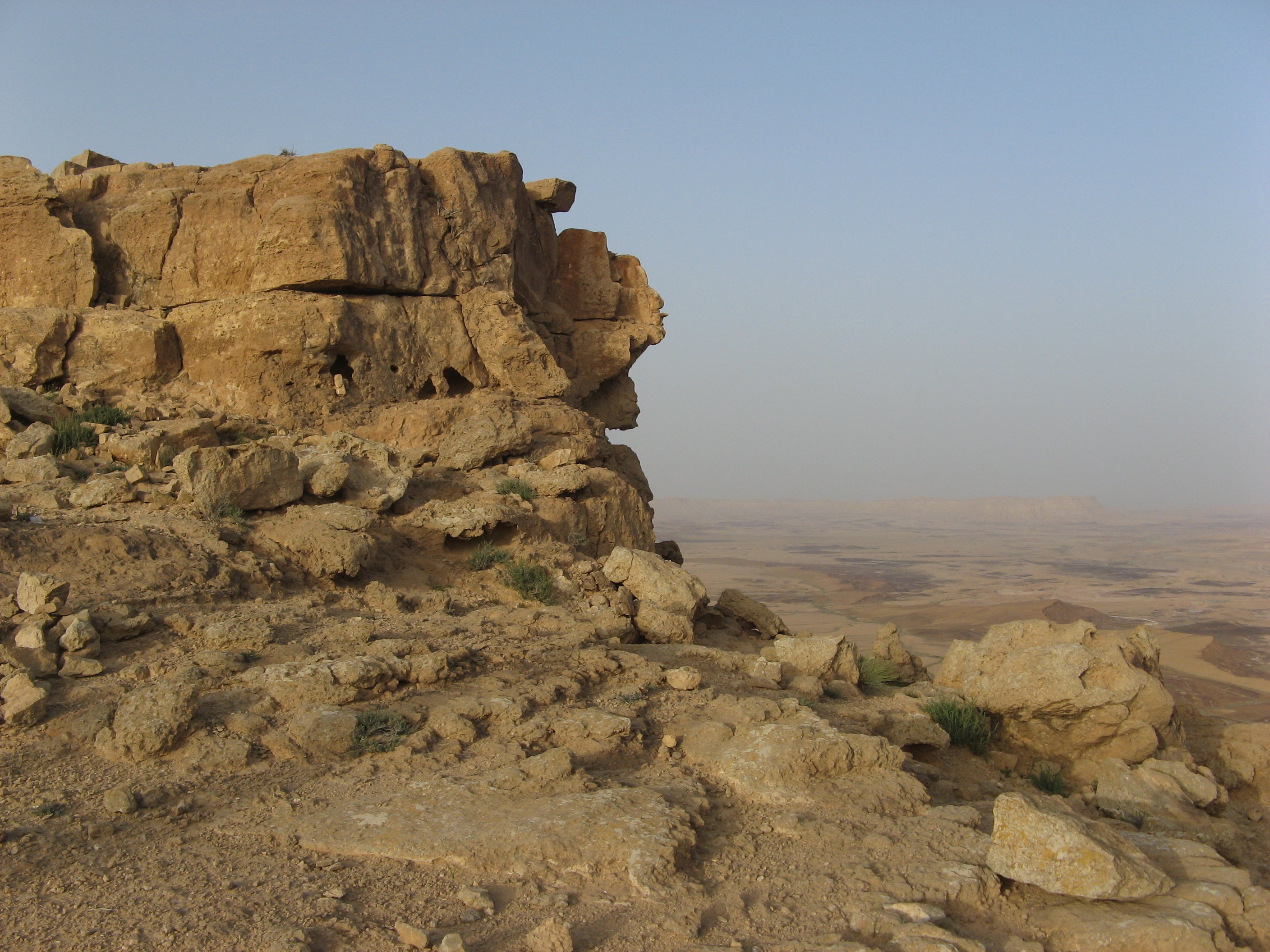
Machtesch Ramon, steilwandiger eingesenkter Talkessel im Negev

Israel lässt sich in vier Regionen einteilen: Die Mittelmeerküste, die Hügellandschaft im Zentrum, das Jordantal und die Negev-Wüste.
Das Tote Meer ist mit 418 m unter dem Meeresspiegel der niedrigste Punkt Israels und der Erde; der höchste Punkt des Landes ist der Berg Meron in Galiläa mit 1208 m, beziehungsweise aus israelischer Sicht ein 2248 m hoher Vorgipfel des Hermon in den von Israel besetzten Golanhöhen.
Die Küstenebene verläuft von der libanesischen Grenze nach Gaza im Süden, nur vom Karmelkap in der Bucht von Haifa unterbrochen. Um Gaza ist sie etwa 40 km breit, wird gegen Norden immer schmaler und hat an der libanesischen Grenze nur noch eine Breite von fünf Kilometern. Sie ist subtropisch und wird für den Anbau von Wein und Zitrusfrüchten genutzt. Der am dichtesten bevölkerte Teil ist der Großraum Tel Aviv (Gusch Dan). Ebenfalls sehr dicht besiedelt ist die nördlich angrenzende Scharonebene. Die landwirtschaftlich intensiv genutzte Ebene wird von mehreren kurzen Flüssen durchzogen, von denen nur zwei, der Yarkon und der Kischon, ganzjährig Wasser führen. Vor allem der südliche Teil des Küstengebiets wird von Sanddünen durchzogen.
Östlich der Küste, im Zentrum des Landes, schließt sich eine Hügellandschaft an. Im Norden liegen die Berge und Hügel des oberen und unteren Galiläa, weiter im Süden schließen sich im politisch umstrittenen Westjordanland die Hügel des biblischen Samaria mit ihren fruchtbaren Tälern an, die südlich von Jerusalem vom Judäischen Bergland mit seinen recht unfruchtbaren Hügeln abgelöst werden. Das Hügelland liegt im Durchschnitt 610 Meter über dem Meeresspiegel und erreicht in Galiläa mit dem Berg Meron (1208 m) seinen höchsten Punkt. Viele Täler durchschneiden die Landschaft in Ost-West-Richtung. Das größte ist die Jesreelebene (biblisch als Tal Esdrelon bezeichnet), welches sich von Haifa aus 48 km in südöstlicher Richtung bis zum Jordantal erstreckt. Es ist an seiner breitesten Stelle 19 km weit.
Östlich der Hügellandschaft liegt das Jordantal, welches einen kurzen Abschnitt des 6500 km langen Großen Afrikanischen Grabenbruchs bildet. Der Jordan, mit 322 km Israels längster Fluss, wird aus den Quellflüssen Dan, Banijas und Hasbani im Norden gespeist. Der Jordan fließt südlich durch die Chulaebene, eines der fruchtbarsten Gebiete Israels, in den See Genezareth (hebräisch ים כנרת Jam Kinneret). Der See hat eine Fläche von 165 km² und liegt etwa auf 213 m unter dem Meeresspiegel. Mit einem Speichervermögen von drei Kubikkilometern ist er das wichtigste Wasserreservoir des National Water Carrier. Der Jordan fließt im Süden des Sees Genezareth ab und endet schließlich im Toten Meer, welches ein extrem salzhaltiger und abflussloser See ist. Das Tote Meer, das sich Israel mit den palästinensischen Gebieten und Jordanien teilt, ist der tiefste Punkt der Erdoberfläche. Es liegt 418 m unter dem Meeresspiegel und hat eine Fläche von 1020 km². Südlich des Toten Meeres führt der Grabenbruch mit der Arava-Senke, die über 170 km keinen dauerhaften Wasserfluss besitzt, bis zum Golf von Akaba. Die Arava-Senke bildet die Grenze zu Jordanien.
Der Negev bedeckt mit einer Fläche von rund 12.000 km² mehr als die Hälfte der Landfläche Israels. Geographisch gehört er zur Sinai-Wüste. Der zu Israel gehörende Teil dieser Wüstenregion beginnt im Norden etwa auf der Höhe von Be’er Scheva und endet bei Eilat, der südlichsten Stadt Israels.

### Flüsse und Meere

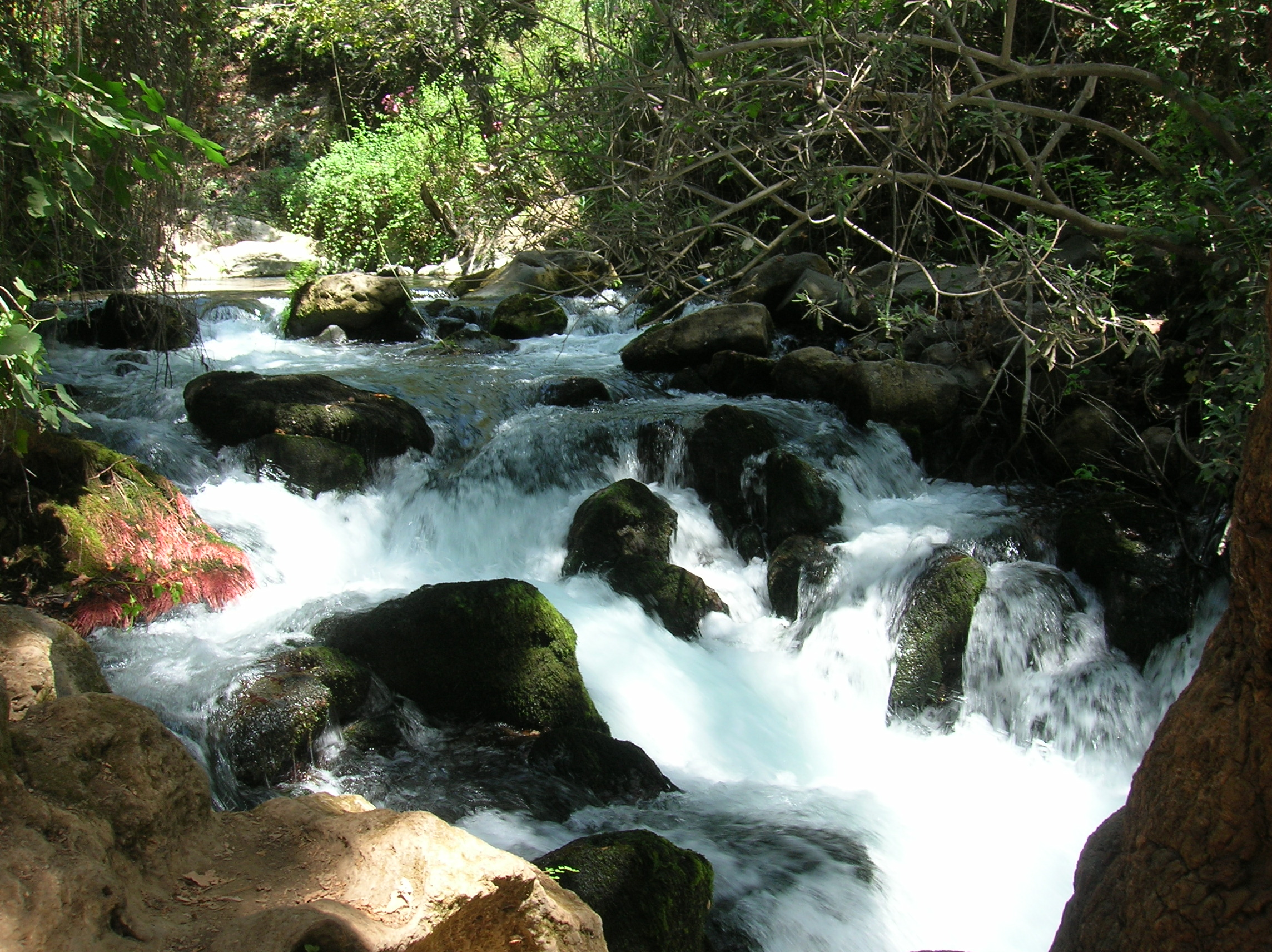
Der Banyas, einer der Quellflüsse des Jordans

Israel grenzt an zwei Meere: an das Mittelmeer im Westen und an das Rote Meer im Süden. In Haifa, Ashdod und Eilat gibt es große Häfen, die ein wichtiger Teil der israelischen Wirtschaft sind.
Die wichtigsten Wasserquellen Israels sind die Quellflüsse des Jordans: Der Hasbani, der Dan im nördlichen Israel und der Banyas (auch Hermonfluss genannt) in den nördlichen Golanhöhen entspringen am Hermongebirge. Sie vereinigen sich in der Gegend vom Sede Nehemija zum Jordan, der danach in Nord-Süd-Richtung die Huleebene Nordgaliläas durchquert, bevor er bei Bethsaida in den See Genezareth mündet. Südlich des Sees tritt er in den Jordangraben ein und nimmt in seinem weiteren Verlauf linksseitig die beiden einzigen größeren Zuflüsse Jarmuk und Jabbok auf. Südöstlich von Jericho mündet er in das Tote Meer, einen abflusslosen salzigen Endsee.
In seinem beinahe gesamten südlichen Flussverlauf (mit Ausnahme der Strecke vom See Genezareth bis Bet Sche’an) bildet der Jordan die Grenze zwischen Israel und Jordanien. Im nördlichen Bereich fließt er entlang der israelischen Golanhöhen.
Der Jordangraben mit dem Toten Meer bildet eine geologische Senke und ist als Grabenbruch stark erdbebengefährdet.

### Klima
Das Klima in Israel wird durch seine Lage zwischen der subtropischen Trockenheit der Sahara und der arabischen Wüsten einerseits und der subtropischen Feuchtigkeit der Levante andererseits bestimmt. Obwohl Israel ein eher kleines Land ist, hat es mehrere Klimazonen. Das Klima ist von der Entfernung zum Mittelmeer, von der Höhe und der geographischen Breite abhängig. Im Norden gemäßigt und bewaldet, ist Israel im Süden heiß und wüst. Insgesamt sind 50 % des Landes Steppe und Wüste, wobei die Negev-Wüste die größte Fläche darstellt. An der Küste zum Mittelmeer herrscht das subtropische Mittelmeerklima, das sich durch trockene, heiße Sommer und regenreiche milde Winter auszeichnet.
Der Januar ist der kälteste Monat mit Durchschnittstemperaturen zwischen 6 °C und 15 °C, Juli und August sind mit 22 °C bis 33 °C die wärmsten Monate. Die Sommer sind an der Mittelmeerküste von hoher Luftfeuchtigkeit geprägt, im Inneren des Landes, dem Jordantal und dem Negev jedoch recht trocken. In der Gegend von Eilat werden oft die höchsten Temperaturen erreicht, örtlich bis zu 46 °C.
Mehr als 70 % der durchschnittlichen Regenmenge fallen zwischen November und März. Von Juni bis September fällt normalerweise kein Regen. Die Niederschlagsmenge nimmt von Nord nach Süd stark ab, so dass ganz im Süden im Durchschnitt nur 30 mm, im Norden mehr als 900 mm im Jahr erwartet werden können. Besonders im Negev variiert die Niederschlagsmenge von Jahr zu Jahr sehr stark. Im Winter kann es in den höheren Lagen Israels schneien, etwa auch in Jerusalem. Die drei Gipfel des Hermon sind im Winter über mehrere Monate schneebedeckt.
Die Gebiete mit Niederschlägen von mehr als 300 mm im Jahr werden besonders intensiv landwirtschaftlich genutzt. Etwa ein Drittel des Landes kann landwirtschaftlich bebaut werden.
In der regnerischen Zeit sind auch Unwetter und Hagel möglich. Wasserhosen können die Mittelmeerküste treffen, richten aber nur sehr geringe Schäden an. Allerdings wurde am 4. April 2006 der Westen Galiläas von Gewitterzellen und einem F2-Tornado getroffen, der größere Schäden verursachte und 75 Personen verletzte.

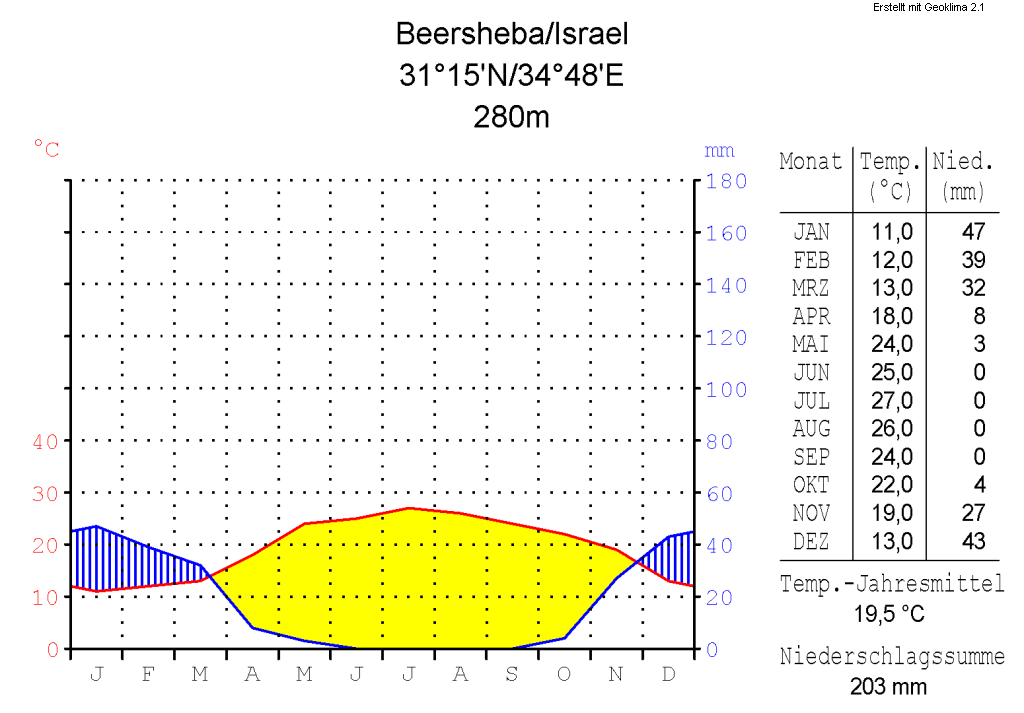
Klimadiagramm von Be’er Scheva
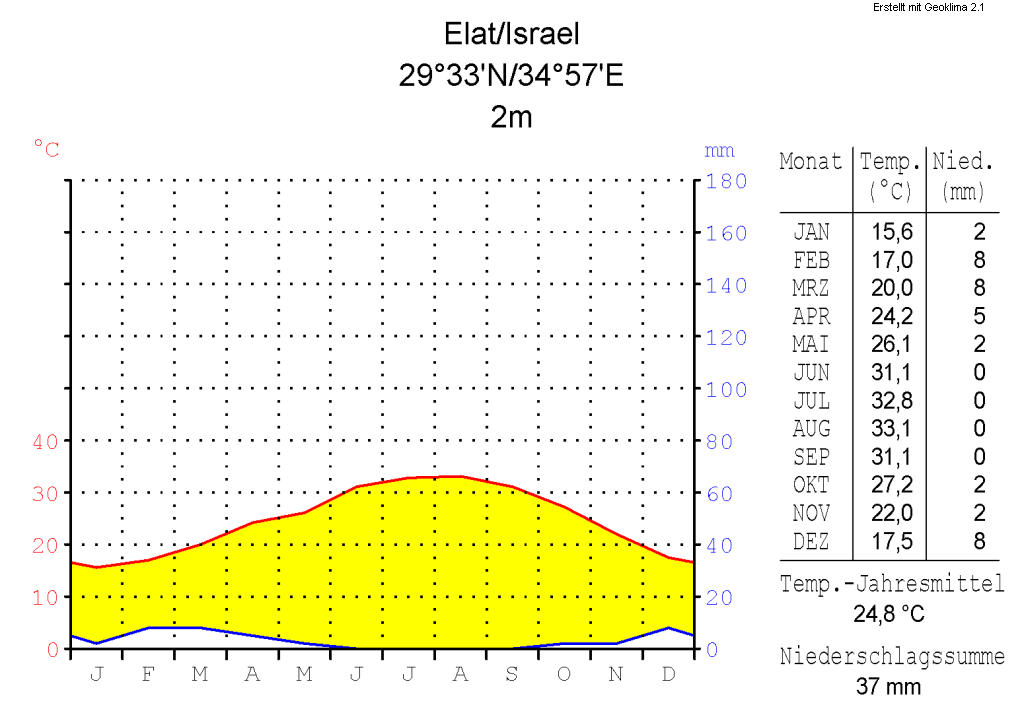
Klimadiagramm von Eilat
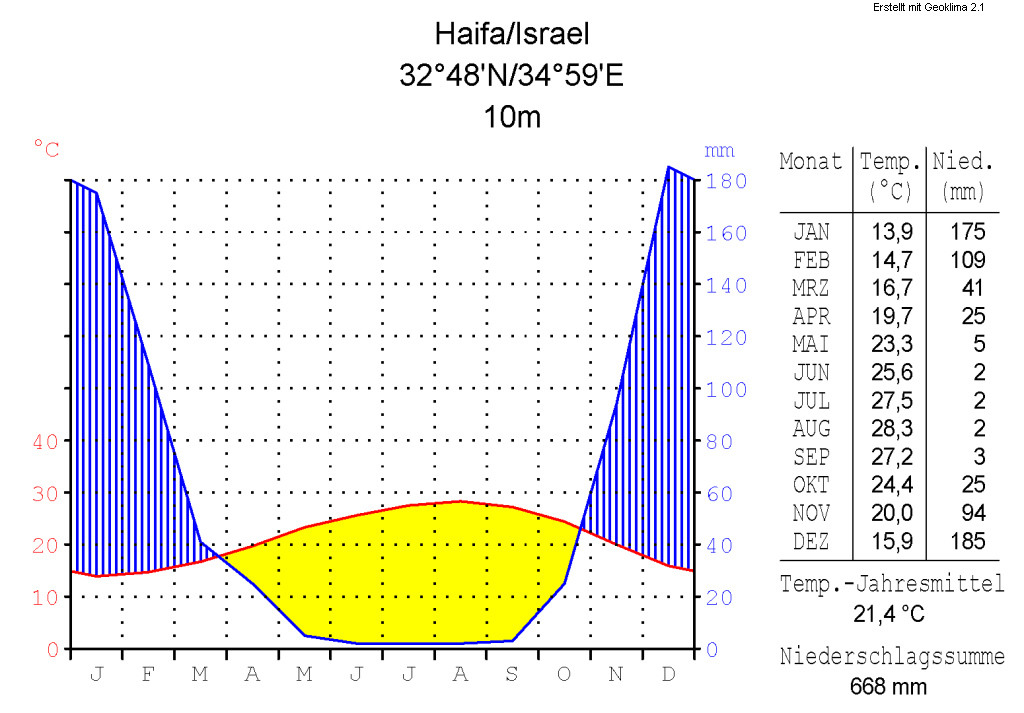
Klimadiagramm von Haifa
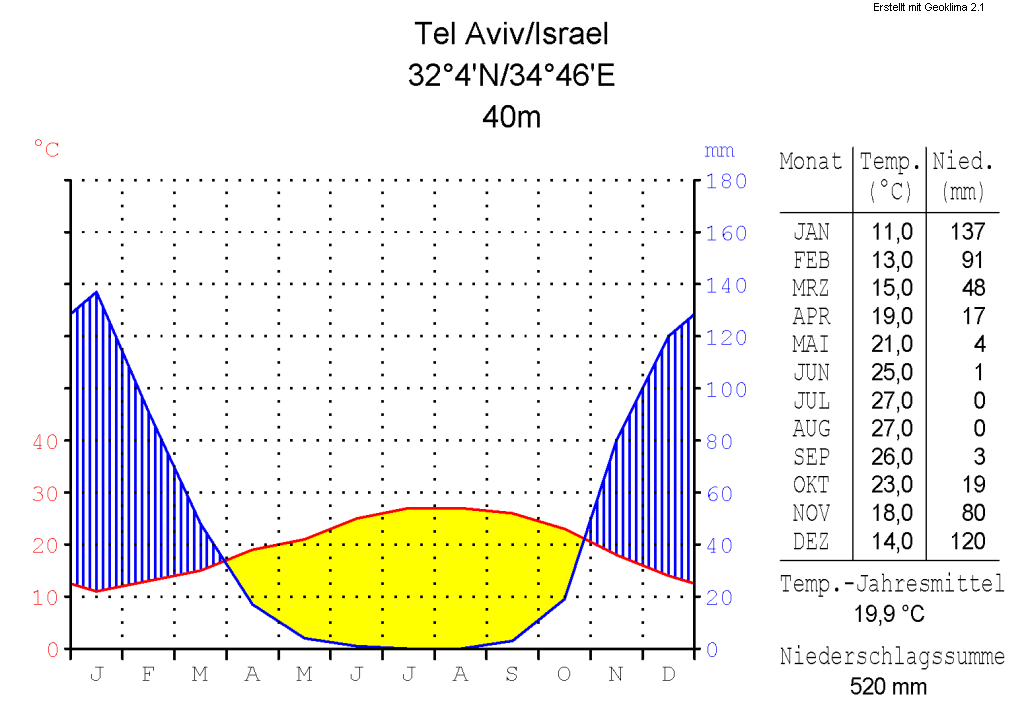
Klimadiagramm von Tel Aviv

### Städte und Ortschaften

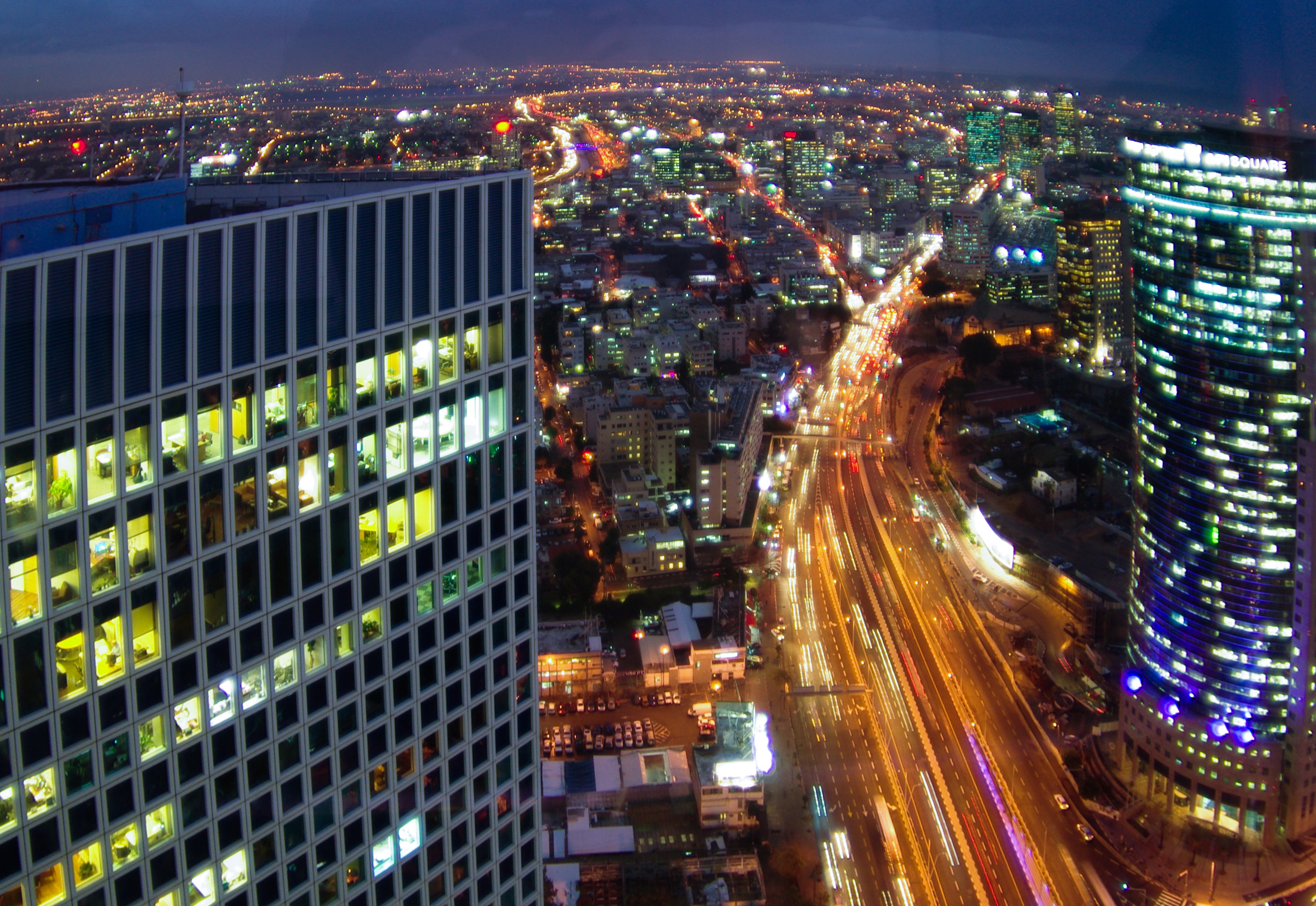
Nachtansicht auf das Zentrum von Tel Aviv-Jaffa, der zweitgrößten Stadt und wirtschaftlichen Metropole Israels, vom Azrieli-Center am Stadtrand aus gesehen

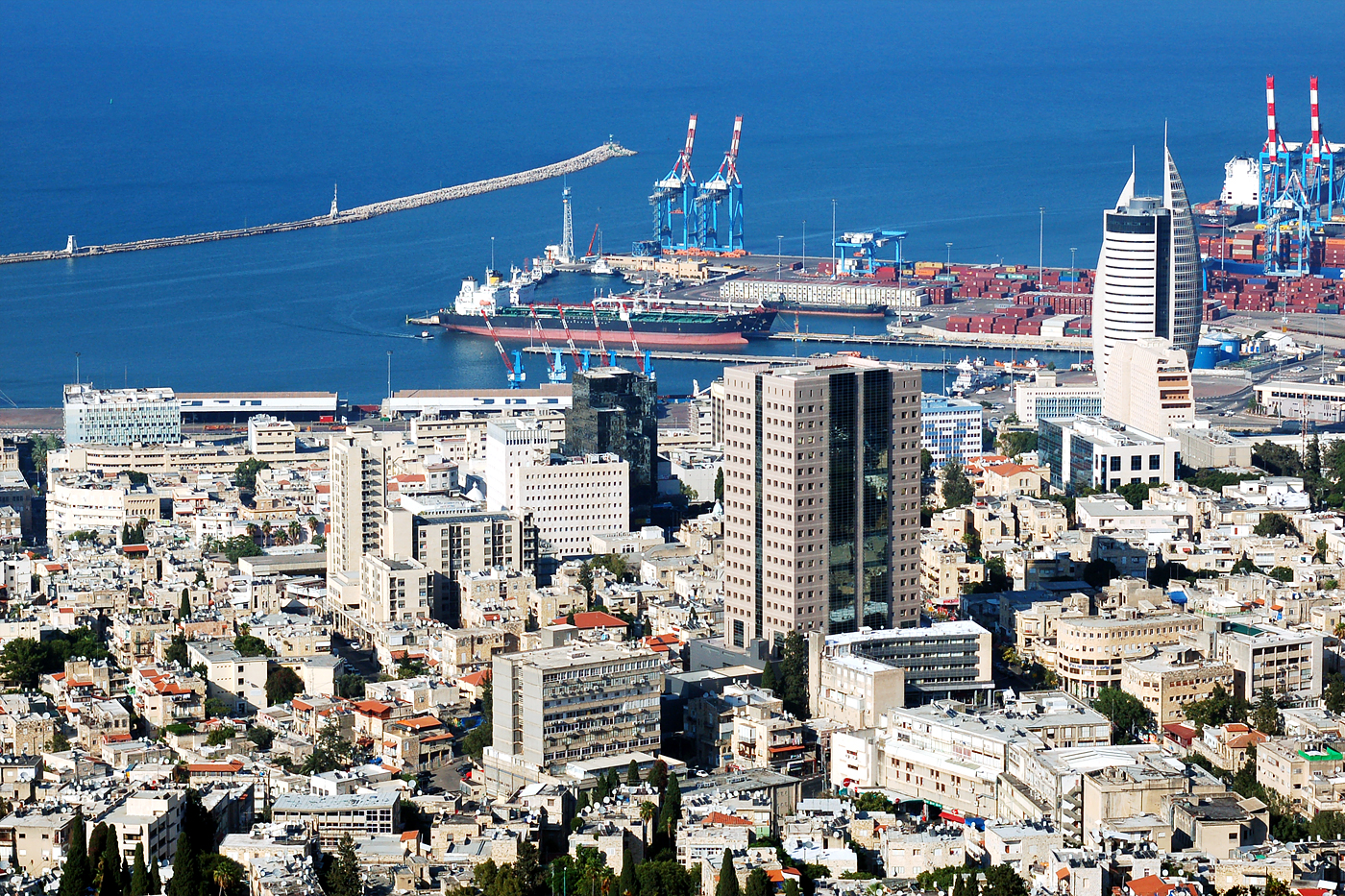
Blick vom Karmelberg über das Stadtzentrum zum Hafen von Haifa

In Israel gibt es 68 Städte und hunderte kleinere Ortschaften. Der Stadtstatus wird vom israelischen Innenminister an sich bewerbende Ortschaften vergeben, in der Regel nur dann, wenn sie mehr als 20.000 Einwohner zählen.
Größere Städte sind Jerusalem (901.302 Einwohner), Tel Aviv-Jaffa (443.939 Einwohner), Haifa (281.087 Einwohner), Rischon LeZion (249.860 Einwohner), Aschdod (222.883 Einwohner) und Be’er Scheva (207.551 Einwohner). In Jerusalem, Haifa, Jaffa, Akko, Ramla und wenigen anderen leben sowohl Araber als auch Juden. Die größten überwiegend arabischen Städte sind Nazareth (76.551 Einwohner) und Umm al-Fahm (54.240 Einwohner). Die größte von arabischen Beduinen bewohnte Stadt ist Rahat im Negev (66.791 Einwohner).
Eine israelische Besonderheit sind die Kibbuzim und Moschawim. Es handelt sich dabei um Ortschaften mit einer sozialistisch-kollektiven oder genossenschaftlichen Verfassung. Im Laufe der Zeit hat aber der Grad der genossenschaftlichen Zusammenarbeit in diesen Ortschaften abgenommen, örtlich wurde er ganz abgeschafft.
In den besetzten Gebieten im Westjordanland wurden etwas mehr als 200 israelische Siedlungen gegründet, vier davon sind Städte mit über 15.000 Einwohnern und etwa 145 nicht bewilligte sogenannte „Outposts“. In Ostjerusalem befinden sich 32 und auf den Golanhöhen 42 jüdische Siedlungen (Schätzung aus dem Jahre 2010).
Die israelischen Siedlungen in den im Juni 1967 von Israel eroberten, einschließlich der von Israel annektierten Gebiete gelten für verschiedene internationale Organisationen als illegale Siedlungen gemäß geltendem Völkerrecht, das einen Bevölkerungstransfer in besetzte Gebiete verbietet (IV. Genfer Abkommen, Art. 49). Israel bestreitet, dass es sich um Gebiete handelt, in denen das IV. Genfer Abkommen Gültigkeit hat.

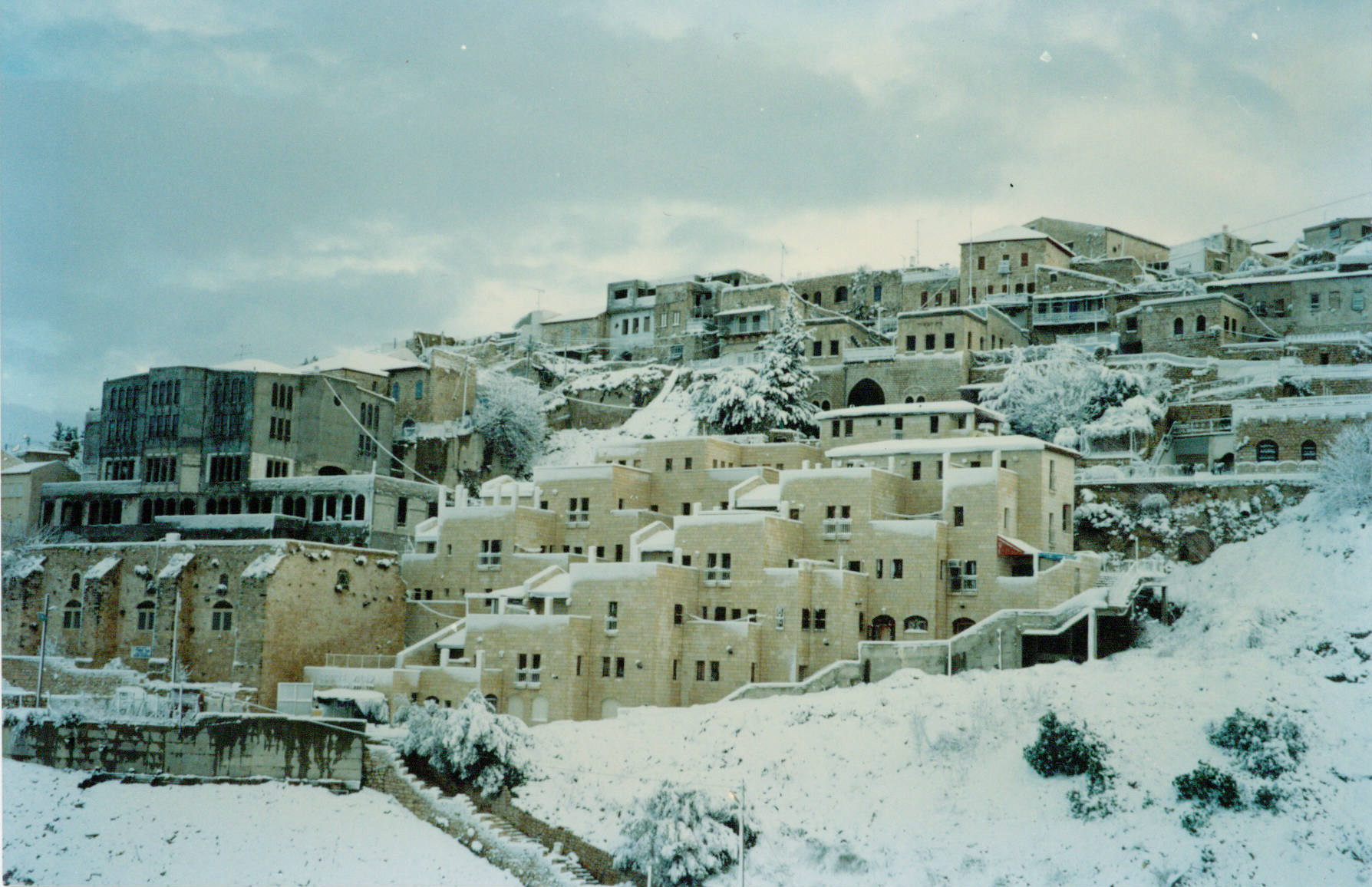
Safed im Winter

## Flora und Fauna

### Flora

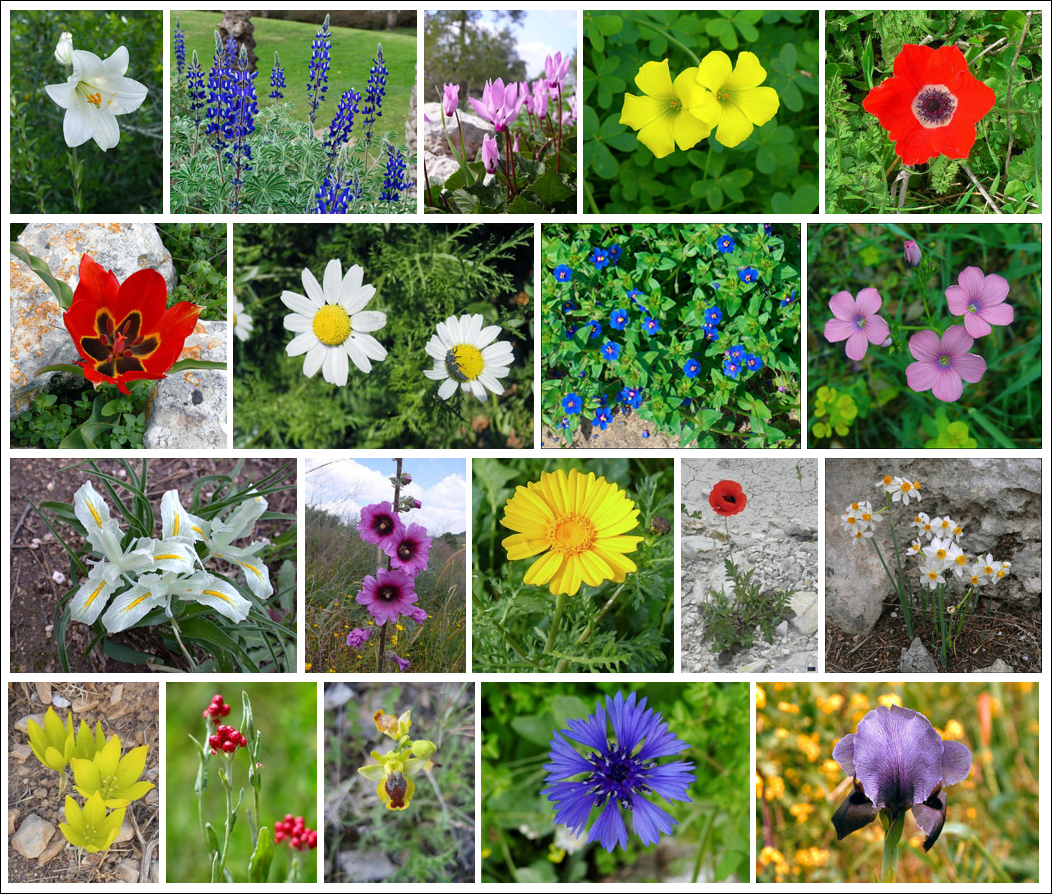
Beispielbild der Flora Israels

Aufgrund der verschiedenen klimatischen Bedingungen in den einzelnen Landesteilen weist Israel eine große Landschaftsvielfalt auf. Dabei reicht die Pflanzenwelt Israels von der fruchtbaren Vegetation in Teilen des Nordens bis zu einigen Oasen im Süden.
In Israel wachsen seit jeher Olivenbäume, Eichen, Feigenbäume und Johannisbrotbäume. Seit den 50er Jahren hat man in Israel mit der Anpflanzung von Nadelwäldern, vor allem aus Aleppo-Kiefer und Mittelmeer-Zypresse, und Obstplantagen begonnen. Insgesamt wurden bis jetzt mehr als 240 Millionen Bäume gepflanzt. Heute sind etwa 3 % der Fläche Israels (213.000 Hektar) bewaldet.
In Israel wachsen wild etwa 125 Arten von Pflanzen, die auch als Zierpflanzen kultiviert und gezüchtet werden, darunter Kronen-Anemone, Sonnenaugen-Tulpe, Strauß-Narzisse und Madonnen-Lilie. Es gilt aber als unwahrscheinlich, dass diese Gartenpflanzen hier domestiziert wurden. In der Negevwüste wächst der aus Amerika eingeschleppte Kaktus Opuntia ficus-indica. Im Süden des Landes gibt es seit ungefähr 1985 auch künstlich angepflanzte Akazien und Kastanien. An den Küstengebieten und in Teilen des Negev wachsen Dattelpalmen.
In Israel gibt es zahlreiche Schutzgebiete, in denen sich 63 (Stand 2008) für den Tourismus erschlossene Anlagen befinden, die von der Israel Nature and Parks Authority (INPA, dt. etwa „Israelische Behörde für Natur und Parks“) als israelische Nationalparks und Naturreservate verwaltet und unterhalten werden.

### Fauna

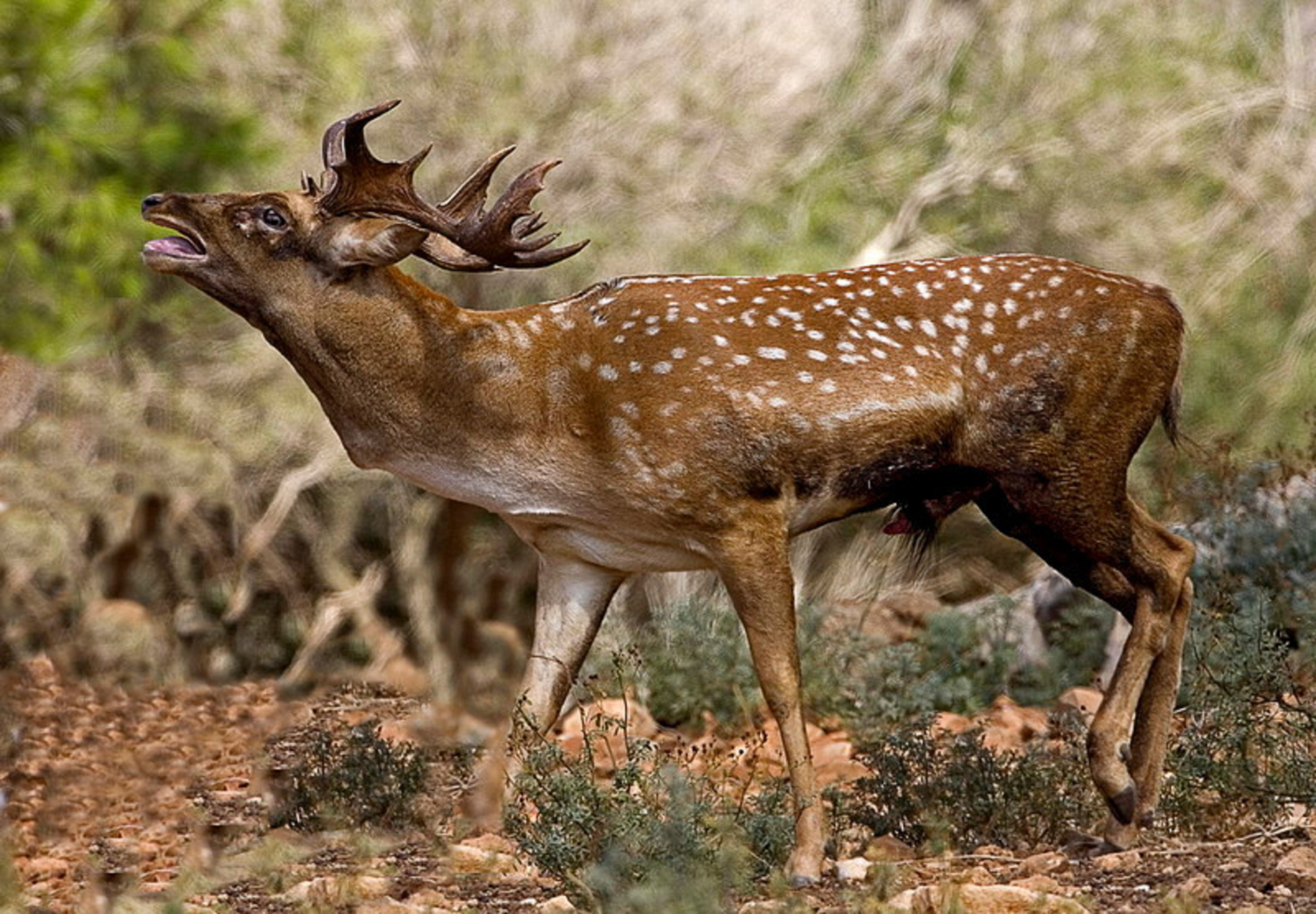
Mesopotamischer Damhirsch im Wildpark Chai Bar Karmel

Aufgrund der unterschiedlichen klimatischen Bedingungen und verschiedener Landschaftsformen hat Israel auch eine sehr vielfältige Tierwelt. Zahlreiche Tiere sind jedoch vom Aussterben bedroht und Anfang bis Mitte des 20. Jahrhunderts starben bereits das Nordöstliche Nilkrokodil (Crocodylus niloticus niloticus), der Syrische Braunbär (Ursus arctos syriacus), der Asiatische Gepard (Acinonyx jubatus venaticus), der Syrische Halbesel (Equus hemionus hemippus), der Arabische Strauß (Struthio camelus syriacus) und die Arabische Kropfgazelle (Gazella subguttorosa marica) in Israel aus. Der Asiatische Löwe (Panthera leo persica) und der Kaukasische Rothirsch (Cervus elaphus maral) starben im Frühmittelalter und das Flusspferd in der Eisenzeit in Israel aus. Einige Exemplare des seltenen Arabischen Leoparden (Panthera pardus nimr) gibt es noch in der Judäischen Wüste und im Negev. Unter den Großtieren halten konnte sich beispielsweise der Syrische Steinbock.
In den Wüstengebieten der Avara und des Negev wurden Arabische Oryxantilopen und Persische Halbesel (Equus hemionus onager) wiederangesiedelt, die im Wildpark von Chai Bar Jotvata gezüchtet werden. Im Norden gibt es mit Chai Bar Karmel einen ähnlichen Wildpark, in dem die Arten der mediterranen Klimazonen wie Armenische Wildschafe (Ovis orientalis gmelini) und Mesopotamische Damhirsche (Dama dama mesopotamica) gezüchtet werden. Letztere werden auch Persische Damhirsche genannt und kommen auch wieder in Freiheit in Nord-Israel vor. Ebenfalls wieder angesiedelt wurde das Reh (Capreolus capreolus coxi).
Rosaflamingos (Phoenicopterus roseus) leben in der Nähe von Salzteichen bei Eilat. Die Syrische Streifenhyäne (Hyaena hyaena syriaca), der Arabische Wolf (Canis lupus arabs), die beiden Unterarten der Edmigazelle, Palästina-Berggazelle (Gazella gazella gazella) und Akaziengazelle (Gazella gazella acaciae), die Dorkasgazelle (Gazella dorcas) und das Wildschwein (Sus scrofa) sind weitere in Israel lebende Tiere.
Es sind hier auch rund 90 Reptilien- sowie zehn Amphibienarten präsent. Unter den Letzteren ist der extrem seltene Israelische Scheibenzüngler besonders hervorzuheben. Von dieser auch „Hula-Frosch“ genannten Art nahm man jahrzehntelang an, dass sie ausgestorben sei.

## Bevölkerung

### Allgemeine Demografie

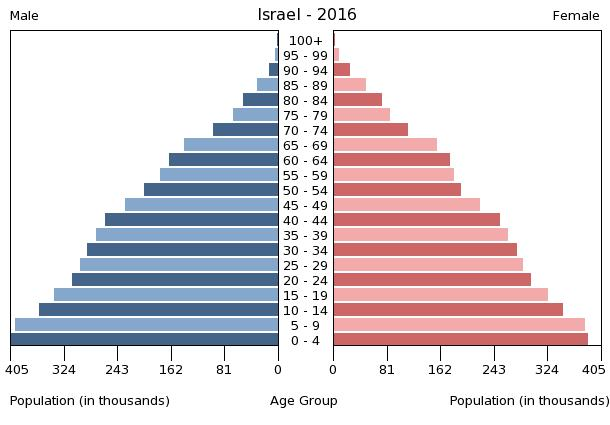
Bevölkerungspyramide 2016: Israels Bevölkerung ist sehr jung.

Im Juni 2024 hatte Israel 9.914.000 Einwohner, darunter 7.253.000 Juden (73,2 %) und 2.096.000 Araber (21,1 %). Die Anzahl sonstiger Einwohner betrug rund 565.000 (5,7 %).
Etwa 92 % der Bevölkerung leben in urbanen Gebieten, 25 % in einer der großen Städte. Rund 75 % der jüdischen Einwohner sind im Land geboren, 28 % sind jünger als 14 Jahre und 10,3 % älter als 65 Jahre. Das Durchschnittsalter lag 2017 bei 29,5 Jahren. Die Bevölkerungsdichte beträgt 373,2 Personen pro km². 2018 betrug die Lebenserwartung für Männer 80,6 Jahre, für Frauen 84,2 Jahre, womit sie die achthöchste weltweit ist.
Die Staatsangehörigkeit kann auf mehreren Wegen erlangt werden: Zum einen durch die Abstammung, zum anderen durch eine Naturalisierung oder durch den Wohnsitz. Dieses Gebietsprinzip wurde auf diejenigen Einwohner Palästinas angewandt, die nach 1948 im Gebiet Israels lebten. Eine Einbürgerung ist auch durch die Verleihung der Staatsbürgerschaft möglich. Durch das Rückkehrgesetz können grundsätzlich alle Juden, die nach Israel einwandern, die israelische Staatsbürgerschaft erlangen, wobei eine doppelte Staatsangehörigkeit möglich ist. Nichtjüdische Einwohner der im Sechstagekrieg 1967 eroberten Gebiete, die Israel seinem Staatsgebiet zuschlug (Ostjerusalem und Golanhöhen), können sich einbürgern lassen.

#### Bevölkerungswachstum

Bevölkerungsentwicklung bis 2019: ein Vielfaches seit Israels Gründung

Nach der Gründung des Staates Israel im Jahre 1948 lebten auf dem israelischen Gebiet etwa 806.000 Menschen. In den darauffolgenden Jahren stieg die Bevölkerungszahl stark an. Dieser Zuwachs war der Immigration der Juden aus Europa und einigen arabischen Staaten zu verdanken.
Die Gesamtbevölkerung Israels sank im Laufe der Geschichte des Staates nie. Trotz des Nahostkonflikts und der arabisch-israelischen Kriege wächst die Bevölkerung weiterhin. Nur durch den Jom-Kippur-Krieg emigrierten über 130.000 Israelis aus Israel. Dieser Bevölkerungsverlust konnte jedoch durch die hohe Geburtenrate jüdischer Familien wieder aufgefangen werden. Nach dem Zerfall der Sowjetunion kamen über 700.000 sowjetische Juden nach Israel, was einen Bevölkerungszuwachs von über 20 % bedeutete. Ab 1996 begann sich das Wachstum der Bevölkerung zu verlangsamen, als die Regierung eine straffere Steuer- und Geldpolitik verfolgte. Seit den 2000er Jahren nimmt die Bevölkerung wieder stark zu. Das Wachstum der Bevölkerung wird vor allem von der hohen Geburtenrate der ultra-orthodoxen und der muslimischen Bevölkerung angetrieben. Beide Gruppen zusammen waren 2015 für über 40 % der Neugeborenen verantwortlich.
Von 2020 bis 2023 lag das jährliche Bevölkerungswachstum zwischen 1,6 % und 2,2 %.
| Jahr | Einwohner |
| ---- | --------- |
| 1948 | 0.806.000 |
| 1950 | 1.370.000 |
| 1955 | 1.789.000 |
| 1960 | 2.150.000 |
| 1965 | 2.598.000 |
| 1970 | 3.022.000 |
| 1975 | 3.493.000 |
| 1980 | 3.922.000 |
| 1985 | 4.266.000 |

| Jahr | Einwohner |
| ---- | --------- |
| 1990 | 4.822.000 |
| 1995 | 5.619.000 |
| 2000 | 6.289.000 |
| 2006 | 7.116.000 |
| 2010 | 7.695.000 |
| 2015 | 8.463.500 |
| 2020 | 9.291.000 |
| 2023 | 9.842.000 |

#### Räumliche Verteilung
Bevölkerungsdichte

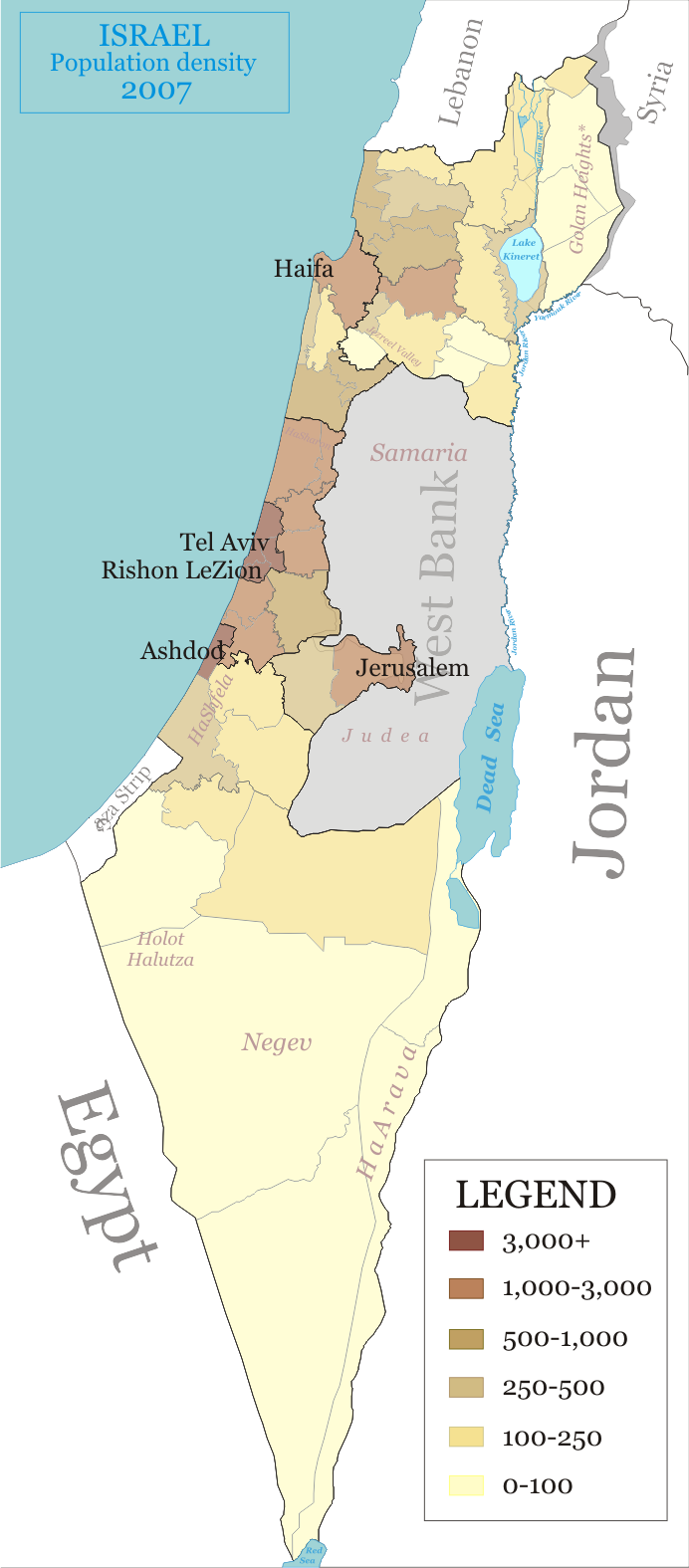
Bevölkerungsdichte Israels 2008

Israel weist eine Bevölkerungsdichte von über 400 Einwohnern pro Quadratkilometer auf. Die Bevölkerungsdichte ist jedoch ungleich verteilt. Die Wüstengebiete, besonders der südliche Negev, haben eine sehr geringe Bevölkerungsdichte; die Golanhöhen sind ebenfalls eher schwach besiedelt.
Der bei weitem größte Teil der Bevölkerung lebt in den Großstädten wie Tel Aviv-Jaffa, Rischon LeZion und Haifa an den Küstenregionen im Westen des Landes. Mit über 3000 Menschen pro Quadratkilometer sind dies die am dichtesten besiedelten Orte. Weitere dicht besiedelte Orte sind Jerusalem und das Umland der Stadt. Israel liegt in der internationalen Länderrangliste der Besiedlungsdichte auf Platz 33 und ist der am dichtesten besiedelte Staat des Nahen Ostens.
Urbanisierung
Bei der Gründung des Staates im Jahre 1948 lebten etwa nur 30 Prozent der Einwohner in Städten, wobei der Unterschied zwischen Arabern und Juden groß war; etwa 75 Prozent der israelischen Juden lebten damals in Städten. Im Jahr 2013 hat der Urbanisierungsgrad nach Angaben der israelischen Regierung über 78 Prozent erreicht. Damit ist der Urbanisierungsgrad weitaus höher im Vergleich zu anderen Industriestaaten. Dies hat seine Ursache vor allem darin, dass die Städte bis in die 1960er Jahre der fast einzige besiedelbare Wohnraum in Israel waren. Zudem gab es bis zum Sechstagekrieg von 1967 immer wieder arabische Terroranschläge auf jüdische Siedlungen im Grenzland, bei denen zahlreiche Menschen starben und viele Familien flüchteten. Ermöglicht durch das Besiedeln lebensfeindlicher Zonen des Staatsgebiets sinkt seit Mitte der 1980er Jahre der Urbanisierungsgrad Israels wieder.

### Bevölkerungsgruppen
Die israelische Statistik unterscheidet zwischen „Juden“ und „Arabern“, zu denen seit 1995 noch eine weitere, „andere“ Gruppe hinzukommt.

#### Jüdische Bevölkerung

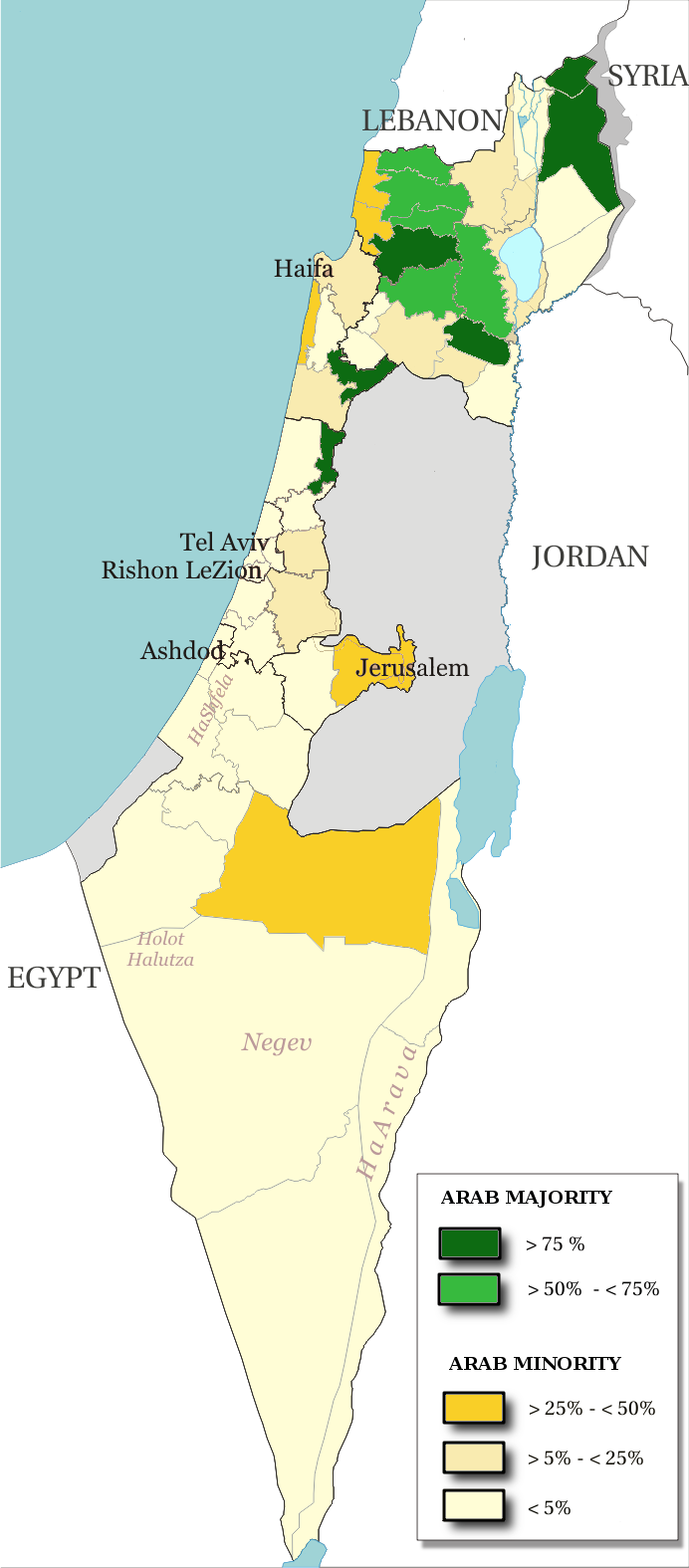
Arabische Minderheit in Israel (2000)

Ende 2020 waren 73,9 % der Israelis Juden. Unter der jüdischen Bevölkerung Israels hatten 2001 26 % wenigstens einen in Israel geborenen Elternteil, 37 % waren Israelis der ersten Generation, 34,8 % Einwanderer und deren direkte Nachkommen aus Europa und Nordamerika und 25,3 % Einwanderer und deren Nachkommen aus Asien oder Afrika, hauptsächlich aus den muslimischen Ländern. Nach dem Zerfall der Sowjetunion sind über eine Million Juden aus deren Nachfolgestaaten nach Israel eingewandert, davon alleine in der Zeit von 1989 bis 1999 mehr als 750.000. Etwa 179.000 israelische Bürger sind Holocaust-Überlebende (Stand 2021).
Innerhalb der jüdischen Bevölkerung wird unterschieden zwischen
- Aschkenasim, Juden mit Wurzeln in Ost- und Mitteleuropa, ehemaligen Staaten der UdSSR sowie europäischstämmige Juden aus den USA, Argentinien und anderen westlichen Staaten sowie deren Nachkommen
- Sephardim, Juden, deren Vorfahren von der Iberischen Halbinsel stammen und diese meist in der Zeit um 1500 verlassen mussten und teils nach Westeuropa (Holland u. a.) teils ins Osmanische Reich mit seinen Besitzungen in Südosteuropa und der Levante zogen. Hierzu gehören auch die meisten der in Israel lebenden marokkanischen Juden
- Mizrachim, Juden (nicht sephardischer Abkunft) aus Vorderasien und Nordafrika (z. B. Marokko, Irak, Syrien und Persien) und deren Nachkommen
- Falaschen, Einwanderer aus Äthiopien, die hauptsächlich durch die militärischen Operationen Moses (1984), Joshua (1985), Salomon (1991) und Taubenflügel (2011) nach Israel geflogen wurden
- Jemenitische Juden, Einwanderer aus dem Jemen, die zwischen 1949 und 1950 durch eine Luftbrücke der militärischen Operation Fliegender Teppich nach Israel kamen.

#### Arabische Bevölkerung
21,1 % der israelischen Bevölkerung sind Araber. Die arabische Bevölkerung lebt zum Teil in gemischten arabisch-jüdischen Städten wie Haifa, Jerusalem, Akko und Ramle. Der größere Teil lebt in arabischen Orten in Galiläa, im östlichen, an das Westjordanland grenzenden Teil der Küstenebene zwischen Tel Aviv und Haifa sowie im nördlichen Teil des Negev. 10 % sind Beduinen, viele mit festem Wohnsitz, weitere 10 % sind Drusen, deren Dörfer in Galiläa, auf dem Karmel und dem Golan liegen. In Galiläa stellen Araber gebietsweise die Bevölkerungsmehrheit.

#### Andere
Die als „Andere“ bezeichnete Bevölkerung von Israel (Ende 2020 456.000 Einwohner) umfasst unter anderem nichtjüdische Einwanderer, die Bahai, die sich nicht nur als eigene Religionsgemeinschaft, sondern auch als eigene Bevölkerungsgruppe bezeichnen, die Alawiten, die Ahmadi, die Samaritaner und zwei Dörfer mit Tscherkessen. Seit September 2014 werden auch Aramäer als eigenständige nationale Bevölkerungsgruppe anerkannt.
Seit den 2000er Jahren leben in Israel auch mehrere Tausend asiatische Gastarbeiter und illegale Einwanderer aus Afrika. In Israel gibt es des Weiteren eine kleine Minderheit europäischer Christen; diese besteht überwiegend aus Russen, Ukrainern und Polen.

#### Israelis in den besetzten Gebieten
Die Israelis in den besetzten Gebieten leben überwiegend in Judäa und Samaria (Westjordanland). In den 1981 annektierten Golanhöhen und Ostjerusalem lebt eine große Anzahl Israelis, die die arabische Population weit übersteigt.

#### Emigration
Seit einigen Jahren gibt es keine genaueren Daten, die sich mit der israelischen Auswanderung befassen.
In den letzten Jahrzehnten hatte die Emigration aus Israel deutlich zugenommen. Bis 1990 wanderten acht Prozent der jüdischen Bevölkerung Israels aus. Von 1990 bis 2005 wanderten 230.000 Israelis aus. Die meisten waren zuvor nach Israel eingewandert. Bis 2005 wanderten wieder 15 Prozent ein. 2007 wanderten 21.500 Israelis aus, dies war die letzte große Auswanderungswelle aus Israel. Seit 2008 geht der Emigrationsgrad zurück, und 73 Prozent der ausgewanderten Juden und 4 Prozent der Araber kehrten bis 2013 wieder nach Israel zurück.
Laut dem israelischen Central Bureau of Statistics leben heute weltweit 650.000 emigrierte Israelis im Ausland.

### Religionen

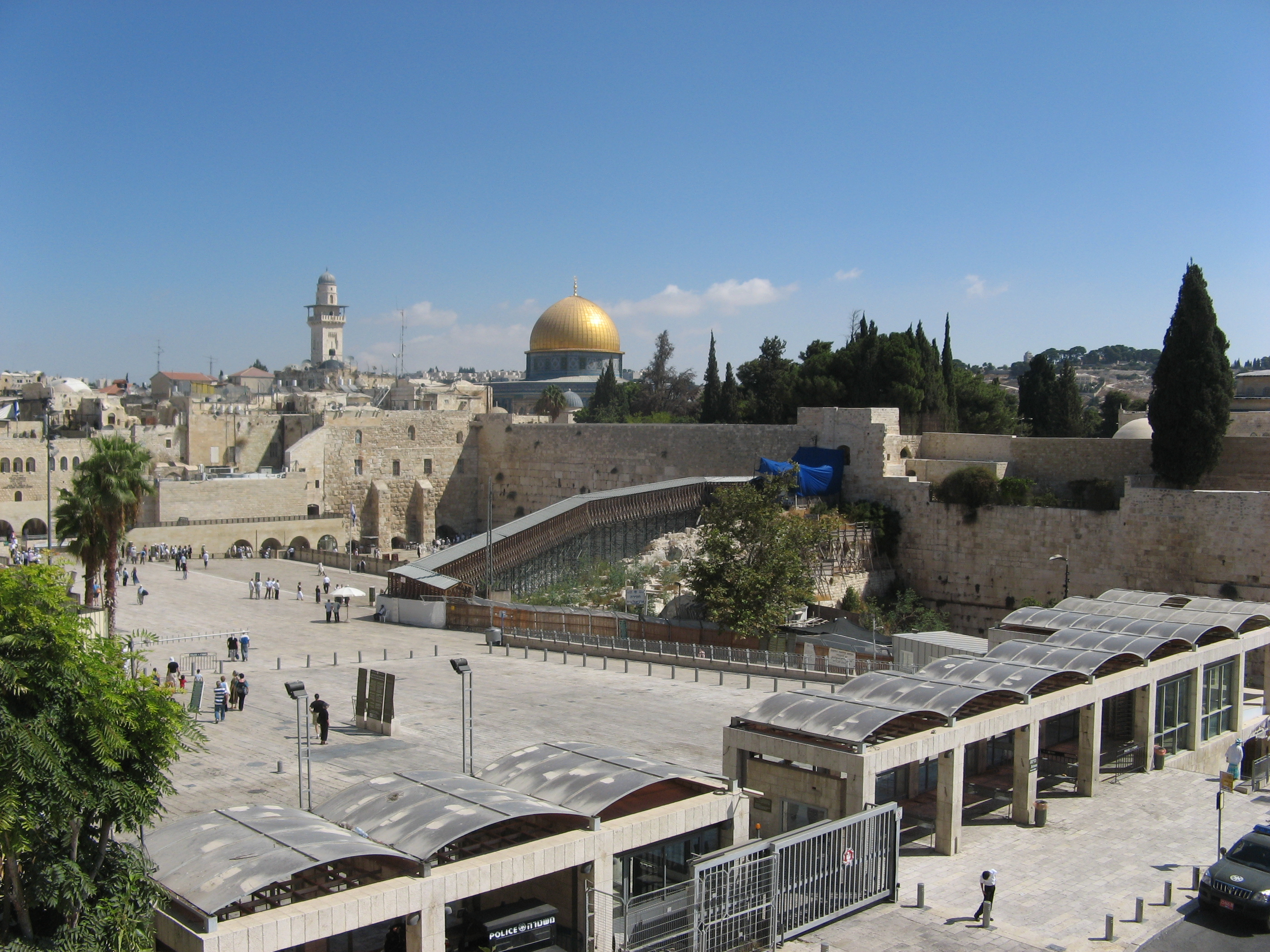
Die Klagemauer mit dem Tempelberg und Felsendom in Ostjerusalem

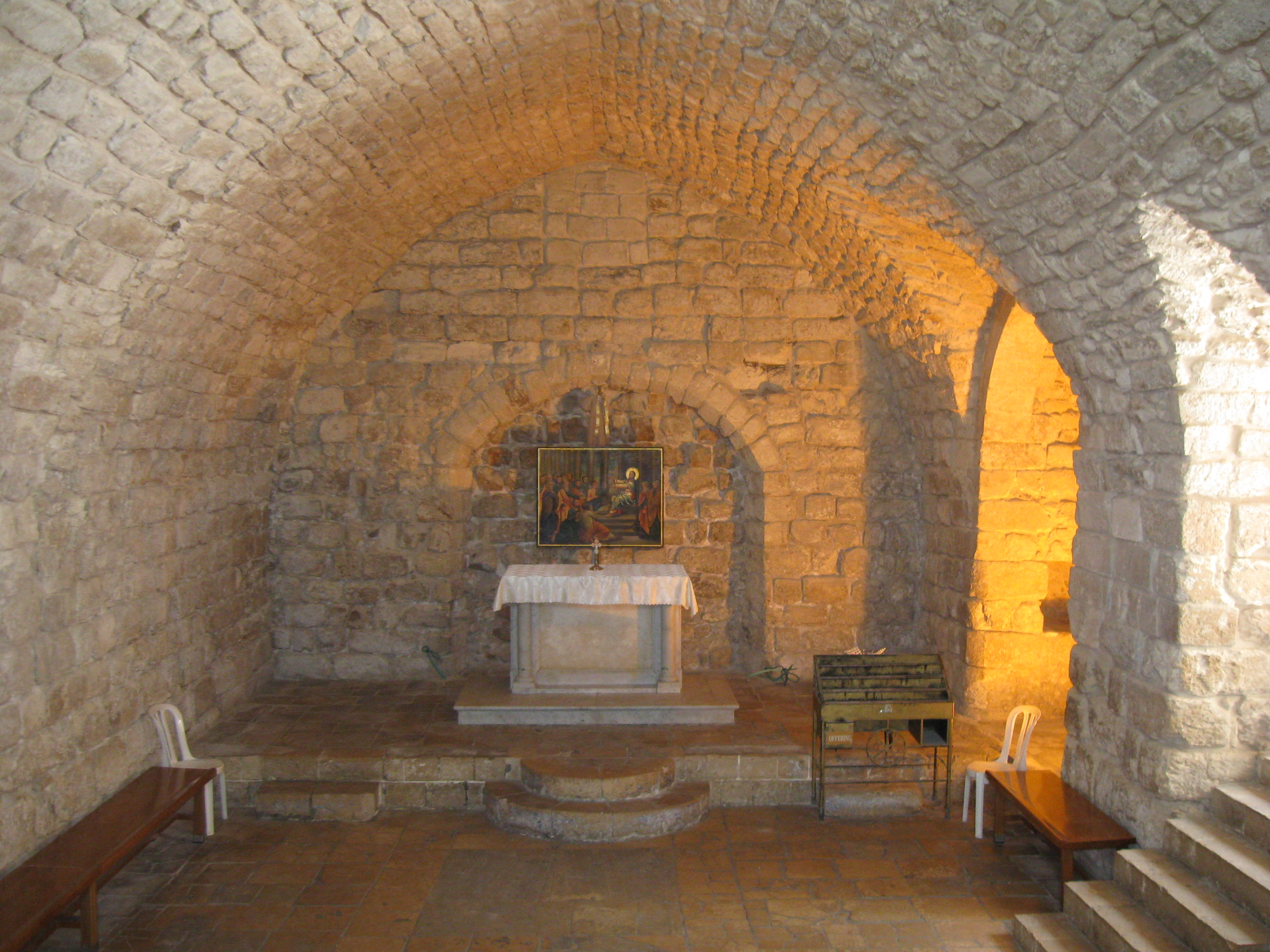
Nazareth, Synagogenkirche

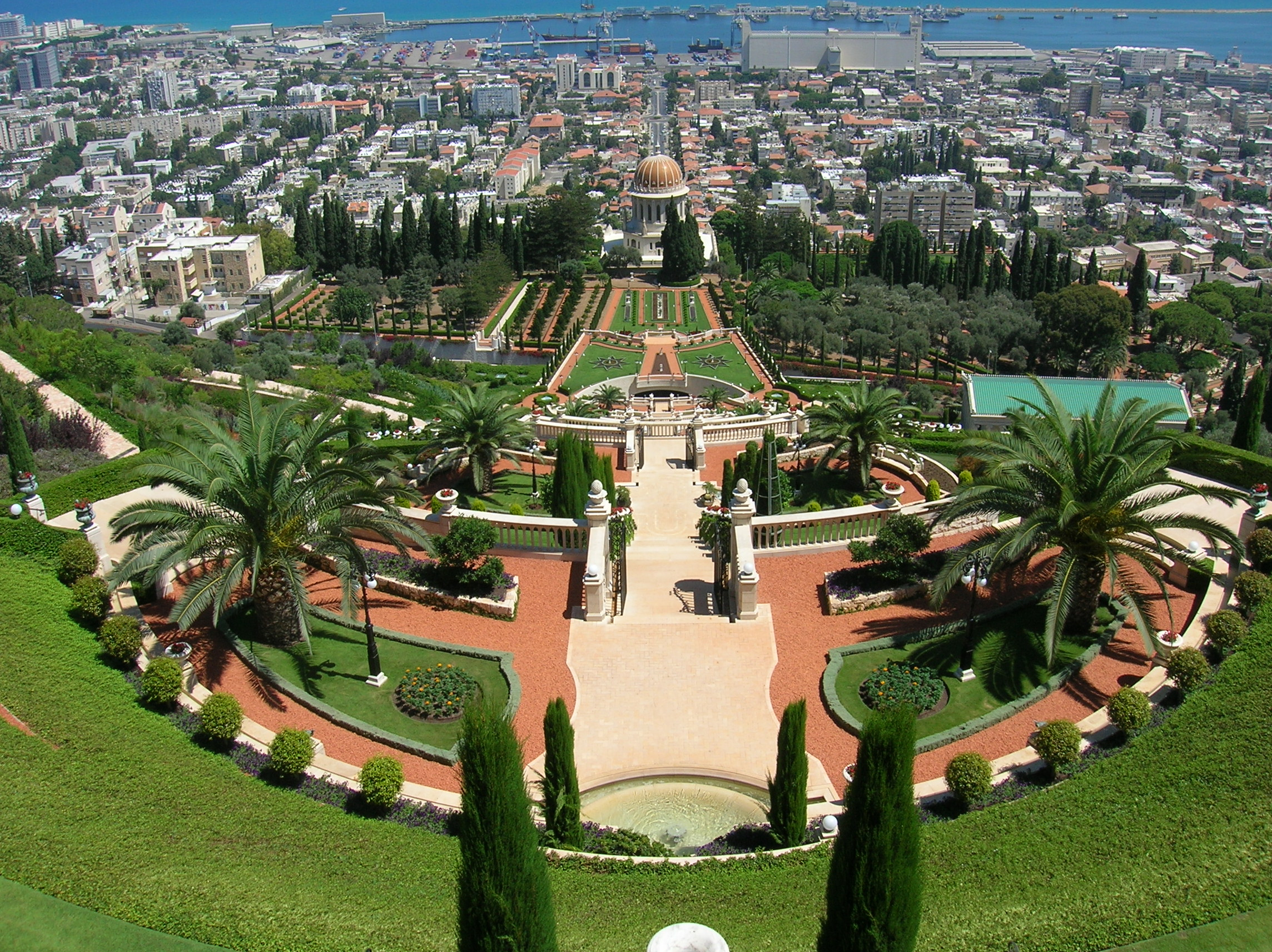
Bahai-Gärten in Haifa

Die Unabhängigkeitserklärung des Staates Israel von 1948 garantiert die Religionsfreiheit. Die Religionsgemeinschaften verwalten ihre religiösen und heiligen Stätten selbst, gesetzliche Regelungen sollen den freien Zugang garantieren und vor Entweihungen schützen. Anerkannte Religionsgemeinschaften sind die jüdische, die islamische, die verschiedenen christlichen Kirchengemeinden sowie die der Drusen und der Bahai. Die staatlich anerkannten Religionsgemeinschaften haben ein Recht auf interne Autonomie und auf staatliche Finanzierung ihrer Gebetshäuser und der Gehälter der religiösen Amtsträger.
Rund drei Viertel der Bevölkerung Israels sind Juden. Damit ist Israel der einzige Staat der Welt, in dem Juden die Mehrheit der Einwohner bilden. Laut einer Umfrage aus dem Jahr 2009 bezeichnen sich
- 46 % als säkular,
- 32 % als traditionell,
- 15 % als orthodox,
- 7 % als ultraorthodox (Charedim).[43]

Gemäß einer Studie aus dem Jahr 2015 erklärten sich 65 % aller Israelis, darunter auch Muslime und Christen, als nicht religiös oder Atheisten. Nur 30 % erklärten, religiös zu sein.
Die Mehrheit der israelischen Araber sind sunnitische Muslime. Im Jahr 2001 waren es 1.004.600, rund 17 % der Bevölkerung. Ende 2019 lebten 177.000 Christen in Israel, das entsprach einem Bevölkerungsanteil von 2,0 %. Rund 137.000 (77,5 %) von ihnen waren arabische Christen, rund 40.000 (22,5 %) nicht-arabische Christen. 143.000 Israelis sind Drusen (Stand 2019). Nach Angaben des zentralen israelischen Statistikbüros lebten Anfang 2022 insgesamt rund 182.000 Christen in Israel, 1,4 % mehr als im Jahr zuvor. Die Christen stellten damit 1,9 % der Gesamtbevölkerung Israels, davon waren 76,7 % arabische Christen.
Die weltweit einzigen samaritanischen Gemeinden zählten Ende 2011 insgesamt 751 Personen. Etwa die Hälfte lebte in Israel, die andere Hälfte im Westjordanland.
In Israel leben zudem etwa 25.000 Karäer sowie eine nicht bekannte Anzahl messianische Juden, die Elemente der jüdischen Religion beibehalten haben, jedoch Jesus von Nazaret als Messias ansehen und somit dem Christentum zugerechnet werden.
Schließlich leben einige hundert Bahai in Haifa und Umgebung, wo sich ihre zentralen Heiligtümer befinden, die das Bahai-Weltzentrum bilden. Seit 2008 zählt es zum UNESCO-Weltkulturerbe.

### Sprachen
Amtssprache ist gemäß dem Nationalstaatsgesetz von 2018 nur noch Hebräisch, zuvor waren Hebräisch und Arabisch gleichermaßen Amtssprachen, wobei faktisch jedoch Hebräisch die bevorzugte Amtssprache war. Arabisch wird heute ein „gesonderter Status“ zugewiesen, wobei das Gesetz gleichermaßen erklärt, dass der bisherige Status des Arabischen beibehalten werden soll und der Gebrauch des Arabischen seitens staatlicher Institutionen durch Einzelgesetze geregelt wird.
In der britischen Mandatszeit zwischen 1922 und 1948 waren neben Hebräisch sowohl Englisch als auch Arabisch Amtssprachen, wobei Englisch Vorrang gegenüber den beiden anderen hatte. Nach der Unabhängigkeit wurde die entsprechende Klausel aufgehoben und Englisch nicht mehr aktiv als Amtssprache verwendet (abgesehen von gewissen Nischen, wie Warnschildern), blieb aber, vor allem weil viele staatliche Schriftstücke nur in dieser Sprache vorlagen, sozusagen „passiv“ in Gebrauch. Zweisprachige Schilder sind häufiger hebräisch und englisch als hebräisch und arabisch beschriftet, öffentliche Verlautbarungen erscheinen oft auch auf Englisch. Darüber hinaus spielt Englisch, wie inzwischen fast überall auf der Welt, eine wichtige Rolle in Wissenschaft, Wirtschaft und der internationalen Verständigung, wird allerdings als Fremdsprache betrachtet und staatliche Publikationen erscheinen nur noch dann in dieser Sprache, wenn sie sich an internationales Publikum wenden. Englisch ist primäre Fremdsprache an Schulen, die meisten Israelis sind dadurch und durch den Konsum amerikanischer Medien mit der Sprache vertraut.
Die Ende des 19. Jahrhunderts wiederbelebte hebräische Sprache wird von der Mehrheit der Israelis gesprochen. Arabisch ist daneben die Muttersprache von mehr als einer Million arabischer und drusischer Staatsbürger sowie der meisten jüdischen Einwanderer, die in den 1950er/1960er Jahren aus arabischen Ländern einwanderten. An arabischen Schulen in Israel ist Arabisch die Schulsprache. An hebräischen Schulen ist Arabisch neben Englisch als zweite Fremdsprache Pflicht.
Im Behördenverkehr wird fast ausschließlich Hebräisch verwendet, amtliche Formulare liegen meist nur auf Hebräisch vor, und israelische Reisepässe sind auf Hebräisch und Englisch gehalten. Bei der israelischen Reifeprüfung (Bagrut) müssen alle Schüler Hebräischkenntnisse nachweisen.

### Lebensstandard

#### Index der menschlichen Entwicklung
In der Rangfolge des vom Entwicklungsprogramm der Vereinten Nationen veröffentlichten Index der menschlichen Entwicklung nahm Israel 2017 mit 0,903 Punkten den 22. Platz von 188 ausgewerteten Ländern ein. 2016 und 2015 stand Israel mit 0,899 bzw. 0.898 Punkten jeweils auf dem 19. Platz bei 188 ausgewerteten Ländern.
1990 lag der Staat mit 0,785 auf Platz 15, 2000 mit 0,850 Punkten auf Platz 17 und 2010 mit 0,833 Punkte auf Platz 26.

#### Gesundheit
Beim Bloomberg-Index der gesündesten Länder 2019 liegt Israel auf dem zehnten Platz. Zum Vergleich: Österreich kam auf Platz 13, Deutschland auf 23 und die USA auf 35. Für die Bewertung legten die Autoren der Studie im Auftrag der Bloomberg L.P. Kriterien wie Lebenserwartung, Trinkwasserversorgung und Gesundheitsversorgung zugrunde. Negativ wurde Tabakkonsum und Übergewicht bewertet.
Die Lebenserwartung in Israel gehört zu den höchsten der Welt und betrug im Jahr 2018 82,7 Jahre, 84,7 Jahre für Frauen und 80,8 Jahre für Männer. Die Fertilitätsrate von 2,66 in Israel ist die höchste unter den Industriestaaten.

## Geschichte

### Vorgeschichte
Die Urgeschichte reicht von den ältesten menschlichen Spuren bis an den Beginn einer breiteren schriftlichen Überlieferung. Einige Vertreter des Homo erectus verließen Afrika vor rund zwei Millionen Jahren. Die ältesten als gesichert geltenden Spuren in Israel ließen sich auf 1,4 Millionen Jahre datieren und wurden südlich des Sees Genezareth auf israelischem und auf jordanischem Gebiet entdeckt. Eine weitere Wanderungswelle folgte vor etwa 600.000 Jahren. Vor mindestens 250.000 Jahren erschienen Neandertaler (ihnen zugewiesene Steinbearbeitungstechniken ließen sich belegen) in der Region und weitere kamen möglicherweise in kalten Zeiten aus Europa, die hier gleichzeitig mit dem archaischen Homo sapiens lebten. Er gilt als direkter Vorfahr des heutigen Menschen, entwickelte sich vor mindestens 200.000 Jahren in Ostafrika und lässt sich in Palästina vor 110.000 Jahren nachweisen. Einige dieser anatomisch modernen Menschen dürften vor etwa 130.000 Jahren Afrika verlassen haben. Doch vor 80.000 Jahren verschwanden sie wieder aus Israel, um vor 50.000 Jahren wieder dort aufzutauchen. Erneut lebten sie mit Neandertalern in derselben Region, wahrscheinlich kam es zu gemeinsamen Nachkommen. Vor 45.000 bis 28.000 Jahren verschwand der Neandertaler. Im Jordantal entstand vor 70.000 Jahren ein 200 km langer, 2.000 km² großer See, der bis 12.000 v. Chr. existierte. Die Menschen lebten weiterhin von der Großwildjagd, auch kleinere Tiere und Fischfang spielten eine immer größere Rolle, dazu kam weiterhin die Sammeltätigkeit.
Bereits um 18.000 v. Chr. mehren sich Anzeichen für dauerhaftere Lager – eine dorfartige Struktur ist nachgewiesen –, eine begrenzte Produktion von Lebensmitteln, und wilde Gerste wurde gemahlen und gebacken. Hauptjagdwild waren Gazellen, an deren Wanderwegen Lager entstanden. Um 12.000 v. Chr. erschienen Häuser aus halbrunden Steinsetzungen mit Aufbauten aus Lehm, spätestens 11.000 v. Chr. wurde Getreide angepflanzt. Es mehrten sich die Anzeichen für Rituale und Opfer, die Toten wurden meist in kontrahierter Stellung beigesetzt, gelegentlich die Schädel separat beerdigt. Die bis dahin recht abstrakte Kunst wurde durch realistischere Darstellungen ergänzt, die als älteste Bilddokumente Vorderasiens gelten.
In der Epoche zwischen 9500 und 8800 v. Chr. wurde zwar Landbau betrieben, doch die Herstellung von Tongefäßen war noch nicht bekannt. Wichtigster Fundort ist Jericho, das aus den Siedlungen, die meist weniger als einen halben Hektar groß waren, mit einer Fläche von 4 ha weit herausragt. Um 8000 v. Chr. umgab die vielleicht 3000 Menschen bergende Stadt eine Mauer von 3 m Höhe, doch von 7700 bis 7220 v. Chr. war die Stadt unbewohnt. Seit 8300 v. Chr. breitete sich die bis dahin auf das Jordantal und die Golanhöhen begrenzte Getreideproduktion weiter aus, um 7600 v. Chr. kam es zu einer starken Ausweitung des Siedlungsraums, die mit Wanderbewegungen einherging oder mit einem stärkeren Bevölkerungswachstum. Die meisten der älteren Siedlungen wurden aufgegeben.
Jericho entstand um 7220 v. Chr. neu und war bis 6400 v. Chr. bewohnt. Die Migrationsmuster der Epochen vor den „Mega-Dörfern“ wurden um 7000 v. Chr. wieder aufgenommen, daneben bestanden weiterhin feste Siedlungen. Erst nach dieser Phase erfolgte die Stabilisierung, die die Voraussetzung für urbane Strukturen bot, zudem kam Keramik in Gebrauch. Scha'ar ha-Golan, eine Fundstätte von 20 ha Fläche, dürfte die größte Stadt zwischen 6400 und 6000 v. Chr. gewesen sein. Fernhandel lässt sich bis nach Anatolien und zum Nil belegen, vielleicht fanden Wanderungen dorthin statt. Zwischen etwa 5500 und 4500 v. Chr. bestanden, wohl aufgrund klimatischer Verschlechterungen, keine Kontakte zu Ägypten. Zwischen 4400 und 4000 v. Chr. deuten dort wieder Viehhaltung und Art der Landwirtschaft auf palästinensische Ursprünge. In der Kupfersteinzeit war Teleilat Ghassul im Jordantal mit 20 ha Fläche eine der größten Siedlungen. Sie barg geräumige Häuser von 3,5 mal 12 Meter Grundfläche sowie einen Tempel. Zwischen 3500 und 3300 v. Chr. kam es zu einem drastischen kulturellen Einbruch, doch Spuren von Gewalt ließen sich bisher nicht belegen.
Danach setzte eine bronzezeitliche, als „frühurban“ bezeichnete Epoche ein, in der Palästina Handelsbeziehungen weit über die Landesgrenzen hinaus unterhielt, vor allem nach Ägypten. Ägypter lassen sich entlang der Handelswege nach Palästina in einem Siedlungsnetzwerk belegen. Das nunmehr unter einem Pharao zentralisierte Ägypten suchte, zum Teil mit Gewalt, die Kontrolle über Rohstoffe zwischen dem Sinai und dem Libanon zu gewinnen, die für die enorme Bautätigkeit im Zusammenhang mit den dortigen Tempelanlagen und Pyramiden von großer Bedeutung waren. Eng mit diesen Kämpfen dürfte die Existenz zahlreicher befestigter Siedlungen zusammenhängen. Mehr als 260 Siedlungen mit insgesamt vielleicht 150.000 Einwohnern sind aus dieser Epoche allein in Westpalästina bekannt, vor allem in Galiläa, Samarien und Juda. Unter ihnen waren Beth Jerah und Jarmuth mit 20 und 16 ha die größten, einige Städte wiesen bis zu 8 m dicke Stadtmauern auf, Beth Jerah hatte vielleicht 4000 bis 5000 Einwohner. Stadttore und Tempelanlagen wie in Megiddo wurden errichtet. Am Ende der Frühen Bronzezeit kam es zum Zusammenbruch der städtischen Kultur und zu einer Dominanz der Weidewirtschaft. Zugleich griffen „Asiaten“ immer wieder das Nildelta an, bis dort die semitischen Hyksos nach 1700 v. Chr. die Herrschaft übernahmen.

#### Entwicklung seit dem Auftreten der Israeliten in Kanaan bis zum 19. Jahrhundert

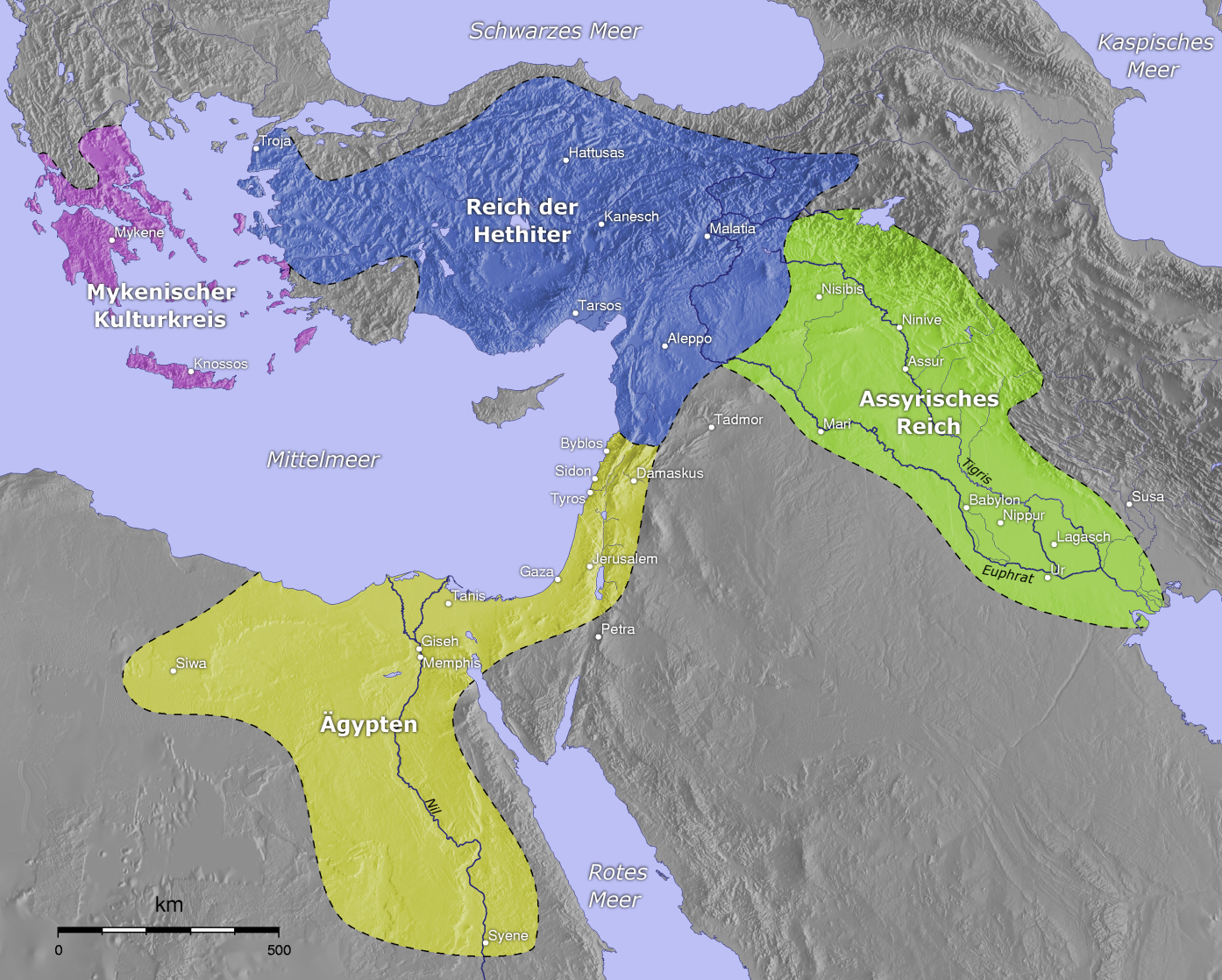
Der Alte Orient: östlicher Mittelmeerraum um 1220 v. Chr. kurz vor dem Untergang des Reiches der Hethiter. Insbesondere die im Zweistromland und am Nil herrschenden Mächte ringen um die Vorherrschaft
Laut der Bibel zerfiel das Königreich Israel nach dem Tod Salomos (um 926 v. Chr.) in das Nordreich Israel mit der Hauptstadt Samaria (blau) und das Südreich Juda mit Jerusalem (ockerfarben). Israel wurde 722 v. Chr. von Assyrien annektiert; die Könige Judas regierten noch bis 586 v. Chr.
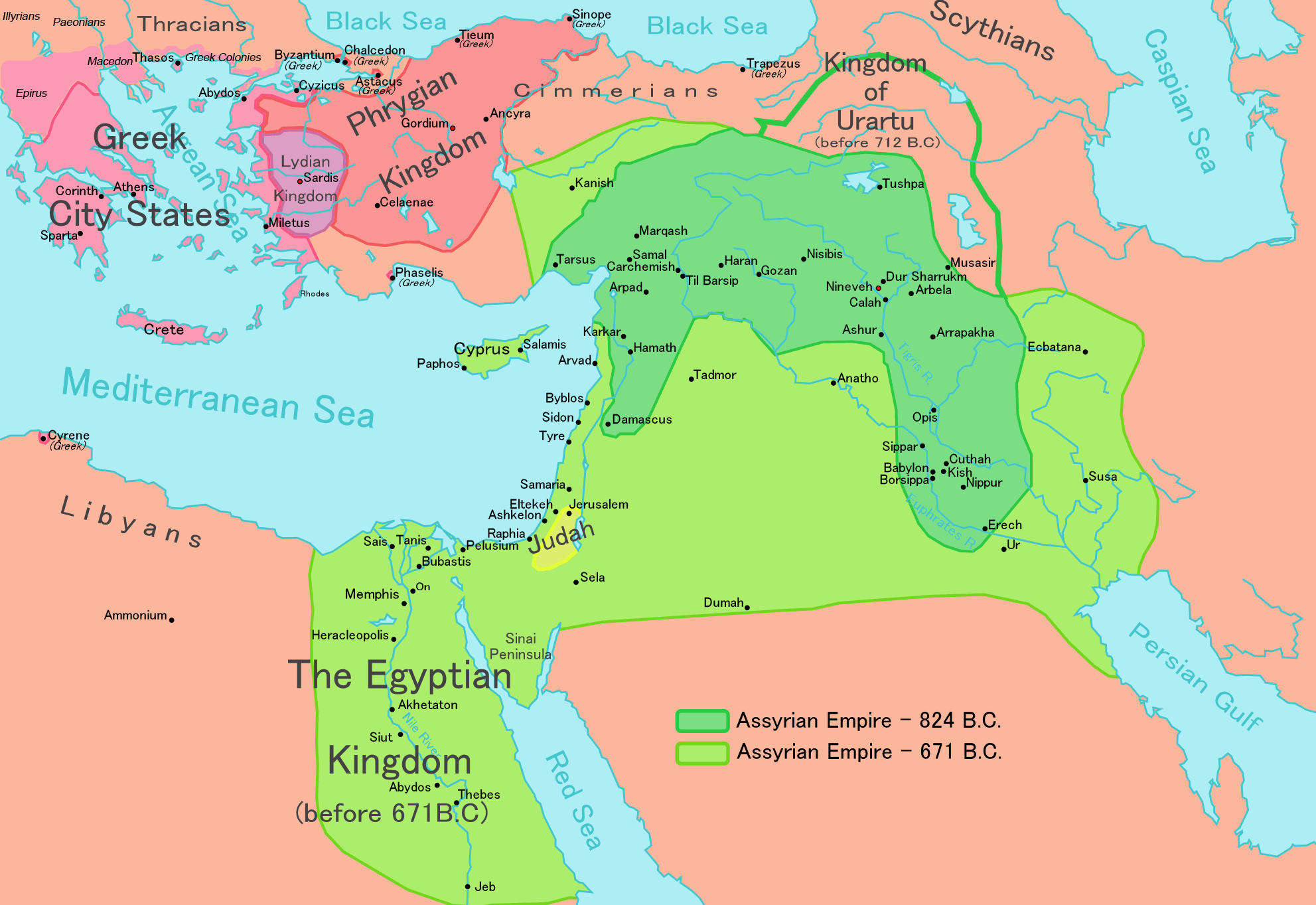
Die Expansion Assyriens zwischen dem 9. und 7. Jahrhundert v. Chr. endete mit der Eroberung der assyrischen Kernstädte durch Babylon (614 Assur, 612 Ninive, 608 Harran). Die Gebiete am Mittelmeer fielen ebenfalls an die Babylonier (597 Jerusalem), dann an die Perser (ab 525)
Erneute Unabhängigkeit: das Reich der auf Judas Makkabäus zurückgehenden Dynastie der Hasmonäer vom Jahr 165 v. Chr. bis zur Eroberung durch Rom 63 v. Chr.
Das Königreich von Herodes dem Großen (ab 37 v. Chr.), unter dessen Regierung es zu einer letzten wirtschaftlichen und kulturellen Blüte des antiken Juda kam. (Gestrichelt: der moderne Staat Israel mit von ihm kontrollierten oder teilautonomen arabischen Territorien)
Die islamische Expansion bis 750 n. Chr., die auch Teilen der jüdischen Bevölkerung weiträumige Wanderung ermöglichte. Die kulturelle Blüte des Judentums verlagerte sich für mehrere Jahrhunderte auf die Iberische Halbinsel (Hispania), während die Bedeutung Palästinas schwand

Die ersten archäologisch nachgewiesenen Spuren einer früh- oder protoisraelitischen Besiedlung der Maschrek-Region gehen auf das 12. bis 11. Jahrhundert v. Chr. zurück (vgl. die sogenannte, jedoch historisch umstrittene Landnahme der Israeliten). Erstmals erwähnt wird der Name Israels um 1208 v. Chr. auf der Merenptah-Stele; gemeint ist offenbar eine dem ägyptischen Pharao tributpflichtige Bevölkerungsgruppe im Land Kanaan, in dem später das Königreich Israel entsteht. Jerusalem wurde nach biblischer Überlieferung um 1000 v. Chr. durch David von den Jebusitern erobert und als Hauptstadt seines Königreiches auserkoren; dieses zerfiel nach dem Tod seines Sohnes und Thronfolgers Salomo in zwei Reiche. Das Nordreich Israel ging 722 v. Chr. im Kampf gegen die Assyrer unter, das Südreich Juda wurde 587 v. Chr. von Babylon erobert. Später wurde Juda ebenso wie die Gebiete des früheren Nordreiches Israel Teil des Perserreichs (ab 525 v. Chr.; aus dem Babylonischen Exil kehrten Judäer insbesondere nach Jerusalem zurück), dann des Reiches Alexanders des Großen (ab 332 v. Chr.), des Ptolemäer- (ab 301 v. Chr.) und des Seleukidenreichs (ab 198 v. Chr.). Unter den Ptolemäern und Seleukiden wuchs der Einfluss des Hellenismus, und es kam zu einem innerjüdischen Ringen zwischen konservativen und hellenistischen Kräften.
Der Aufstand der Makkabäer 165 v. Chr., der ein Ergebnis dieser Entwicklung war, brachte Juda nochmals für etwa ein Jahrhundert staatliche Unabhängigkeit. 63 v. Chr. begann die Zeit der römischen Oberherrschaft, nach einem Einfall der Parther ab 37 v. Chr. unter dem Klientelkönig Herodes dem Großen und seiner Nachkommen, der Herodianer, dann unter römischen Statthaltern. Die Römer gliederten das Gebiet in zwei Provinzen: Syria im Norden, Judäa im Süden. Im Jüdischen Krieg wurden Jerusalem und der Jerusalemer Tempel 70 n. Chr. völlig zerstört. Der letzte jüdische Aufstand gegen die römische Herrschaft (Bar-Kochba-Aufstand) wurde 135 n. Chr. niedergeschlagen und ein Teil der jüdischen Bevölkerung vertrieben. Das Land selbst wurde seither „Palästina“ genannt, der Begriff „Judäa“ verschwand aus dem offiziellen Sprachgebrauch. Die Bezeichnung „Palästina“, die auf das bereits in den Nachbarvölkern aufgegangene Volk der Philister zurückging, erhielt das Land aufgrund eines Erlasses des römischen Kaisers Hadrian, um die Erinnerung an die judäischen Rebellen zu tilgen. Trotzdem blieb – neben Rom und sich neu bildenden jüdischen Gemeinden in Europa und Nordafrika sowie neben Mesopotamien (Babylonien), aus dem am Ende des Babylonischen Exils keine vollständige Rückwanderung erfolgt war – Palästina, und hier insbesondere Galiläa, ein Zentrum des Judentums; bis ins Mittelalter hinein waren sowohl die babylonischen als auch die palästinischen Rabbinen wegweisend für die Entwicklung der jüdischen Religion und Lebensweise überall auf der Welt (siehe Mischna und Talmud). Von 395 n. Chr. an, dem Jahr der Reichsteilung, gehörte der Maschrek einschließlich Palästina zu Ostrom (Byzantinisches Reich). Bereits 380 n. Chr. war das Christentum im Römischen Reich zur Staatsreligion erhoben worden (Konstantinische Wende), und seit Entstehen der neuen Religion war Jerusalem der Ausgangspunkt ihrer Verbreitung im Maschrek, der bis zur islamischen Expansion überwiegend christlich wurde, und darüber hinaus.

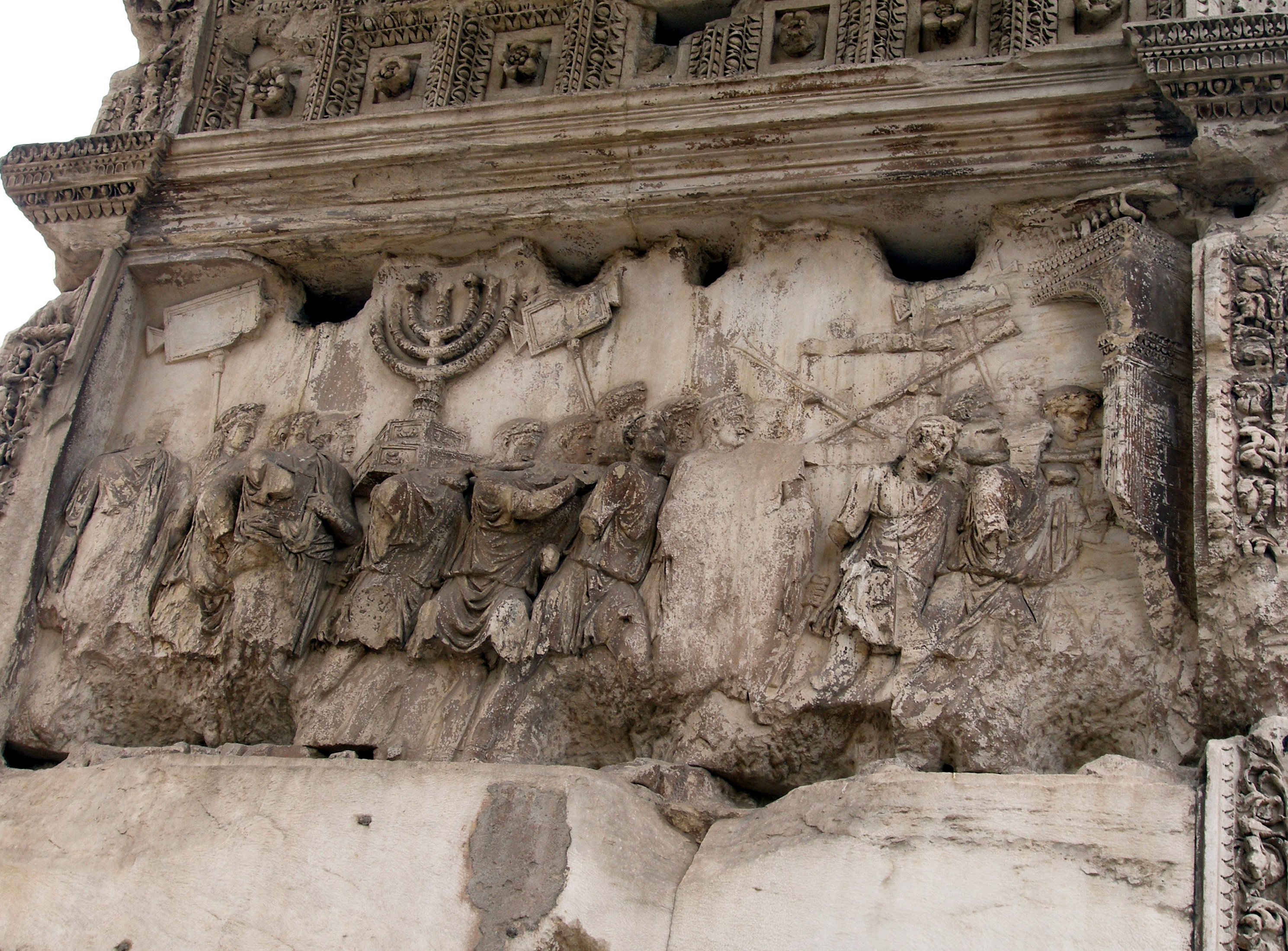
Nach der Zerstörung des Tempels in Jerusalem 70 n. Chr.: Der Tempelschatz, darunter die Menora, werden im Triumphzug nach Rom gebracht (Darstellung auf der Innenseite des Titusbogens)

Im Zuge der islamischen Expansion kam das Gebiet 636 unter arabische Herrschaft. Seither wurde Palästina mehrheitlich von Arabern und zum Islam bekehrten einheimischen Bevölkerungsgruppen bewohnt. Die Kreuzfahrer beherrschten von 1099 bis 1291 das von ihnen so bezeichnete „Lateinische Königreich Jerusalem“. Es folgten die Mamluken von 1291 bis 1517 und die ebenfalls muslimischen Osmanen von 1517 bis 1918. Keine dieser Obrigkeiten sah für Palästina eine eigene Verwaltung vor oder betrachtete das Gebiet als selbstständige geographische Einheit, auch für die Osmanen war die Region ein Teil Syriens. Das Land wurde in drei Distrikte eingeteilt. Die Repräsentanz der lokalen Bevölkerung gegenüber der Hohen Pforte erfolgte wie im ganzen Reich nach konfessioneller, nicht nach sprachlicher oder ethnischer Zugehörigkeit.
Im Gebiet Palästinas westlich des Jordans lebten zu Beginn des 19. Jahrhunderts nahezu 300.000 Menschen: rund 270.000 muslimische und 20.000–30.000 christliche, in ihrer Mehrheit griechisch-orthodoxe Araber sowie 7.000–10.000 mehrheitlich sephardische Juden. Die Siedlungen Letzterer waren auf vier „heilige“ Städte konzentriert, namentlich Jerusalem, Hebron, Tiberias und Safed.

### Zionistische Bewegung

#### 1880–1917

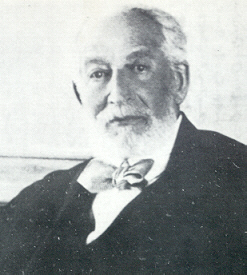
Edmond de Rothschild (1845–1934)

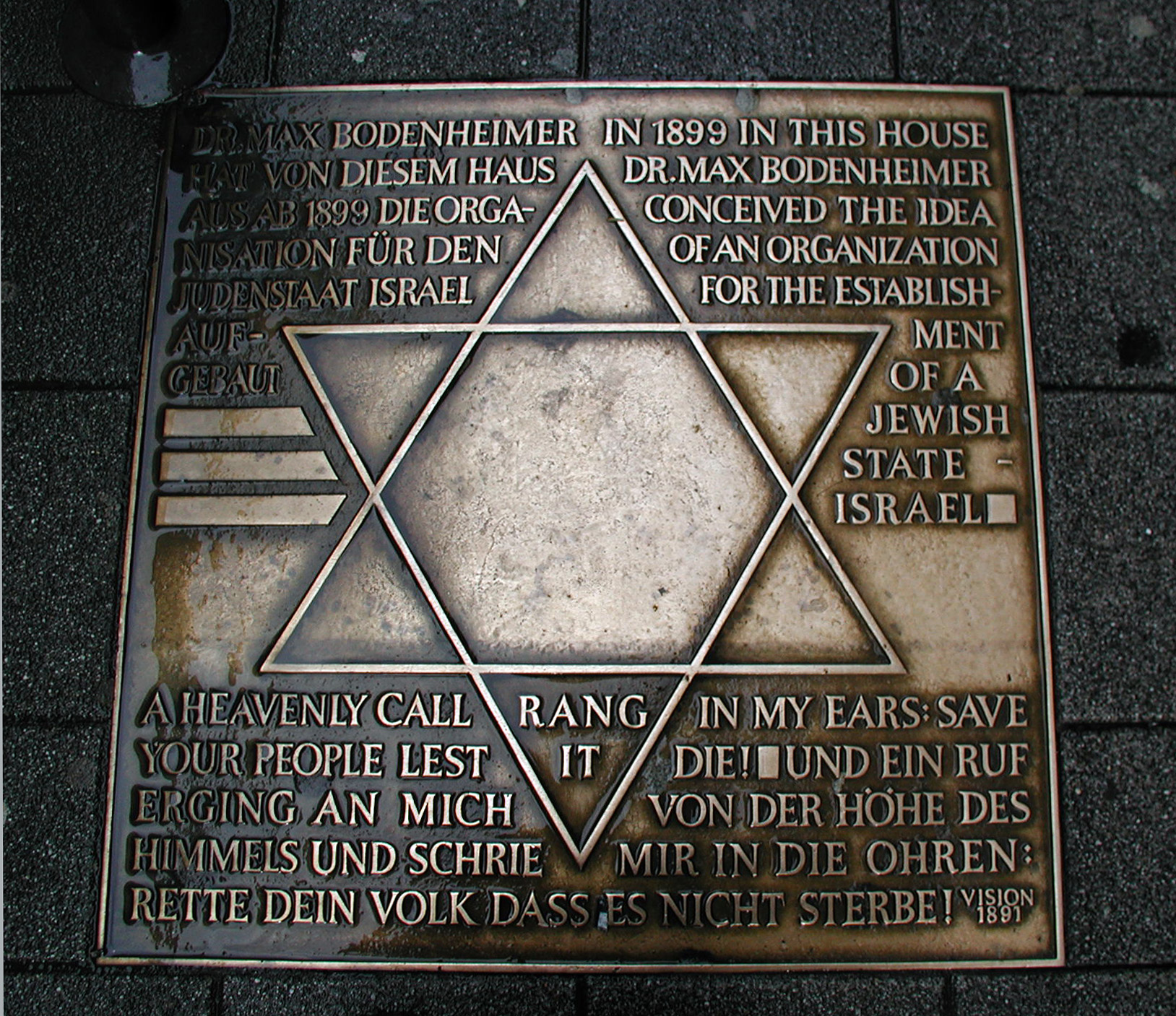
Max-Bodenheimer-Gedenktafel in der Richmodstraße 6 am Kölner Neumarkt

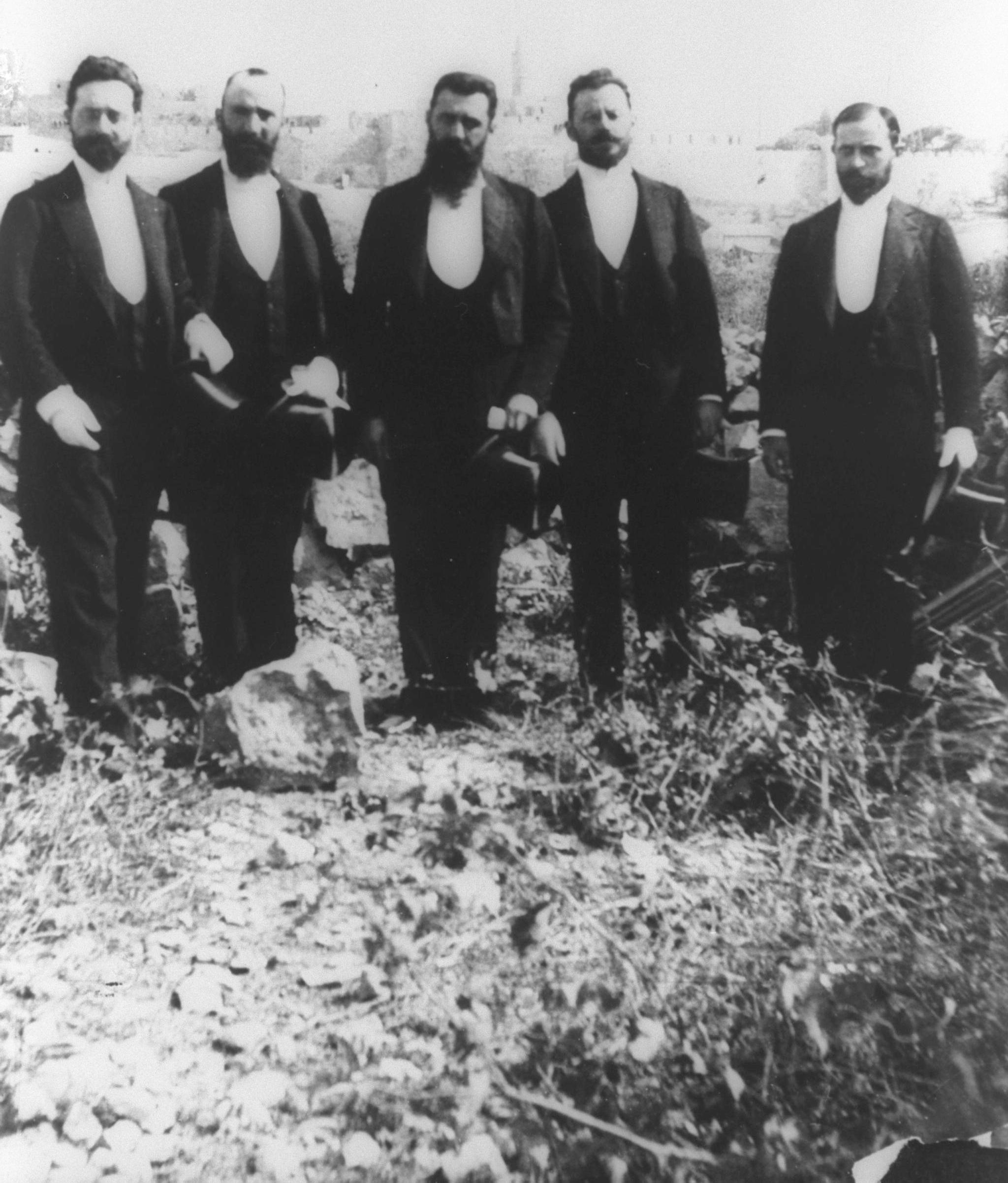
Delegation der Zionisten, die nach Palästina reisten, um am 2. November 1898 Kaiser Wilhelm II. in Jerusalem zu treffen. Von links nach rechts: Max I. Bodenheimer, David Wolffsohn, Theodor Herzl, Moses Schnirer, Joseph Seidener

Als Beginn oder Vorläufer der zionistischen Bewegung gilt die ca. 1880 entstandene osteuropäische Sammlungsbewegung Chibbat Zion („Zionsliebe“). Deren Ortsvereine waren in zahlreichen russischen und rumänischen Städten vertreten. Mitglieder der Chibbat Zion nannten sich Chovevei Zion („Zionsfreunde“). Sie sammelten etwa 3000 Auswanderungswillige für gemeinsame Siedlungsprojekte in Palästina. Während der osmanischen Herrschaft war Palästina nur dünn besiedelt und stagnierte wirtschaftlich. Von der Ankunft der ersten jüdischen Einwanderer ab 1880 gingen Impulse für die wirtschaftliche Entwicklung des Landes aus. In den folgenden Jahrzehnten wanderten – auch deshalb – viele weitere Menschen, Juden wie Araber, in Palästina ein.
Die erste größere Einwanderungsbewegung (Alija) von Juden nach Palästina erfolgte um 1882. Im Sommer 1882 erreichte eine sechsköpfige russische Gruppe Palästina und baute mit finanzieller und logistischer Unterstützung von Baron Edmond de Rothschild die Siedlung Rischon LeZion („Erstes in Zion“) auf. Zwischen 1880 und 1895 finanzierte Edmond de Rothschild die Gründung von mehr als 30 weiteren Kolonien in Palästina, darunter die bedeutenden Moschawot (Siedlungen) Petach Tikwa, Sichron Jaʿaqov, Rosch Pinna, Chadera und Jesod ha-Maʿaleh. Seither gilt Baron Edmond de Rothschild als „Vater der Kolonisierung Palästinas“. 1891 gründete der deutsch-jüdische Zionist Baron Maurice de Hirsch die Jewish Colonisation Association, die ab 1899 finanziell umfangreich von Baron Edmond de Rothschild unterstützt wurde. Im Jahre 1898 lebten nach Angaben der Jewish Colonisation Association 5.200 Juden in Palästina in landwirtschaftlichen Mustersiedlungen.
Zwischen 1890 und 1914 galt Köln in Deutschland als Hauptstadt des Zionismus. In Köln gründeten 1893 die beiden bedeutenden zionistischen Funktionäre Max I. Bodenheimer und David Wolffsohn den Kölner Verein zur Förderung von Ackerbau und Handwerk in Palästina. Zudem gründete Bodenheimer den Nationaljüdischen Klub Zion Köln, war Vorsitzender der Zionistischen Vereinigung für Deutschland und baute aus seiner Wohnung am Kölner Neumarkt von 1905 bis 1914 den Jüdischen Nationalfonds auf.

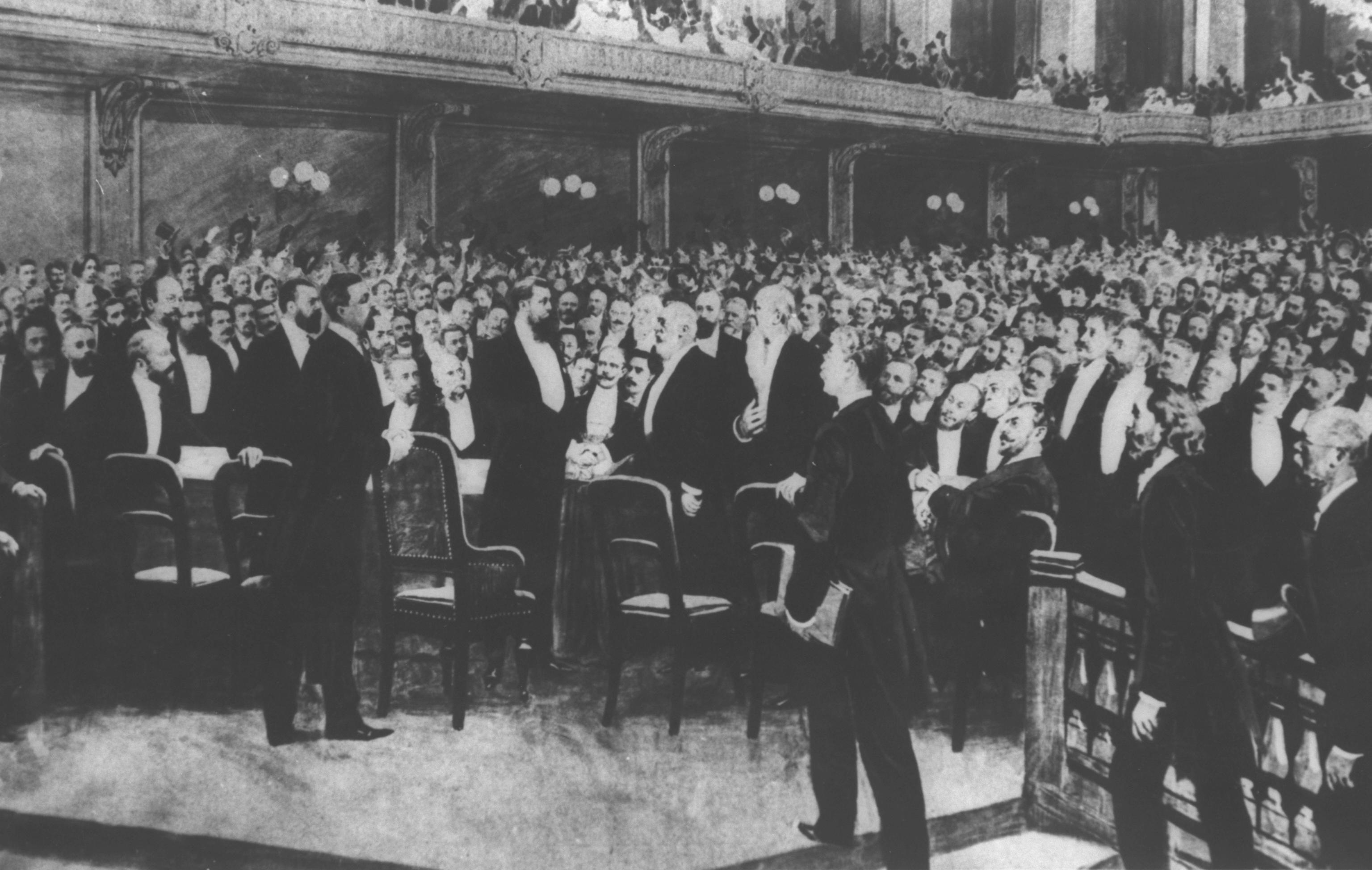
Delegierte am Ersten Zionistischen Weltkongress in Basel, 1897

Die Schlüssel- und Führungsfigur des politischen Zionismus wurde aber Theodor Herzl. Während der Dreyfus-Affäre in Frankreich schrieb Herzl 1896 das Buch Der Judenstaat – Versuch einer modernen Lösung der Judenfrage. Darin führte Herzl seine Idee einer souveränen staatlichen Organisation aus, um dem planlosen und zerstreuten Auswandern europäischer Juden ein gemeinsames Ziel zu geben und das jüdische Siedlungswerk völkerrechtlich abzusichern. Herzl begründete seine Idee kaum mit religiösen Motiven, sondern mit dem Scheitern der jüdischen Emanzipation gerade in den zivilisierten Ländern Europas. So hatte Herzl bis dahin besonders Frankreich als Hort des sozialen und kulturellen Fortschritts gesehen. Nun urteilte er, der Antisemitismus werde nie verschwinden, alle Bemühungen der Juden um Assimilation würden ihn eher noch verstärken. Nur die Sammlung der Juden in einem eigenen Land könne daher der Ausweg sein.
Herzls Buch wurde im Gegensatz zu den Schriften seiner ideologischen Vorläufer stark beachtet und gab den Anstoß zum internationalen Zusammenschluss der bestehenden nationaljüdischen Vereine. Am 29. August 1897 trafen 200 von ihren Vereinen gewählte Delegierte in Basel zum ersten Zionistenkongress zusammen. Dort forderte Herzl erstmals einen völkerrechtlich legalisierten Judenstaat in Palästina. Daraufhin gründete sich die Zionistische Weltorganisation (World Zionist Organisation, abgekürzt WZO) mit der Maxime: „Der Zionismus erstrebt für das jüdische Volk die Schaffung einer öffentlich-rechtlich gesicherten Heimstätte in Palästina.“ In sein Tagebuch schrieb Herzl: „In Basel habe ich den Judenstaat gegründet… Vielleicht in fünf Jahren, jedenfalls in fünfzig wird es Jeder einsehen.“
1901 gründete die Zionistische Weltorganisation auf dem 5. Zionistenkongress in Basel den Jüdischen Nationalfonds, um erstmals jüdische Ansiedlungen in Palästina gezielt zu fördern. Die zweite Alija wurde durch Pogrome und das Scheitern der russischen Revolution 1905 ausgelöst. Bis 1914 wanderten etwa 40.000 meist junge russische Juden nach Palästina aus. Dort wuchs die jüdische Bevölkerung bis 1914 auf etwa 85.000 Menschen an. 1907 gründete die Zionistische Weltorganisation auf dem 8. Zionistenkongress das Palästinaamt in Jaffa, und David Wolffsohn wurde zum Präsidenten der Zionistischen Weltorganisation gewählt. Mit einer Anleihe des Jüdischen Nationalfonds ermöglichte er den Bau der ersten Häuser in Achusat Bajit, dem späteren Tel Aviv, und legte damit den Grundstein für die 1909 gegründete erste hebräische Stadt. Bis 1938 wuchs die Einwohnerzahl Tel Avis auf 150.000 an.

#### 1917–1948

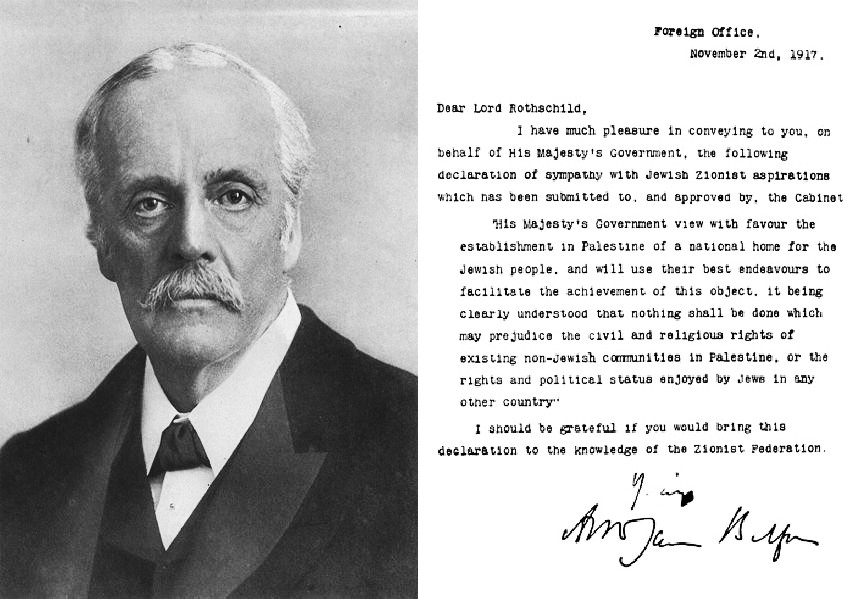
Arthur Balfour und die Balfour-Deklaration

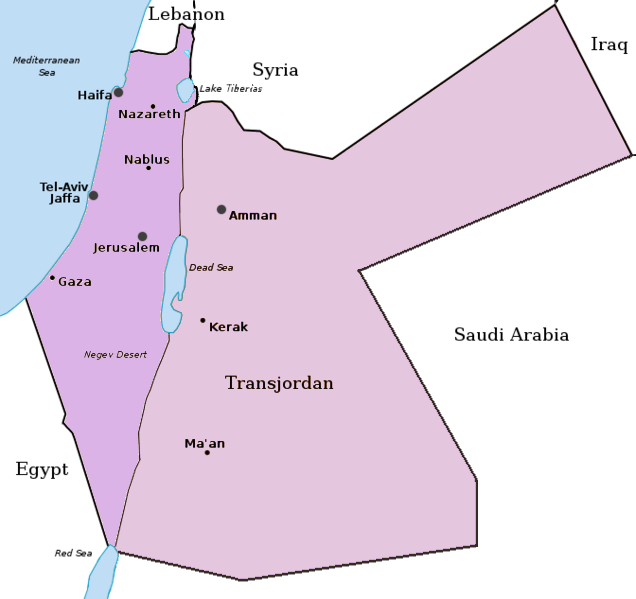
Das britische Mandatsgebiet Palästina zwischen dem Jordan und dem Mittelmeer; von 1921 bis 1923 um Transjordanien erweitert

Im Ersten Weltkrieg erfolgte ein wichtiger Schritt im Hinblick auf die Gründung eines jüdischen Staates in Palästina: Am 2. November 1917 gab auf Initiative des britischen Diplomaten Lord Milner der britische Außenminister Arthur Balfour brieflich die später sogenannte Balfour-Deklaration gegenüber Walter Rothschild ab. Danach betrachtete die britische Regierung die „Gründung einer nationalen Heimstätte für das jüdische Volk in Palästina“ mit Wohlwollen und wollte die „größten Anstrengungen unternehmen, um das Erreichen dieses Ziels zu erleichtern“. Diese Erklärung übernahm die Zielformulierung der Zionistischen Weltorganisation (WZO). Damit hatte erstmals ein europäischer Staat das zionistische Ziel anerkannt. Die Rechte der ansässigen nichtjüdischen Bevölkerung sollten gewahrt werden, so Balfour.
Durch den Sieg der Briten im Ersten Weltkrieg wurde 1917 die osmanische Herrschaft in Palästina beendet. Im Anschluss an die Konferenz von Sanremo 1920 übertrug der Völkerbund 1922 Großbritannien das Mandat für Palästina mit dem Gebiet, das heute gemeinsam von Israel und Jordanien eingenommen wird. Zu den Mandatsbedingungen gehörte, dass die Briten die Verwirklichung der Balfour-Deklaration ermöglichen sollten, die aber die Rechte bestehender nichtjüdischer Gemeinschaften in Palästina nicht beeinträchtigen sollte. Die Mandatsmacht war aufgefordert, die jüdische Einwanderung zu ermöglichen, diese jüdischen Einwanderer geschlossen anzusiedeln und hierfür auch das ehemalige osmanische Staatsland zu verwenden. Es sollte dabei ausdrücklich dafür Sorge getragen werden, dass „nichts getan werden soll, was die bürgerlichen und die religiösen Rechte bestehender nichtjüdischer Gemeinschaften in Palästina oder die Rechte und die politische Stellung, deren sich die Juden in irgendeinem anderen Lande erfreuen, präjudizieren könnte“.
Im Juli 1922 teilten die Briten Palästina in zwei Verwaltungsbezirke, Palästina und Transjordanien, das etwa drei Viertel des Mandatsgebietes umfasste. Zunächst wurden Transjordanien und Palästina noch als Verwaltungseinheit mit einheitlichen Mandatsgesetzen, der gleichen Währung und gleichen Mandatspässen betrachtet (siehe auch: Weißbuch von 1939), aber Juden war es nur noch erlaubt, sich westlich des Jordans anzusiedeln. Im östlichen Teil, in Transjordanien, dem heutigen Jordanien, setzten die Briten den haschemitischen Herrscher Abdallah ein, der von der arabischen Halbinsel vertrieben worden war.
Baron Edmond de Rothschild gründete 1924 die Palestine-Jewish Colonization Association (PICA) und setzte seinen Sohn James Armand de Rothschild als Direktor der Organisation sein. Zwischen 1924 und 1932 folgte die vierte Alija. Mit dem Machtantritt der NSDAP am 30. Januar 1933 begann die gesamtstaatliche Judenverfolgung in Deutschland. Erste Maßnahmen des NS-Regimes waren der Judenboykott vom 1. April sowie das Gesetz zur Wiederherstellung des Berufsbeamtentums und das Gesetz über die Zulassung zur Rechtsanwaltschaft vom 7. April 1933, wodurch viele deutsche Juden Eigentum, Beruf und soziale Stellung verloren. Am 25. August 1933 trat das Ha’avara-Abkommen zwischen der Jewish Agency, der Zionistischen Vereinigung für Deutschland und dem deutschen Reichswirtschaftsministerium in Kraft, um die Emigration deutscher Juden nach Palästina zu erleichtern. Bei der fünften Alija wanderten von 1933 bis zum Kriegsbeginn 1939 250.000 deutsche Juden in andere Länder aus. Von 1933 bis 1941 erreichten aus dem Deutschen Reich etwa 55.000 Juden Palästina – etwa ein Viertel aller jüdischen Einwanderer. Die nationalsozialistische Judenverfolgung beschleunigte den Zustrom europäischer Juden nach Palästina ab 1935 erheblich. Da die Flüchtlinge damals noch bis zu 1000 englische Pfund mitnehmen durften, erlebte Palästina einen wirtschaftlichen Aufschwung, der wiederum den Zustrom von Arabern dorthin verstärkte. Die für die Emigration von Deutschland nach Palästina erforderlichen Finanztransaktionen wurden zu 75 Prozent durch die Palästina Treuhandstelle zur Beratung Deutscher Juden GmbH (Paltreu) abgewickelt. Die Paltreu wurde nach der NS-Machtergreifung 1933 von Max M. Warburg, seiner Hamburger M.M.Warburg-&-CO-Bank, dem Berliner Bankhaus A.E. Wassermann und der von Theodor Herzl erschaffenen Anglo-Palestine Bank gegründet.
Nachdem 1936 der arabische Aufstand gegen palästinensische Juden einsetzte, lehnten die Briten die Umsetzung der Balfour-Deklaration ab. Stattdessen legte die britische Peel-Kommission im Juli 1937 einen ersten Teilungsplan vor. Demnach sollte ein Großteil Palästinas den Arabern, der kleinere Teil mit den meisten jüdischen Siedlungen, den Juden zugeteilt werden. Jerusalem und ein Küstenstreifen sollten britisches Mandatsgebiet bleiben. Chaim Weizmann, der die WZO seit 1935 leitete, sprach sich auf dem 20. Zionistenkongress für die Annahme dieses Plans aus, um so viele verfolgte Juden wie möglich zu retten. Die neu eingewanderten Juden waren sofort begeistert, die arabischen Vertreter lehnten den Plan jedoch ab und verlangten, ganz Palästina zu einem arabischen Staat zu machen. Der Plan scheiterte.
Im Weißbuch von 1939 legte die britische Regierung einseitig fest, die Balfour-Deklaration sei bereits verwirklicht. Innerhalb der nächsten fünf Jahre sollten noch maximal 75.000 Juden in Palästina einwandern dürfen. Auf einer Konferenz in London im August 1939 versuchte der britische Premierminister Neville Chamberlain die Vertreter der WZO zum Verzicht auf einen jüdischen Staat in Palästina zu bewegen. Chamberlains Versuche blieben erfolglos.
Die deutsche Orientpolitik mündete in der Verbrüderung mit arabischen Nationalisten im gemeinsamen Kampf gegen Briten und Juden. 1941 wurde der von den Engländern eingesetzte Amin al-Husseini, Mufti von Jerusalem und einflussreicher Führer der arabischen Nationalbewegung, von Adolf Hitler in Berlin empfangen. Von Berlin aus soll er mit Adolf Eichmann die Ermordung der im arabischen Raum lebenden Juden geplant haben.
Mit dem Überfall auf die Sowjetunion am 22. Juni 1941 begann die Shoah mit organisierten Massenmorden an sowjetischen Juden und Deportationen deutscher und osteuropäischer Juden in Ghettos und Lager in Osteuropa. Zwischen Juli und Oktober 1941 fielen die wichtigsten Entscheidungen zur Ausweitung der Judenvernichtung: Nun begann der Bau von Vernichtungslagern und für deutsche Juden wurde reichsweit das Tragen des Judensterns angeordnet. Der laufende Holocaust wurde im Herbst 1941 außerhalb Deutschlands bekannt, dies führte aber zu keinen gezielten Gegenmaßnahmen. Auf der 1942 in New York City einberufenen Biltmore-Konferenz forderten die US-Delegierten der Zionistischen Weltorganisation und eine Gruppe um den späteren Staatsgründer Israels David Ben-Gurion erstmals, „die Tore Palästinas zu öffnen“, um dort ein jüdisches Commonwealth mit demokratischer Verfassung nach europäischem Vorbild einzurichten. Dies lehnte die britische Regierung ab und untersagte die Veröffentlichung des Biltmore-Programms in Großbritannien und Palästina.
Seit dem Aufstand im Warschauer Ghetto im Januar 1943 wuchs die Zahl jüdischer Flüchtlinge erneut. Die britische Regierung ließ nun immer häufiger jüdische Siedlungen in Palästina durchsuchen, illegale Einwanderer verhaften und verbot zionistische Zeitungen. 1944 weiteten die zionistischen Untergrundorganisationen Irgun und Lechi ihre Anschläge gegen die Briten aus. Gleichzeitig kämpften etwa 100.000 der bis dahin 500.000 palästinischen Juden mit den Alliierten in Europa gegen die Deutschen. In den letzten Kriegsmonaten befreiten die Alliierten einige der nationalsozialistischen Vernichtungslager, darunter am 27. Januar 1945 das KZ Auschwitz. Kein europäischer Staat außer Frankreich und Schweden erklärte sich nach Kriegsende am 8. Mai 1945 bereit, die überlebenden Juden aufzunehmen. Die Zionistische Weltorganisation forderte, wenigstens die überlebenden KZ-Häftlinge einwandern zu lassen. US-Präsident Harry S. Truman forderte die Briten auf, sofort 100.000 jüdische Einwanderer zuzulassen, doch der britische Außenminister Ernest Bevin hielt an dem niedrigen Monatskontingent fest. Aus der Sowjetunion wurden seit Februar 1946 etwa 175.000 vom NS-Regime vertriebene polnische Juden in ihr Heimatland abgeschoben, dort aber von den ortsansässigen Polen, die ihren Besitz vielfach übernommen hatten, abgelehnt. 95.000 von ihnen flohen daraufhin über Westeuropa nach Palästina. Die Hagana, die jüdische Brigade der britischen Armee, und der Mossad organisierten nun gemeinsam die illegale Einwanderung der Shoa-Überlebenden, die sogenannte Bericha.
Die Briten ließen 50.000 von ihnen in den Jahren 1945/46 in Vertriebenenlager in die amerikanische Besatzungszone nach Deutschland zurückbringen, andere wurden in Zypern interniert. Während einer Razzia am 29. Juni 1946 nahm die britische Armee alle in Palästina auffindbaren Mitglieder der Jewish Agency und führende Zionisten gefangen und arrestierte sie wochenlang in einem Lager in Lod, ca. 20 Kilometer östlich von Tel Aviv.

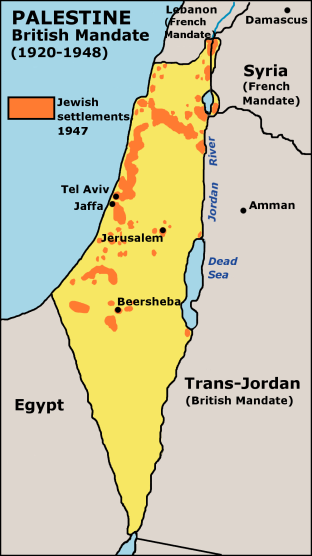
Jüdische Siedlungen in Palästina im Jahr 1947

Der Teilungsplan der Vereinten Nationen von 1947

Im Jahr 1946 nahmen die Angriffe der terroristischen Untergrundorganisation Irgun vor allem auf britische Eisenbahnlinien stetig zu. Paramilitärische Einsatztruppen der sich mittlerweile von den Briten abgespaltenen Hagana sprengten vom 16. bis 17. Mai zehn Brücken. Im Gegenzug zu den Terroranschlägen verhafteten die britischen Mandatsträger am 29. Juni alle zionistischen Führer, worauf am 22. Juli die Irgun unter Führung des späteren israelischen Ministerpräsidenten und Außenministers Menachem Begin einen Seitenflügel des King David Hotels in Jerusalem sprengte, in dem sich das britische Hauptquartier befand. Es kam zu zahlreichen Toten, die Opferzahlen variieren zwischen 91 und 176.
Die Eskalation der Unruhen zog sich durch das ganze Jahr 1947 – bis die Generalversammlung der Vereinten Nationen am 29. November mit Zweidrittelmehrheit für den UN-Teilungsplan für Palästina und die Gründung eines jüdischen und eines arabischen Staates stimmten, wobei der Großraum Jerusalem als Corpus separatum unter internationale Kontrolle gestellt werden sollte. Mit dem UN-Beschluss und dem Beginn des britischen Rückzugs nahmen nun die arabischen Unruhen und Anschläge wieder zu. Am Tag nach der Verkündung des UN-Teilungsplans am 30. November 1947 begann der zunächst guerillaartige israelisch-arabische Bürgerkrieg, der Palästinakrieg. Es kam zu Überfällen von arabischen Freischärlern auf jüdische Siedlungen und Wohngebiete und zu Gegenschlägen der paramilitärischen Verbände der Juden. Dabei hielt sich die britische Mandatsregierung bezüglich des Schutzes der Bevölkerung bedeckt oder hinderte mitunter sogar die jeweils gegnerischen Truppen am Eingriff, so zum Beispiel am 13. April 1947, während des Angriffs auf einen medizinischen Konvoi zum Hadassah-Krankenhaus. Kurz darauf begann die Vertreibung und Flucht der arabischen Bevölkerung aus den nun Israel zugeteilten Gebieten, teilweise begleitet von der Zerstörung ihrer Dörfer, Bauten und Dokumente. Oft ging damit der Nachweis der Existenz der palästinensischen Bevölkerung und somit ihres Rechtsanspruchs verloren. Die arabische Bevölkerung lehnte in der Folge das Existenzrecht Israels ab, was bis zum heutigen Tag Folgen für die Region hat. Gleichermaßen wurden auch jüdische Bewohner aus nun palästinensischen Gebieten vertrieben. Dabei gab es auf beiden Seiten hohe Flüchtlings- und Todeszahlen.

### Geschichte des Staates Israel

#### 1948: Gründung des Staates Israel

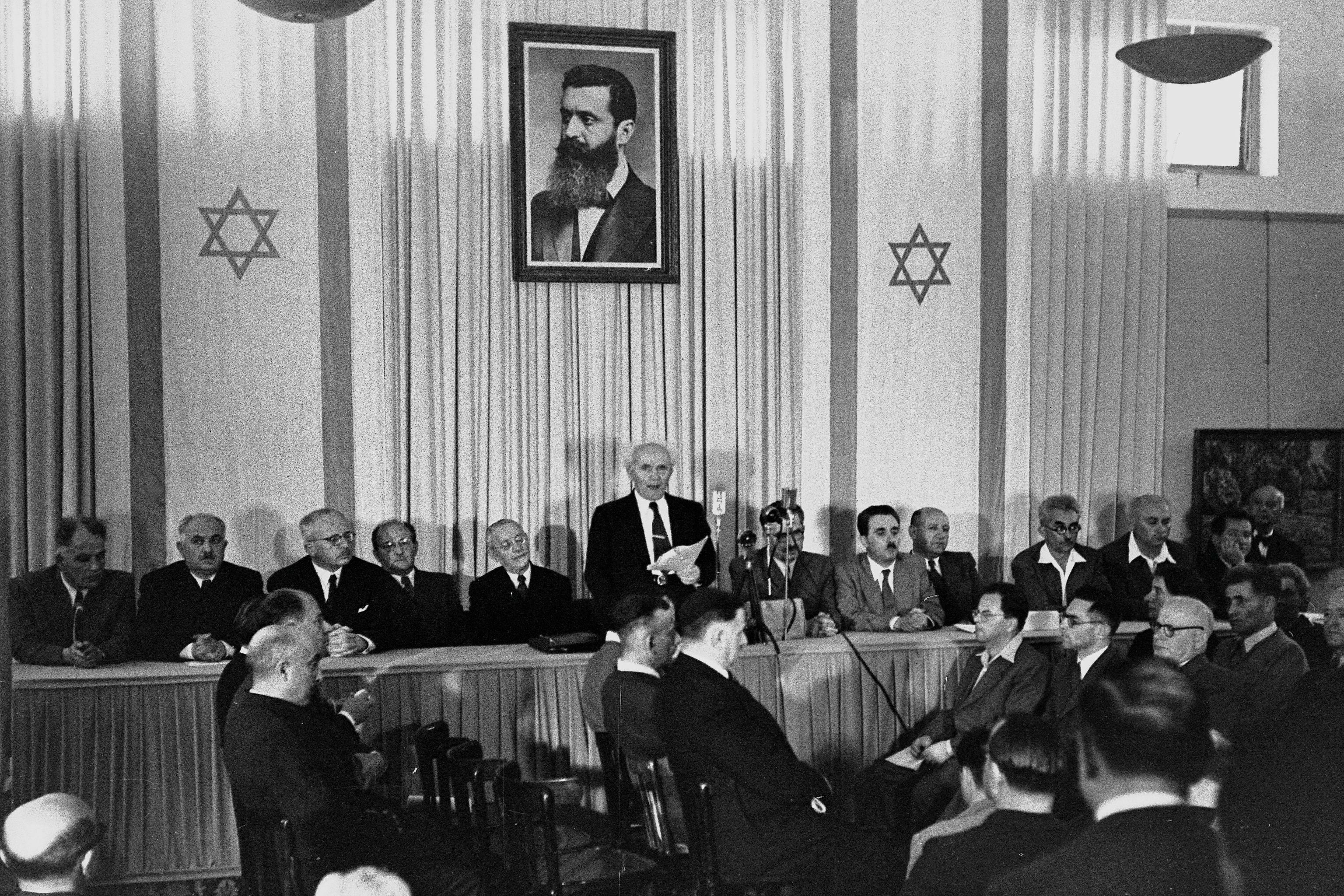
David Ben-Gurion proklamiert am 14. Mai 1948 den Staat Israel

Da das britische Mandat für Palästina am 14. Mai 1948, einem Freitag, um Mitternacht enden sollte, versammelte sich der Jüdische Nationalrat im Haus des ehemaligen Bürgermeisters Dizengoff in Tel Aviv um 16 Uhr noch vor Sonnenuntergang und damit vor Beginn des Sabbats. Unter einem Porträt des Begründers der zionistischen Bewegung, Theodor Herzl, verkündete David Ben-Gurion in der Unabhängigkeitserklärung „kraft des natürlichen und historischen Rechts des jüdischen Volkes und aufgrund des Beschlusses der UNO-Vollversammlung“ die Errichtung des Staates Israel. Elf Minuten später erkannten die Vereinigten Staaten von Amerika durch US-Präsident Harry S. Truman den neuen Staat an, die Sowjetunion folgte am 16. und die Tschechoslowakei am 18. Mai.
Der Jahrestag der Staatsgründung, Jom haAtzma’ut, wird nach jüdischem Kalender am 5. Ijjar (etwa vom 20. April bis 20. Mai nach dem gregorianischen Kalender) gefeiert.

#### 1948: Unabhängigkeitskrieg

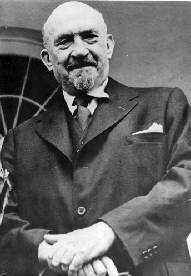
Chaim Weizmann, der erste Staatspräsident Israels

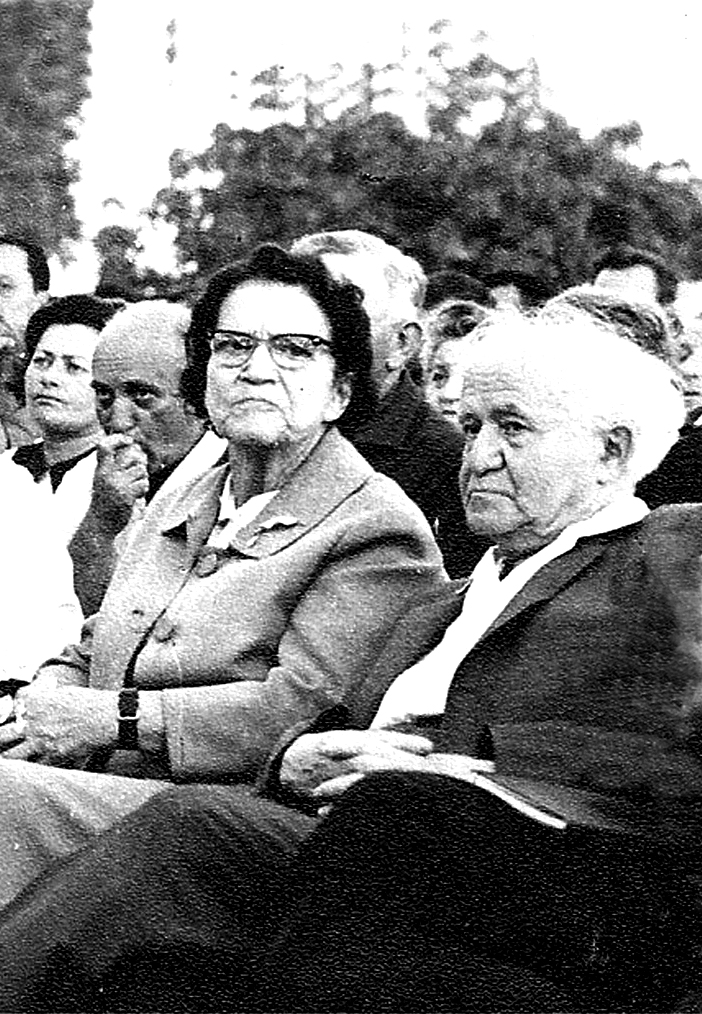
David Ben-Gurion mit seiner Frau Paula

Noch in der Gründungsnacht erklärten Ägypten, Saudi-Arabien, Transjordanien, der Libanon, der Irak und Syrien dem neuen Staat den Krieg. Es folgte der Israelische Unabhängigkeitskrieg (Erster Arabisch-Israelischer-Krieg), der von Mai 1948 bis Januar 1949 dauerte und der Israel gegenüber dem Teilungsplan erhebliche Gebietsgewinne – vor allem im westlichen Galiläa um Akko und im nördlichen Negev – brachte. 1949 wurde mit den arabischen Angreifern jeweils ein Waffenstillstandsabkommen unterzeichnet. Der Irak zog sich ohne ein solches Abkommen aus dem Westjordanland zurück. Die nach dem Teilungsplan für die Palästinenser vorgesehenen Gebiete gelangten unter jordanische (Westjordanland einschließlich Ostjerusalem) beziehungsweise ägyptische Besatzung (Gazastreifen).
Während des Krieges flohen rund 850.000 Araber aus Palästina. Zum Teil wurden diese Flüchtlinge durch israelische Streitkräfte vertrieben, zum Teil wurden sie von den arabischen Streitkräften aus strategischen Gründen evakuiert. Infolge dieses Schwunds der arabischen Bevölkerung und aufgrund der Tatsache, dass zwischen 1948 und 1973 eine etwa gleich große Anzahl von Juden aus muslimischen Ländern vertrieben wurde, besteht im Staat Israel seither eine jüdische Bevölkerungsmehrheit.
Aus der ersten Wahl zu einer verfassungsgebenden Versammlung am 25. Januar 1949 ging die sozialistisch-zionistische Mapei-Partei als Siegerin hervor, gefolgt von der linkssozialistischen Mapam. Ministerpräsident wurde David Ben-Gurion. Es kam in den folgenden Jahren zu wechselnden Koalitionen aus zionistisch-sozialistischen, religiösen und arabischen Parteien.
Nach der Nationalisierung des Sueskanals, die Ägypten gegen bestehendes Recht durchführte, beschlossen Frankreich, Großbritannien und Israel 1956 die Sues-Kampagne. Nach einem israelischen Angriff sollten die beiden ehemaligen Großmächte als scheinbar neutrale Kräfte intervenieren und das Kanalgebiet besetzen. Am 29. Oktober 1956 stießen israelische Truppen in den Gazastreifen und den Sinai vor, und am 5. November begannen die europäischen Truppen zu landen, doch die Kampagne musste beendet werden. Unter dem Druck der Vereinigten Staaten und der UNO zogen sich die drei Angreifer bis zum März 1957 aus den besetzten Gebieten zurück. Allerdings wurde die israelisch-ägyptische Grenze in der Folge durch UN-Friedenstruppen gesichert, und der Zugang zum Golf von Akaba war frei für die israelische Schifffahrt zum israelischen Hafen von Eilat. Die USA verpflichteten sich gegenüber Israel, diesen internationalen Wasserweg offen zu halten.

#### 1967: Sechstagekrieg
1966 war die Zahl der Übergriffe arabischer Terroristen auf 41 gestiegen, und schon in den ersten vier Monaten des Jahres 1967 kam es zu 37 Angriffen. Ägyptische Streitkräfte besetzten am 15. Mai 1967 (dem Jahrestag der israelischen Unabhängigkeitserklärung) die demilitarisierte Zone des Sinai. Unterstützt wurden sie dabei von exil-palästinensischen Kampfeinheiten. Am 16. Mai forderte der ägyptische Staatspräsident Gamal Abdel Nasser die seit 1956 stationierten UN-Truppen auf, das Grenzgebiet zu Israel zu verlassen. Am 18. Mai bereiteten sich die syrischen Truppen auf Kampfhandlungen auf den Golanhöhen vor und der UNO-Generalsekretär Sithu U Thant kam Nassers Forderung widerstandslos nach und zog die UN-Truppen ab.
Radio Kairo meldete am 18. Mai: „Ab heute gibt es keine internationalen Friedenstruppen mehr, die Israel beschützen. Unsere Geduld ist zu Ende. Wir werden uns nicht mehr bei den Vereinten Nationen über Israel beklagen. Ab jetzt herrscht der totale Krieg gegen Israel, und er wird zur Auslöschung des Zionismus führen“, und aus Syrien hieß es am 20. Mai vom syrischen Verteidigungsminister Hafez Assad: „Unsere Streitkräfte sind absolut gerüstet, nicht nur die Aggression zurückzuschlagen, sondern auch einen Befreiungsschlag zu starten und die zionistische Präsenz aus unserer arabischen Heimat hinauszusprengen. Die syrische Armee, den Finger am Abzug, ist sich einig … als Militär bin ich der festen Überzeugung, dass die Zeit gekommen ist, in eine Vernichtungsschlacht hineinzugehen.“
Am 22. Mai sperrte die ägyptische Armee die Straße von Tiran (den Zugang zum Golf von Akaba) erneut für die israelische Schifffahrt. Am 30. Mai schloss auch Jordanien mit Ägypten einen Militärpakt. Daraufhin kündete Nasser an: „Die Heere von Ägypten, Jordanien, Syrien und Libanon sind an den Grenzen Israels aufmarschiert … sie werden die Herausforderung annehmen. Hinter uns stehen die Armeen des Irak, Algeriens, Kuwaits, des Sudan und der gesamten arabischen Welt. Das wird die ganze Welt in Erstaunen versetzen. Heute wird sie erkennen, dass die Araber zum Kampf bereit sind. Die Stunde der Entscheidung ist da. Die Zeit der Erklärungen ist vorbei, die des Handelns gekommen.“
Am 4. Juni trat der Irak dem Militärbündnis von Ägypten, Jordanien und Syrien bei, und der irakische Präsident Abd ar-Rahman Arif kommentierte: „Die Existenz Israels ist ein Fehler, der korrigiert werden muss. Dies ist die Gelegenheit, die Schmach auszulöschen, die man uns seit 1948 angetan hat. Unser Ziel ist klar: Israel von der Landkarte wegzufegen.“
Am 5. Juni 1967 begann der Sechstagekrieg. Israel kam dem sich abzeichnenden gemeinsamen Angriff Ägyptens, Syriens und Jordaniens durch einen Präventivschlag zuvor und kontrollierte nach militärischem Erfolg den Gazastreifen und die Sinai-Halbinsel, das Westjordanland und Ostjerusalem und schließlich die Golanhöhen. Am 11. Juni wurde der Waffenstillstand unterzeichnet. Am 19. Juni beschloss das israelische Kabinett, die Gebiete in Friedensverhandlungen zurückzugeben. Am 1. September verabschiedeten die arabischen Staaten die Khartum-Resolution, worin festgelegt wurde, nicht mit Israel zu verhandeln. In der UN-Resolution 242 des Sicherheitsrates vom 22. November 1967 wurde von Israel gefordert, sich aus Gebieten, die im Sechstagekrieg erobert worden waren, zurückzuziehen. Im Gegenzug sollte Israel territoriale Unversehrtheit garantiert werden.
Mehr als 175.000 Palästinenser flohen aus ihrer Heimat. Nach dem Krieg begann Israel mit dem Bau von jüdischen Siedlungen, um die strategische Tiefe Israels zu erhöhen und die besetzten Gebiete besser kontrollieren zu können.

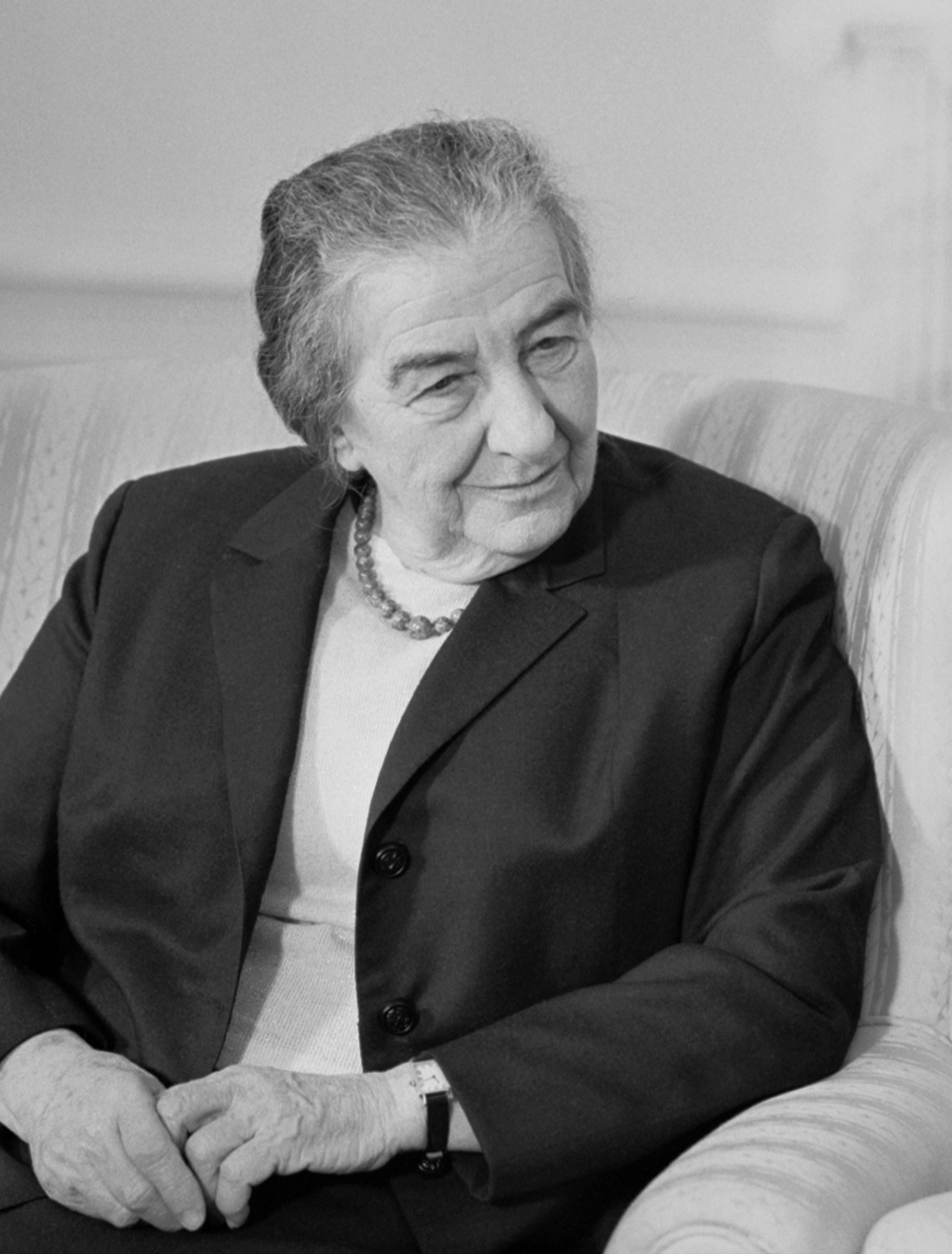
Golda Meir, Premierministerin des Landes von 1969 bis 1974

Zwischen 1968 und 1970 fand der „Abnutzungskrieg“ zwischen Israel und Ägypten statt. Von 1969 bis 1974 hatte mit Golda Meir die erste Frau das Amt des israelischen Ministerpräsidenten inne.

#### 1973: Jom-Kippur-Krieg
Am 6. Oktober 1973, dem jüdischen Versöhnungsfest Jom Kippur, griffen Syrien und Ägypten Israel im Jom-Kippur-Krieg an.
Der Angriff überraschte die unvorbereiteten Israelis und brachte den Angreifern zunächst militärische Anfangserfolge. Aus israelischer Sicht wirkte sich der Überraschungsangriff auf die Einberufung, anders als die arabischen Strategen gedacht hatten, nicht negativ aus. Im Gegenteil verlief die Einberufung der Reservisten außergewöhnlich schnell, und das trotz der anfänglichen Überraschung und einiger Verwirrung in den Mobilmachungsdepots. Während des höchsten jüdischen Feiertags Jom Kippur ruhte das öffentliche Leben fast vollständig, wodurch kein Straßenverkehr die Militärtransporte behinderte und die Reservisten in ihren Häusern und Synagogen schnell ausfindig gemacht werden konnten. Weniger als 24 Stunden nach Beginn der Kampfhandlungen erreichten die ersten Teile zweier Reservedivisionen unter Avraham Adan und Ariel Scharon die Orte Baluza und Tasa, jeweils 250 Kilometer von ihren Heimatbasen entfernt.
Die Syrer drangen mit über 1400 Panzern in die Golanhöhen ein, die Ägypter durchbrachen die israelischen Verteidigungsstellungen und überquerten den Sueskanal. Mit Ausnahme eines kleinen Gebietes um Port Said an der Mittelmeerküste gelang den Ägyptern die Einnahme der Bar-Lev-Linie und die Besetzung eines Streifens parallel zum Sueskanal.
Den Israelis gelang es jedoch relativ bald, die Angreifer zurückzuschlagen. Im Norden führte die Gegenoffensive zu einer Niederlage für die syrische Armee, die in wenigen Tagen – bis zum 10. Oktober – bereits besiegt war und 870 Panzer sowie tausende Fahrzeuge und Geschütze zurücklassen musste. Die Syrer wurden bis 32 Kilometer vor Damaskus zurückgedrängt, die syrische Hauptstadt massiv bombardiert, was viele zivile Opfer forderte. Ein Durchbruch durch die syrische Front gelang den israelischen Truppen jedoch nicht.
Auf der Sinai-Halbinsel drängten israelische Truppen die Ägypter ebenfalls zurück und überquerten am 16. Oktober den Sueskanal. Südlich der Bitterseen gelang es den Israelis unter Führung von General Ariel Scharon, die auf dem Ostufer verbliebene ägyptische 3. Armee einzukesseln. Die israelische Armee stand nun jenseits des Sueskanals, 120 km vor Kairo.
Am 22. Oktober rief der Sicherheitsrat der Vereinten Nationen in der Resolution 338 auf Druck der Vereinigten Staaten alle Parteien auf, das Feuer einzustellen. Bei Inkrafttreten des Waffenstillstands am 22. Oktober (Nordfront) bzw. 24. Oktober (Südfront) waren die Syrer besiegt; die eingeschlossene und unversorgte ägyptische 3. Armee stand vor der Vernichtung.
Nach dem Beginn des Waffenstillstands begannen in einem Zelt am Meilenstein 101 der Straße zwischen Kairo und Sues Verhandlungen zur Truppenentflechtung zwischen den kriegführenden Parteien. Diese Verhandlungen zogen sich über Monate hin.
Die Verluste waren auf beiden Seiten hoch. Mehr als 2600 israelische Soldaten fielen, 7500 wurden verwundet und 300 gerieten in Gefangenschaft. Die israelische Luftwaffe erlitt große Verluste durch den Einsatz von Flugabwehr-Raketen aus sowjetischer Produktion. Auf arabischer Seite gab es über 8500 Tote zu beklagen.
Der Krieg führte zu einer Traumatisierung der israelischen Öffentlichkeit, die die außenpolitische Bedrohung kaum wahrgenommen hatte, weil die israelische Armee bis dahin als unbesiegbar gegolten hatte. Die Vorwürfe aufgrund der massiven Verluste zwangen die israelische Regierungschefin Golda Meir im April 1974 zum Rücktritt.
Für die arabische Welt stellte der Krieg politisch einen Erfolg dar. Mit dem Krieg konnte Israel signalisiert werden, dass die arabische Welt ein militärisch nicht zu unterschätzender Gegner war.
Der Jom-Kippur-Krieg war Auslöser der Ölpreiskrise 1973.

#### 1977: Beginn des Friedensprozesses

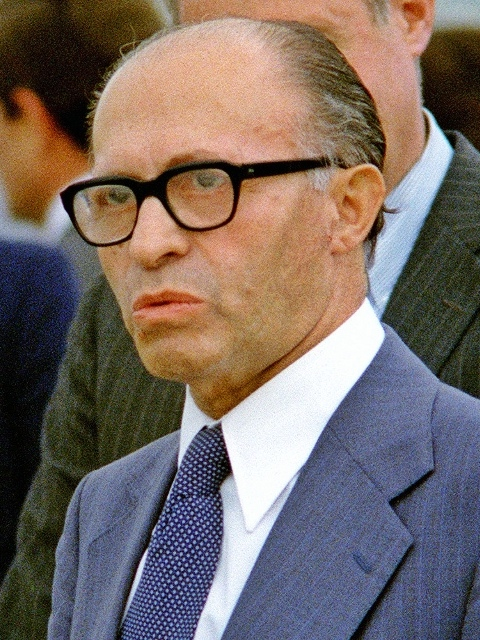
Menachem Begin, der erste israelische Premierminister des revisionistischen Flügels des Zionismus

Im Mai 1977 veränderte die 9. Knessetwahl die politische Landschaft des Landes. Hatten seit Staatsgründung stets linke Regierungen das Land dominiert, kam es nun erstmals zu einer konservativen Mehrheit im Parlament; Menachem Begin wurde Ministerpräsident einer Koalition aus Konservativen, liberalen und religiösen Parteien.
Am 9. November 1977 verkündete der ägyptische Präsident Anwar as-Sadat im ägyptischen Parlament wie schon 1971 eine Friedensinitiative. Inwieweit dahinter von Anfang an ein wirklicher Wille zur Aussöhnung mit Israel stand oder lediglich das Ziel, den Sues-Kanal und den Sinai zurückzuerhalten, lässt sich nicht ganz nachvollziehen, da der 1971er Initiative der Überfall auf Israel (Jom-Kippur-Krieg) gefolgt war. Tatsache ist: Auf Präsident Sadats Initiative hin kam 1977 ein Friedensprozess in Gang, und der israelisch-ägyptische Friedensvertrag (siehe auch Camp-David-Abkommen) wurde unterzeichnet, der unter anderem die Rückgabe des Sinai bis 1982 regelte.
Schon direkt nach dem Sechstagekrieg 1967 wurde die israelische Gesetzgebung auch auf den besetzten Ostteil Jerusalems ausgeweitet. Am 30. Juli 1980 verabschiedete die Knesset das Jerusalemgesetz und erklärte damit Jerusalem zur ewigen und unteilbaren Hauptstadt Israels. Die Annexion Ostjerusalems wie auch die 1981 erfolgte Annektierung der Golanhöhen werden allerdings international nicht anerkannt und verurteilt.
Während des Ersten Golfkriegs zwischen dem Irak und Iran bombardierten israelische Flugzeuge im Juni 1981 den irakischen Atomreaktor Osirak in der Nähe von Bagdad und zerstörten ihn (Operation Opera). Begründet wurde diese Operation mit der atomaren Bedrohung Israels durch den Irak.
Ab den 1980er Jahren nahmen die Spannungen zwischen Israelis und Palästinensern immer mehr zu.
Im Juni 1982 begann der erste Libanonkrieg aufgrund von Anschlägen der PLO gegen Israel. Als Reaktion ließ der israelische Regierungschef Menachem Begin den Libanon durch die israelischen Streitkräfte angreifen, da die PLO ihre Aktionen aus Beirut koordinierte. Nach der Besetzung Beiruts durch die Israelis zog die PLO aus dem Libanon ab. Der Krieg endete im September des gleichen Jahres, nach Schätzungen waren ihm 10.000 Menschen zum Opfer gefallen. Israel besetzte den Südlibanon bis 1985, danach richtete Israel bis 2000 eine Sicherheitszone mit der SLA ein. Syrien besetzte den Libanon de facto bis 2005.

#### 1987: Erste Intifada

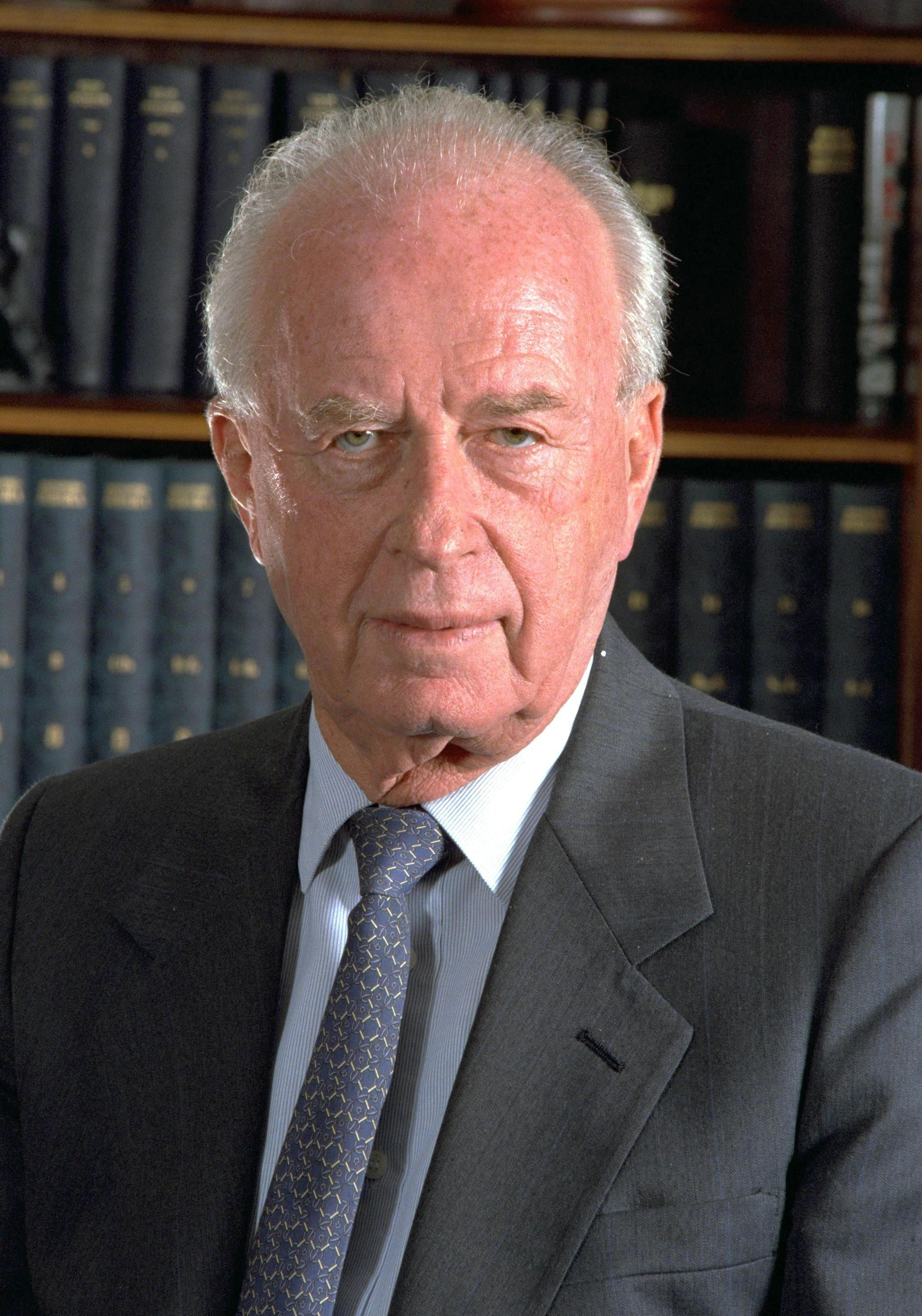
Der Friedensnobelpreisträger und Premierminister Jitzchak Rabin wurde 1995 Opfer eines Attentats

Im Jahre 1987 brachen gewalttätige Unruhen von Palästinensern aus, die sogenannte Erste Intifada. Die Folgejahre standen im Zeichen dieser Auseinandersetzung, aber auch von Friedensverhandlungen, die zur Einführung einer palästinensischen Selbstverwaltung für die Gebiete des Gazastreifens und des Westjordanlandes führten. Zwischenzeitlichen Fortschritten standen Rückschritte und schwere Krisen – zum Beispiel die Ermordung Jitzchak Rabins durch einen jüdischen Extremisten sowie wiederholte Selbstmordattentate palästinensischer Terroristen – gegenüber. Den vorerst größten Stillstand erreichte der sogenannte Oslo-Friedensprozess, nachdem sich 2000 der israelische Ministerpräsident Ehud Barak und der PLO-Chef Jassir Arafat in Camp David unter der Vermittlung des damaligen US-Präsidenten Bill Clinton nicht hatten einigen können. Strittige Punkte waren vor allem die Rückkehr der palästinensischen Flüchtlinge, die Teilung Jerusalems und die Aufgabe von Gebieten, die Israel im Sechstagekrieg erobert hatte. Auch relativ weitreichende Zugeständnisse der Israelis, wie der Verzicht auf 95 % der umstrittenen Gebiete, konnten ein Scheitern der Verhandlungen nicht verhindern.
Bei der Beurteilung der Verhandlungen und der Gründe für deren Scheitern gibt es unterschiedliche, kontrovers diskutierte Ansichten (siehe Camp David II).

#### 2000: Zweite Intifada
Nur wenige Monate später, im September 2000, brach die Zweite Intifada aus, in deren Verlauf die Friedensverhandlungen abgebrochen wurden. Palästinensische Selbstmordattentate und israelische Militäraktionen, wie der Einmarsch in arabische Städte, kosteten bis Anfang 2005 mehrere tausend Menschen beider Seiten das Leben. Mit dem Abkommen von Scharm asch-Schaich, das am 8. Februar 2005 von Ministerpräsident Ariel Scharon, dem Chef der palästinensischen Autonomiebehörde Mahmud Abbas, dem ägyptischen Präsidenten Husni Mubarak und König Abdullah II. von Jordanien unterzeichnet wurde, endete die al-Aqsa-Intifada.
Nach dem Erfolg der radikalislamischen Terrororganisation und Partei Hamas bei den Parlamentswahlen in den palästinensischen Autonomiegebieten sowie der israelischen Partei Kadima zu den Wahlen zur Knesset 2006, aus denen Ehud Olmert als neuer Ministerpräsident hervorging, verschärfte sich die innenpolitische Lage in Israel dramatisch. Im Sommer 2006 eskalierte die Situation, als Israel auf die Entführung zweier israelischer Soldaten durch die Hamas mit Angriffen im Gazastreifen und Westjordanland reagierte. Mit der Solidarisierung der Hisbollah mit der Hamas durch die Entführung weiterer israelischer Soldaten begann der zweite Libanonkrieg.
Nach jahrelangen Hindernissen scheint die diplomatische Annäherung zwischen dem Vatikan und Israel konkreter zu werden. Streitpunkt ist ein altes Gesetz, das immer noch in Israel gültig ist und den Kirchen die Erlaubnis von Güterbesitz verweigert. Der Heilige Stuhl möchte seine historischen Besitztümer wieder zurückerhalten, die vom Staat „geraubt“ wurden. Dazu gehört beispielsweise das Pilgerhaus in der Küstenstadt Caesarea.
Am 28. Dezember 2008 begann die israelische Armee mit der Operation Gegossenes Blei eine Reihe von schweren Luftangriffen auf Ziele im Gazastreifen, nachdem von dort Kurzstreckenraketen auf israelische Ortschaften gefeuert worden waren. Am 3. Januar 2009 wurde die Operation zu einer Bodenoffensive ausgeweitet.
Am 31. Mai 2010 kam es zum Ship-to-Gaza-Zwischenfall, bei dem eine Anzahl Schiffe durch das israelische Militär abgefangen wurde, die die Seeblockade des Gazastreifens durchbrechen wollten. Neun Aktivisten kamen dabei ums Leben. Die Beziehungen zwischen der Türkei und Israel haben sich seitdem massiv verschlechtert. Schon vorher hatte sich die Türkei unter der Erdogan-Regierung von Israel entfernt, sich zum Fürsprecher der Hamas entwickelt und den Schulterschluss mit der Islamischen Republik Iran gesucht, dessen Präsidenten er als den „besten Freund“ bezeichnete.
Im Juli 2014, nach einem Mord an drei jüdischen Religionsschülern und einem noch ungeklärten Rachemord an einem palästinensischen Jugendlichen, war ein erneuter Konflikt zwischen Israel und der Hamas ausgebrochen. Die israelische Armee startete die Operation Protective Edge und begann mit der Invasion des Gazastreifens. Am 26. August endeten die Gefechte mit einem Waffenstillstand.
Nachdem es im November 2014 zu einer Regierungskrise zwischen Likud und den liberalen Parteien gekommen war, enthob Ministerpräsident Benjamin Netanjahu am 2. Dezember seinen Finanzminister Yair Lapid und Justizministerin Tzipi Livni ihrer Ämter. Im März 2015 fanden daher Neuwahlen statt, die Netanjahus Partei gewann.
Seit Oktober 2015 kommt es immer wieder zu Messerattacken von palästinensischen Terroristen auf Passanten und Sicherheitskräfte. Bei dieser neuen Welle von Gewaltakten sind bisher 34 Israelis und mindestens 220 Palästinenser sowie ein Tourist aus den USA getötet worden (Stand: 1. Juli 2016). Die meisten der Palästinenser wurden bei Anschlägen und Anschlagsversuchen auf Israelis von den Sicherheitskräften erschossen. Oft handeln die Täter allein und ohne eine übergeordnete Struktur. Die israelischen Behörden machen eine radikale Anstachelung von Palästinensern dafür verantwortlich.

#### Ab 2020
Der Anfang des 2020er Jahrzehnts war geprägt von der COVID-19-Pandemie in Israel, Massenprotesten gegen eine Justizreform, dem Terrorangriff der Hamas auf Israel 2023 und dem israelisch-iranischen Krieg 2025.

## Politik

### Politisches System

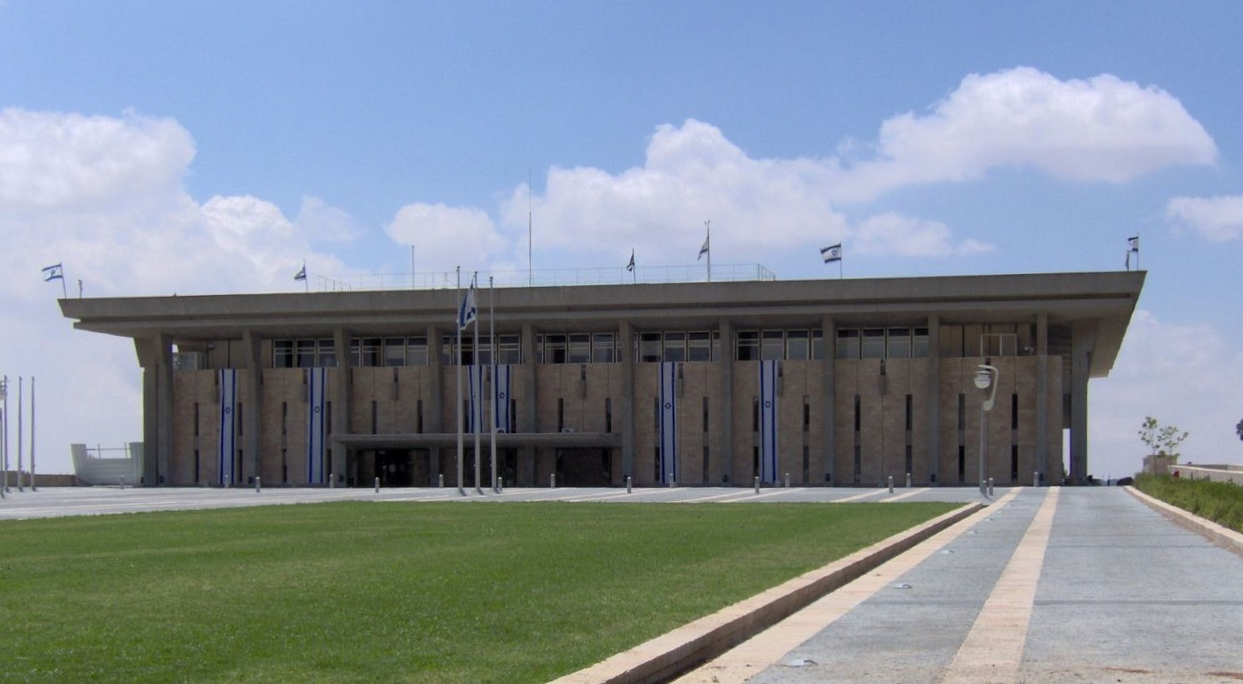
Die Knesset, das israelische Parlamentsgebäude

Der Staat Israel ist eine parlamentarische Demokratie nach westlichem Vorbild. Die Organisation Freedom House und die Zeitschrift The Economist stufen Israel als einziges Land im Nahen Osten als freie Demokratie ein. Im Demokratieindex 2023 der britischen Zeitschrift The Economist belegt Israel Platz 29 von 167 Ländern, was die beste Platzierung unter den Staaten des Nahen Ostens darstellt (gefolgt von Palästina auf Platz 110). Israel gilt dem Index nach als eine „unvollständige Demokratie“.

#### Verfassung
Israel verfügt als einer von drei Staaten weltweit, neben dem Vereinigten Königreich und Neuseeland, über keine kodifizierte Verfassung.
Am 13. Juni 1950 beschloss die Knesset die Hariri-Resolution, nach der eine Verfassung in Form von einzelnen „Grundgesetzen“ aufgebaut werden solle. Jedes Grundgesetz solle dem Parlament einzeln vorgelegt werden, die Gesamtheit dieser Grundgesetze solle als „Verfassung“ Israels gelten. Die Unabhängigkeitserklärung vom 14. Mai 1948 sowie inzwischen elf Grundgesetze ersetzen eine Verfassung.
Die zwischen 1958 und 1984 verabschiedeten acht Grundgesetze befassen sich mit den Institutionen des Staates Israel. 1992 wurden sie durch die Grundgesetze zur Berufsfreiheit und zur Menschenwürde und Freiheit erstmals um den Schutz von Grundrechten ergänzt.
Am 19. Juli 2018 verabschiedete das israelische Parlament das Nationalstaatsgesetz (offiziell Grundgesetz: Israel – Der Nationalstaat des jüdischen Volkes). Darin ist der Anspruch Israels verankert, die „nationale Heimstätte des jüdischen Volkes zu sein“. Ferner bestimmt das Gesetz das vereinte Jerusalem zur Hauptstadt Israels. Flagge, Nationalhymne, der hebräische Kalender und jüdische Feiertage sind seitdem als Nationalsymbole festgeschrieben, Hebräisch als alleinige Amtssprache. Der arabischen Sprache wird ein Sonderstatus eingeräumt; ein Zusatz stellt klar, dass der bisherige Gebrauch und Status der Sprache durch das Gesetz nicht beeinträchtigt werde.

#### Staatspräsident

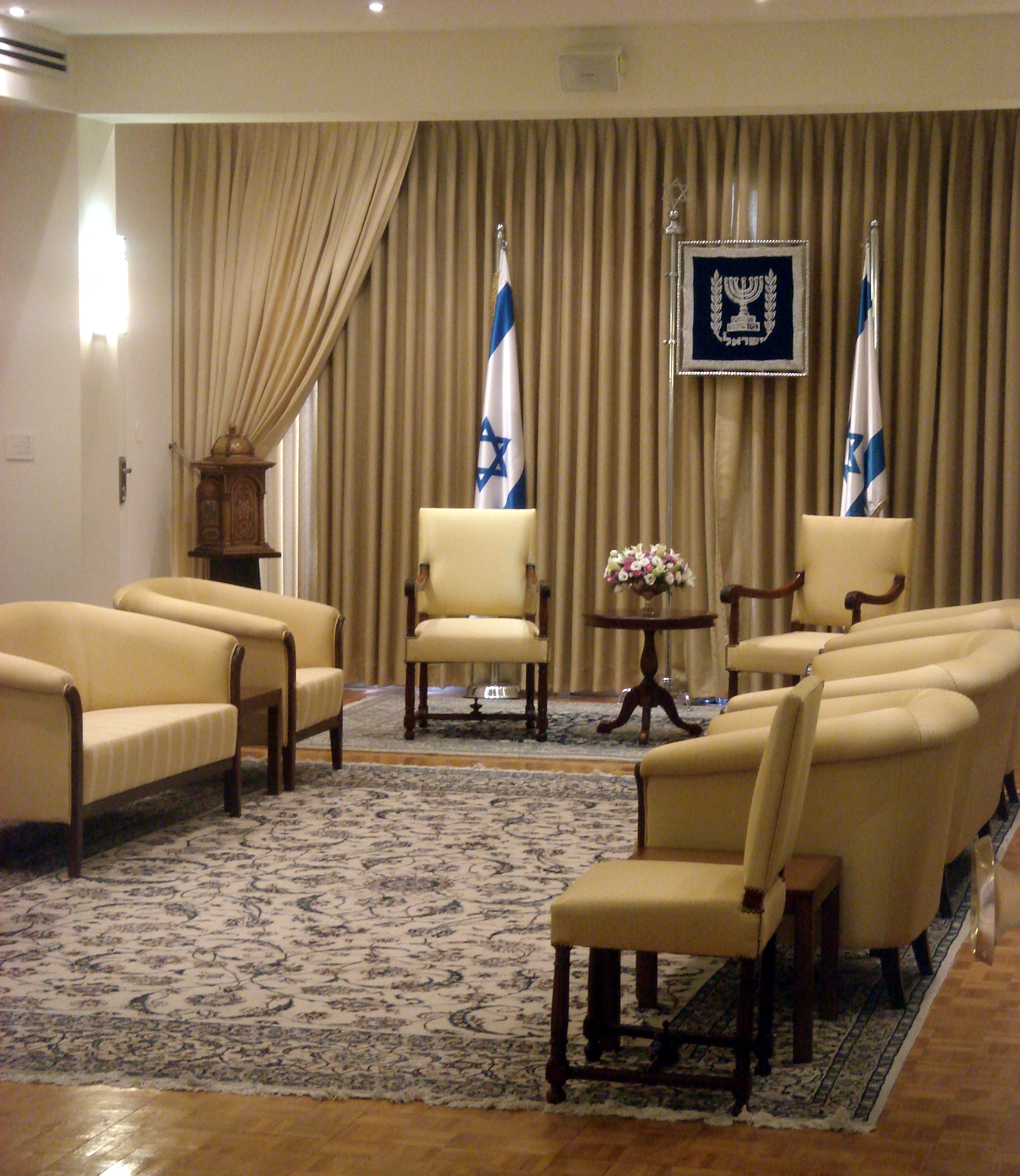
Sitzungszimmer im Präsidentenpalais in Jerusalem

Der Staatspräsident (hebräisch Nasi) wird von der Knesset in einer geheimen Abstimmung durch eine absolute Mehrheit für eine siebenjährige Amtszeit gewählt. Eine Wiederwahl ist nicht möglich. Das Amt des Präsidenten symbolisiert die Einheit des Staates über parteipolitische Grenzen hinweg. Seine Aufgaben sind repräsentativer und formeller Art. Am 2. Juni 2021 wurde Jitzchak Herzog zum Staatspräsidenten gewählt und trat das Amt zum 9. Juli 2021 an. Seine Vorgänger waren Reuven Rivlin und Schimon Peres.

#### Parlament
Das israelische Parlament, die Knesset, wurde am 25. Januar 1949 zum ersten Mal gewählt. Die 120 Mitglieder der Knesset werden in geheimer Wahl für vier Jahre gewählt. Das Frauenwahlrecht führte Israel bereits 1946 ein. Die allgemeinen Wahlen sehen starre Listen vor, das heißt, die Wähler stimmen nur für Parteilisten und können die Reihenfolge innerhalb der Listen nicht beeinflussen. Es gibt keine unterschiedlichen Wahlbezirke, alle Wähler stimmen für dieselben Parteilisten. Die Knesset wählt den Präsidenten und beschließt die Gesetze. Das oberste Gericht kann ein Gesetz nur aufheben, wenn es gegen die Verfassung verstößt.

#### Regierung
Der Ministerpräsident (Regierungschef), (hebräisch ראש הממשלה, Rosch haMemschala „Oberhaupt der Regierung“) und sein Kabinett üben die ausführende Gewalt aus.
Der Präsident beauftragt denjenigen Parteiführer, der ein Mitglied der Knesset sein muss, eine neue Regierung zu bilden, der am ehesten dazu imstande ist. Nach der Auswahl des Präsidenten hat der auserkorene Ministerpräsident 45 Tage Zeit, eine Regierung zu bilden, die dann kollektiv von der Knesset gebilligt werden muss. Dabei stellt der Ministerpräsident auch die Grundlinien seiner Regierungspolitik dar.
Die Regierung ist mit der Durchführung der internen und auswärtigen Angelegenheiten beauftragt. Die Möglichkeiten, die Richtlinien der Politik zu bestimmen, sind sehr umfassend, und der Ministerpräsident ist autorisiert, zu jedem Thema Maßnahmen zu ergreifen, wenn dies nicht per Gesetz einer anderen Autorität übertragen ist.
Die Minister sind dem Ministerpräsidenten gegenüber für die Erfüllung ihrer Aufgaben verantwortlich und verpflichtet, der Knesset über ihre Handlungen Rechenschaft abzulegen. Die meisten Minister haben einen Geschäftsbereich und leiten ein Ministerium; andere arbeiten ohne Geschäftsbereich, können jedoch mit Sonderaufgaben beauftragt werden.
Mindestens die Hälfte der Minister haben der Knesset als Abgeordnete anzugehören, wobei jedoch alle Minister als Kandidaten für die Knesset geeignet sein müssen. Der Ministerpräsident oder ein anderer Minister mit Billigung des Ministerpräsidenten ernennt maximal sechs stellvertretende Minister, die alle der Knesset als Abgeordnete angehören müssen.
Bisher wurden alle Regierungen in Israel auf der Basis einer Koalition verschiedener Parteien gebildet, da keine Partei eine ausreichende Zahl von Mandaten in der Knesset auf sich vereinigen konnte, um alleine eine Regierung zu bilden.
Die Regierung bleibt in der Regel für vier Jahre im Amt. Der Ministerpräsident und die Minister einer aus dem Amt scheidenden Regierung nehmen ihre Pflichten so lange wahr, bis eine neue Regierung ihre Arbeit aufnimmt. Kann der Ministerpräsident nicht länger seinen Pflichten nachkommen, im Falle seines Rücktritts, einer gegen ihn gerichteten Anklage, eines erfolgreich durchgeführten Misstrauensvotums der Knesset oder seines Todes, überträgt die Regierung einem ihrer Mitglieder, das zugleich Knessetabgeordneter ist, die Amtsgeschäfte. Dieser amtierende Ministerpräsident hat die gesamte Autorität; ausgenommen ist allerdings die Möglichkeit, die Knesset aufzulösen.
Ministerpräsident ist seit dem 29. Dezember 2022 Benjamin Netanjahu, der den seit Juli 2022 regierenden Jair Lapid ablöste.

#### Parteien und politische Organisationen
Israel besitzt ein Mehrparteiensystem. Im Parlament sind seit der Staatsgründung nie weniger als zehn Parteien vertreten. Ursachen dafür sind die niedrige Sperrklausel sowie vor allem die durch Einwanderung gewachsene Heterogenität der Bevölkerung.
Die wichtigste Trennlinie zwischen den Parteien ist seit dem Sechstagekrieg die zwischen „Tauben“ und „Falken“. „Tauben“ vertreten das Prinzip „Land für Frieden“. Sie befürworten die Errichtung eines palästinensischen Staates und die Teilung Jerusalems zwischen Israel und Palästina. Die sog. „Falken“ vertreten hingegen die Formel „Frieden für Frieden“, wohinter die Absicht steht, die besetzten Territorien auf lange Sicht ganz oder teilweise zu annektieren. Traditionell stehen sich die Awoda als führende Partei des „Tauben“-Lagers und Likud als führende Partei der „Falken“ gegenüber. Bis 1977 gehörten alle Ministerpräsidenten Awoda oder deren Vorläufern an, seither gab es überwiegend Regierungschefs aus dem Likud.
Größte rechte Partei ist traditionell der Likud, daneben existieren kleinere rechte Parteien wie Jisrael Beitenu (hauptsächlich von russischen Einwanderern gewählt). Die religiös-orthodoxen Parteien, bei denen zwischen Ultraorthodoxen (Schas und Vereinigtes Thora-Judentum) und Nationalreligiösen unterschieden wird, sind seit 1977 zumeist mit dem Likud verbündet. Größte linke Partei ist traditionell die sozialdemokratische Awoda, weiter links besteht daneben Meretz. Awoda und linke Parteien insgesamt haben an Bedeutung verloren. Seit Ende der 1970er Jahre kam es häufig zur Gründung zentristischer Parteien, die oft kurzlebig waren, die bedeutendste in der 2021 gewählten Knesset ist Jesch Atid (liberal, laizistisch). Oft kommt es vor Wahlen zur Gründung neuer Parteien oder Allianzen bestehender Parteien. Daneben bestehen Parteien, die weit überwiegend (Chadasch) oder ausschließlich von Arabern unterstützt werden und häufig in unterschiedlichen Konstellationen mit gemeinsamen Listen antreten.
Aus den stark sozialistischen Anfängen des israelischen Staates erklärt sich die bedeutende Rolle, die die Histadrut, der Allgemeine Verband der Arbeiter Israels, im politischen Leben spielt.
In Deutschland sind die bekanntesten Gruppen der israelischen Friedensbewegung Gusch Schalom und Peace Now. Daneben gibt es noch einige andere unabhängige Menschenrechtsorganisationen wie B’Tselem und Machsom Watch (Checkpoint Watch) sowie die Bürgerrechtsgruppe ICAHD.

#### Frauenwahlrecht
1920 schuf der Jischuw eine Repräsentantenversammlung. Diese verfügte zwar über keine juristische Legitimation, da die Macht bei der britischen Mandatsmacht lag; doch diese war zur Zusammenarbeit mit jüdischen Vertretungen angehalten. Ultraorthodoxe Männer blockierten das Frauenwahlrecht im Jischuw in den Anfängen erfolgreich. Als Kompromisslösung erhielten Frauen im April 1920 für eine beschränkte Zeit das Wahlrecht. Die ultraorthodoxen Männer wurden dadurch entschädigt, dass sie zwei Stimmen erhielten: eine für sich und eine für ihre Frau. Ein dauerhaftes Frauenwahlrecht gab es ab 1925 bei den Wahlen zur zweiten Gesetzgebenden Versammlung. Das Prinzip Eine Stimme pro Person wurde jedoch erst bei der Wahl der vierten Gesetzgebenden Versammlung im August 1944 angewendet. Die für diese Wahl geltenden Regeln bildeten die Grundlage für die Verfassung des Staats Israel, der am 15. Mai 1948 unabhängig wurde. Nach der Unabhängigkeitserklärung sollte innerhalb von fünf Monaten eine Konstituierende Versammlung eine Verfassung aufstellen, was jedoch wegen des Kriegs nicht möglich war. Im Januar 1949 fanden Knessetwahlen nach dem System statt, das für die Repräsentantenversammlung (siehe oben) gegolten hatte. Am 16. Februar 1949 wurden dann zunächst einige Basisgesetze von der Konstituierenden Versammlung beschlossen. Die Vorschrift, dass das Geschlecht keine Rolle spielen darf, war Teil dieser Basisgesetze.

#### Politische Indizes
| Name des Index                     | Indexwert     | Weltweiter Rang | Interpretationshilfe | Jahr |
| ---------------------------------- | ------------- | --------------- | --- | ---- |
| Fragile States Index               | 51,5 von 120  | 129 von 179     | Stabilität des Landes: stabil 0 = sehr nachhaltig / 120 = sehr alarmierend Rang: 1 = fragilstes Land / 179 = stabilstes Land | 2024 |
| Demokratieindex                    | 7,8 von 10    | 31 von 167      | Unvollständige Demokratie 0 = autoritäres Regime / 10 = vollständige Demokratie                                              | 2024 |
| Freedom in the World Index         | 74 von 100    | —               | Freiheitsstatus: frei 0 = unfrei / 100 = frei                                                                                | 2024 |
| Rangliste der Pressefreiheit       | 51,06 von 100 | 112 von 180     | Schwierige Lage für die Pressefreiheit 100 = gute Lage / 0 = sehr ernste Lage                                                | 2025 |
| Korruptionswahrnehmungsindex (CPI) | 64 von 100    | 30 von 181      | 0 = sehr korrupt / 100 = sehr sauber                                                                                         | 2024 |

### Verwaltungsgliederung

#### Bezirke
Das Staatsgebiet Israels ist in sechs Bezirke, hebräisch מחוזות mechozot (Singular machoz), eingeteilt. Fast alle Bezirke sind in insgesamt 15 Unterbezirke, hebräisch נפות nafot (Singular. nafa) unterteilt. Zusätzlich wird in den offiziellen Statistiken der Militärbezirk Judäa und Samaria geführt. Dieser umfasst die jüdischen Siedlungen im Westjordanland.
Die sechs Bezirke Israels sind:
- Nordbezirk; hebräisch Mechoz haTzafon;
- Bezirk Haifa; hebräisch Mechoz Cheifa;
- Zentralbezirk; hebräisch Mechoz haMerkaz;
- Bezirk Tel Aviv; hebräisch Mechoz Tel-Aviv;
- Bezirk Jerusalem; hebräisch Mechoz Jeruschalajim;
- Südbezirk; hebräisch Mechoz haDarom;
- Unter Militärverwaltung: Judäa und Samaria; hebräisch Ezor Jehudah veSchomron

#### Kommunalverwaltung
Die Kommunalverwaltung besteht aus drei unterschiedlichen Typen: der Stadtverwaltung, der Gemeindeverwaltung und der Regionalverwaltung.

#### Stadtverwaltung
Eine Stadtverwaltung, hebräisch Iriyah, ist die größte Form der Kommunalverwaltung in Israel. Der Status einer Stadtverwaltung wird vom israelischen Innenminister an sich bewerbende Ortschaften vergeben, die normalerweise mehr als 20.000 Einwohner haben. Vereinzelt sind auch Ausnahmen möglich. 2008 gab es 71 Stadtverwaltungen.

#### Gemeindeverwaltung
Eine Gemeindeverwaltung, hebräisch מועצה מקומית Mo'atzah Mekomit, englisch local council, daher auch Lokalverband, ist eine Verwaltungseinheit für die kleineren urbanen Siedlungen und die größeren landwirtschaftlichen Ortschaften. Eine Gemeindeverwaltung hat zwischen 2000 und 20.000 Einwohnern und liegt damit in der Verwaltungsgliederung Israels zwischen Städten und ländlichen Regionalverbänden. Im Jahr 2007 bestanden in Israel insgesamt 141 Gemeindeverwaltungen.

#### Regionalverwaltung

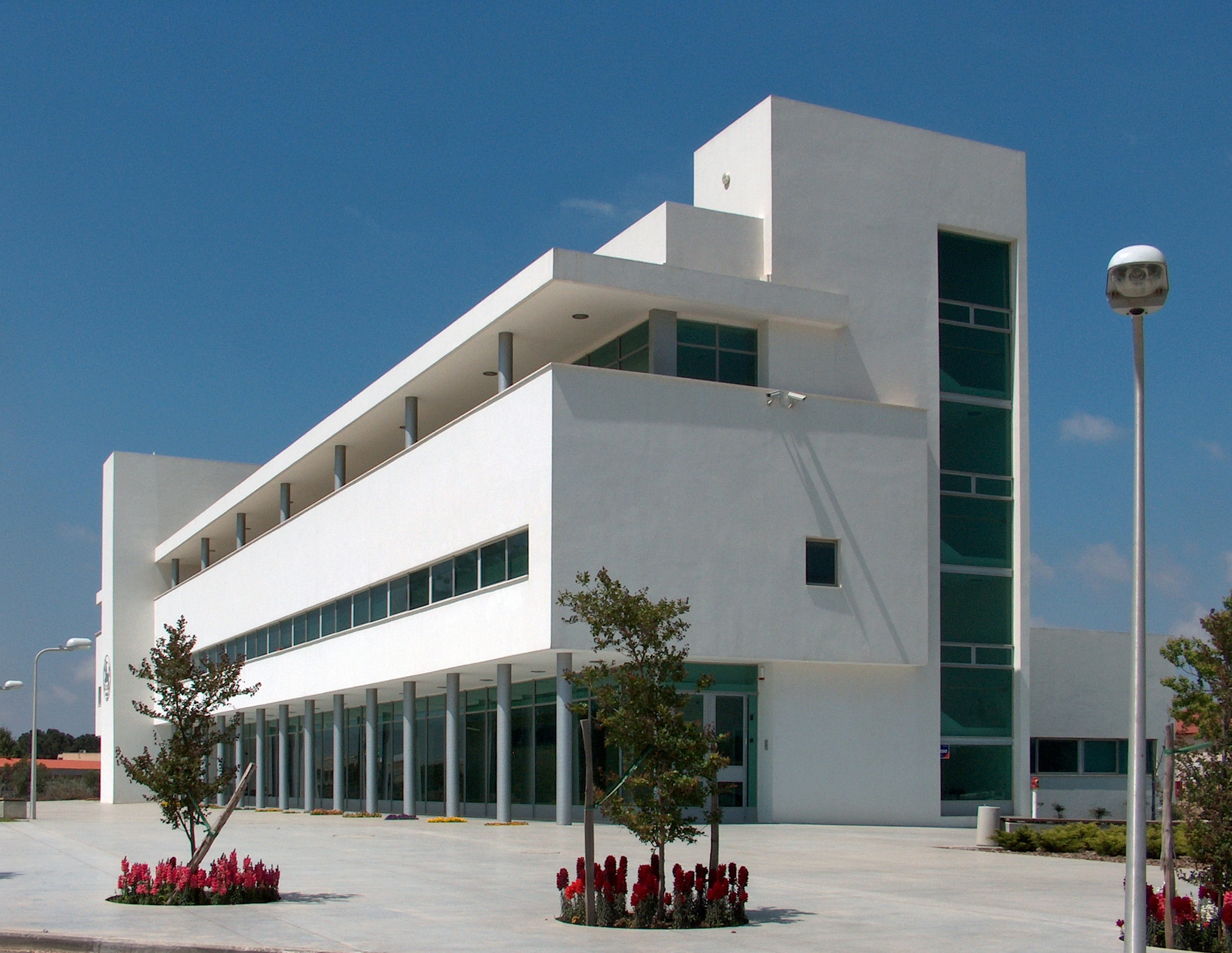
Das Büro des Regionalverbandes Menashe

Regionalverwaltungen, hebräisch מועצה אזורית Mo'atza Azorit, sind die dritte Art der Kommunalverwaltung in Israel. Dabei handelt es sich häufig um eine Verwaltung auf zwei Ebenen.
Die Regionalverwaltung ist für mehrere kleinerer Siedlungen in ländlichen Gegenden zuständig, die häufig einen eigenen Gemeindeausschuss besitzen. Die Siedlungen sind für gewöhnlich über eine größere Fläche verteilt, aber in geographischer Nähe zueinander. Die einzelnen Siedlungen innerhalb eines Regionalverbandes haben weniger als 2000 Einwohner.
Der Gemeindeausschuss einer Siedlung entsendet Abgeordnete in die Regionalverwaltung, die direkt berufen oder durch Wahl bestimmt sind, in Proportion zur Einwohnerzahl. Viele Kibbuzim und Moschawim sind Teil einer Regionalverwaltung. 2003 gab es 53 Regionalverbände in Israel.

### Außen- und Sicherheitspolitik

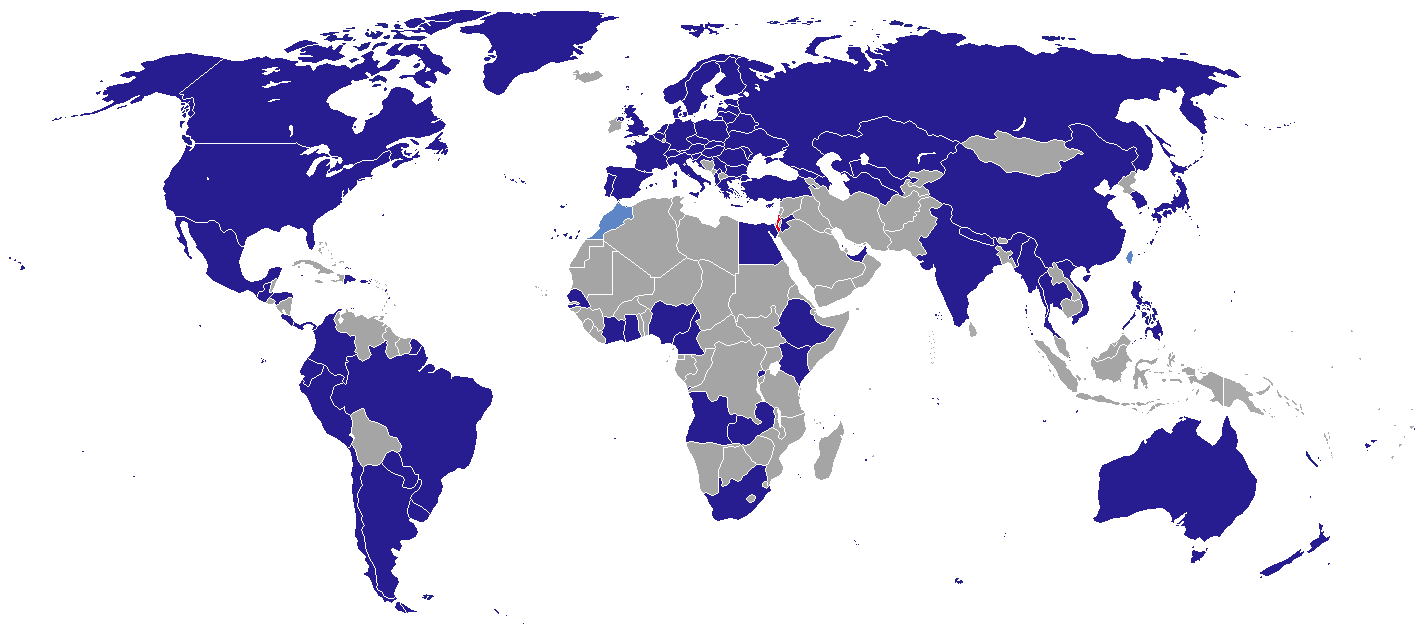
Staaten mit Botschaften aus Israel

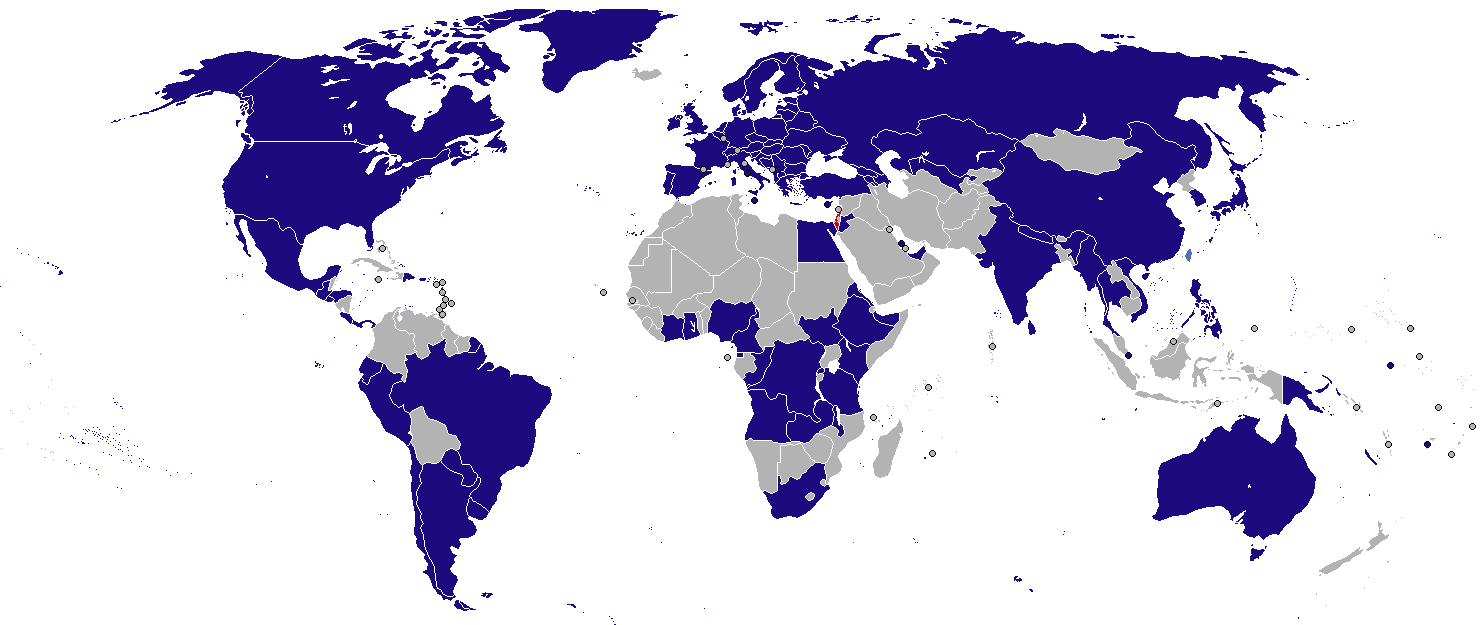
Staaten, die Botschaften in Israel haben

Israel wird von 162 der 192 übrigen UN-Mitgliedstaaten diplomatisch anerkannt (siehe dazu Internationale Anerkennung Israels), was mehr als 80 % aller Staaten sind. Vorwiegend Staaten mit mehrheitlich muslimischer Bevölkerung erkennen Israel nicht an und einige von ihnen bestreiten auch das Existenzrecht Israels.
Ziel der israelischen Außenpolitik ist eine Lösung des Nahostkonflikts, infolge der eine langfristige Verbesserung der Beziehung zu den arabischen Ländern erhofft wird. Israel hat sowohl mit Ägypten als auch mit Jordanien einen Friedensvertrag unterzeichnet. Im Januar 2007 berichtete die israelische Zeitung Haaretz außerdem, dass es zwischen 2004 und 2006 mit Syrien geheime Friedensverhandlungen gegeben habe.
Weiteres Ziel der israelischen Sicherheitspolitik ist die Immigration möglichst vieler Juden, speziell derjenigen, die aus israelischer Sicht existentieller Bedrohung ausgesetzt sind. In mehreren spektakulären Aktionen hat Israel Juden, teilweise unter Zuhilfenahme des Militärs, nach Israel gebracht, selbst wenn diese nicht israelische Staatsbürger waren, beispielsweise die Evakuierung äthiopischer Juden während der Hungersnot in deren Land.
Die USA sind Israels wichtigster Verbündeter und gewähren ihm den Status eines „wichtigen Verbündeten außerhalb der NATO“. Dabei wird Israel gegenüber Jordanien und Ägypten, die ebenfalls mit den Vereinigten Staaten verbündet sind, bevorzugt behandelt. Dies betrifft beispielsweise den Zugang zu nachrichtendienstlichen Informationen oder Rüstungstechnologie.
Tatsächlich haben die USA ein weitreichendes eigenständiges Interesse an der Region und am Fortbestand Israels. So zählt Israel zu denjenigen Staaten, denen der Kongress im Rahmen des sogenannten Foreign-Military-Financing-Programms militärische Entwicklungshilfe der höchsten Stufe bewilligt, die aber unter der Bedingung vergeben werden, dass das Nehmerland militärische Ausrüstung ausschließlich von amerikanischen Rüstungsfirmen beschafft. Darüber hinaus müssen die USA dem Weiterverkauf von Rüstungsgütern, die mit diesem Finanzierungsprogramm erworben wurden, in jedem Einzelfall zustimmen.
Israel kooperiert außerdem in vielen Bereichen mit der VR China und insbesondere mit Indien. Seit den 1950er Jahren leistet Israel Entwicklungspolitik in Afrika und mit weniger Aufwand auch in Asien. Treibende Kraft dahinter waren Golda Meir bzw. Mosche Scharet. Ziel der Entwicklungspolitik war es, die Einkreisung durch feindliche arabische Staaten zu durchbrechen und die uneingeschränkte Unterstützung für die arabischen Länder durch schwarzafrikanische Nationen zu schwächen. Im Falle von Äthiopien hatte man auch Interesse daran, die Sicherheit der dortigen jüdischen Minderheit zu gewährleisten.
Am 7. September 2010 vollzog Israel den Beitritt zur OECD.
Nach dreieinhalb Jahren Bauzeit wurde im Dezember 2013 eine ca. 400 km lange Sperranlage zu Ägypten fertiggestellt, um illegale Migranten aus Afrika davon abzuhalten, nach Israel einzuwandern, und Drogen- und Waffenschmuggel einzudämmen. Die Baukosten betrugen 450 Millionen US-Dollar.
Ein Friedensvertrag zwischen Israel und den Vereinigten Arabischen Emiraten, auch Abraham-Abkommen genannt, wurde am Dienstag, dem 15. September 2020, um 13.37 Uhr vor dem Weißen Haus in Washington in Anwesenheit von US-Präsident Trump durch Israels Ministerpräsidenten Benjamin Netanjahu und den Außenminister der Emirate Abdullah bin Said al-Nahjan unterzeichnet. Zeitgleich erfolgte ein Friedensvertrag zwischen Israel und Bahrain mit dem Königreich Bahrain durch Abdullatif bin Raschid al-Sajani, ebenso mit Marokko und dem Sudan. Eine Anerkennung des Existenzrechts Israels durch andere arabische Staaten blieb bislang jedoch aus.
Israel und Kosovo vereinbarten am 1. Februar 2021 die Aufnahme diplomatischer Beziehungen. Mit der Übereinkunft erkannte ein weiteres Land mit mehrheitlich muslimischer Bevölkerung Israel an. Kosovo ist auch das erste europäische Land, das seine Botschaft in Israels Hauptstadt Jerusalem eröffnen will. Bisher haben nur die USA und Guatemala ihre diplomatischen Vertretungen von Tel Aviv nach Jerusalem verlegt. Der außenpolitische Sprecher der Europäischen Union, Peter Stano, drohte jedoch, der Kosovo würde durch die Botschaftsentscheidung seine Perspektive auf eine EU-Mitgliedschaft verspielen, was jedoch den Kosovo nicht davon abhält. Auch Äquatorialguinea will seine Botschaft in Israel nach Jerusalem verlegen.

#### Israelische Friedensdiplomatie

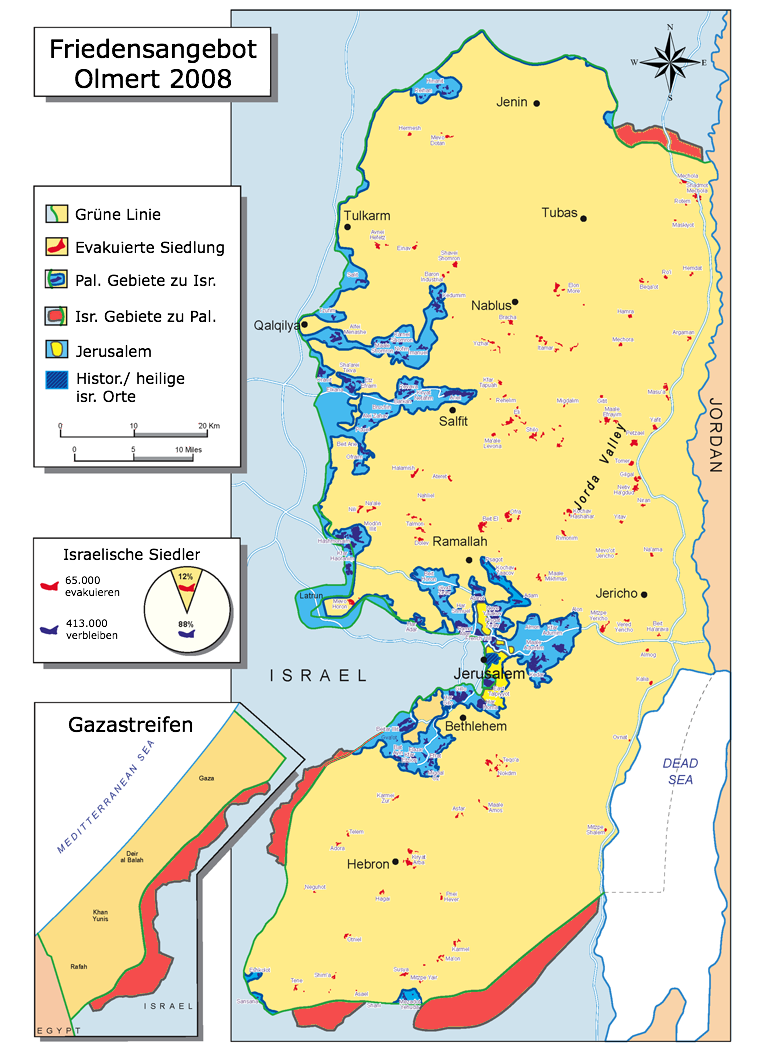
Vom ehemaligen israelischen Ministerpräsident Ehud Olmert vorgelegtes Friedensangebot mit Lösung des Siedlungsproblems durch einen territorialen Austausch zur Erschaffung eines souveränen Staates Palästina in Territorium äquivalent zu der Größe des Westjordanlandes und des Gazastreifens.

Sowohl die frühen zionistischen Vertreter vor der Unabhängigkeit Israels als auch mehrere israelische Regierungschefs danach haben seit 1919 mehrere Übereinkünfte mit arabischen Vertretern getroffen und eine Vielzahl von Friedensangeboten vorgelegt, jedoch konnte aus verschiedensten Gründen keines von diesen einen regionalen Frieden etablieren. Diese Friedensangebote sollten die zentralen Konfliktfragen in den israelisch-palästinensischen und den israelisch-arabischen Gesprächen endgültig klären – Grenzen, israelische Siedlungen, Sicherheit und Flüchtlinge.
Diese Angebote enthielten unter anderem das neun Tage nach Israels Sieg im Sechstagekrieg vorgelegte Friedensangebot an Syrien und Ägypten, welches über amerikanische diplomatische Kanäle vermittelt wurde und die Rückgabe der Golanhöhen an Syrien und die Rückgabe des Sinais an Ägypten im Gegenzug für einen Friedensvertrag anbot. Die arabische Liga lehnte jedoch durch die Khartoum-Resolution jegliche Verhandlungen mit Israel kategorisch ab (Kein Frieden mit Israel, keine Anerkennung Israels und keine Verhandlungen mit Israel). Des Weiteren wurde 1967 bis 1970 im Rahmen des Allon-Plans die Rückgabe von bis zu 98 % des Westjordanlandes an Jordanien angeboten, jedoch lehnte dies König Hussein I ab.
Weitere wichtige Ereignisse waren die Übergabe von 40 % des Westjordanlandes mit über 90 % der Bevölkerung an die Palästinensische Autonomiebehörde im Verlauf des Oslo-Friedensprozesses sowie die Zustimmung Israels zu den Clinton Parameters. Diese sahen einen zukünftigen palästinensischen Staat in ganz Gaza und bis zu 97 % des Westjordanlandes vor. Zusätzlich überließ Israel 2005 unter dem „Scharon-Plan“ ganz Gaza an die Palästinensische Autonomiebehörde und bot 2008 eine territoriale Lösung der umstrittenen Gebiete des Westjordanlandes an, welche durch einen gegenseitigen Gebietsaustausch einen palästinensischen Staat im Westjordanland ermöglichte (siehe Abbildung). Dieser Vorschlag wurde jedoch von Mahmud Abbas abgelehnt.

#### Militär

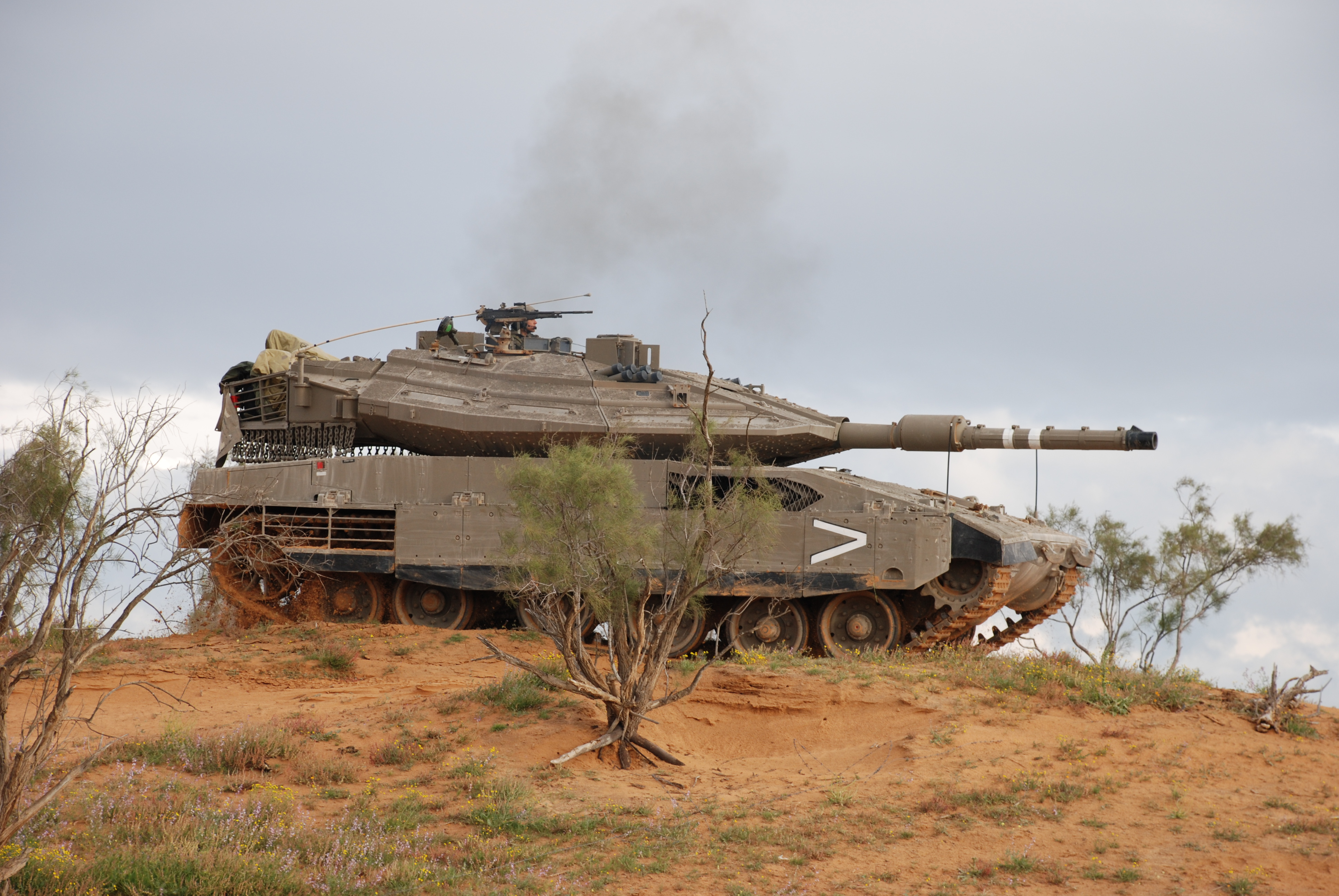
Der Merkava 4, Israels modernster Kampfpanzer

Die Israelischen Verteidigungsstreitkräfte (hebräisch צבא ההגנה לישראל Tzwa haHagana leJisra'el, kurz צה"ל Tzahal, oder englisch Israel Defense Forces, kurz IDF) gelten als die stärksten Streitkräfte der Region. Die Personalstärke und die Anzahl der Waffensysteme unterliegen der Geheimhaltung. Schätzungen gehen von einem Personalstand von rund 176.500 Männern und Frauen (davon Heer: 133.000, Luftwaffe: 34.000, Marine: 9.500) aus, die im Verteidigungsfall auf über 600.000 verstärkt werden können. Die militärische Bedrohung hat sich für Israel nach dem Ende des Kalten Krieges von symmetrisch ausgerichteten Gegnern zu asymmetrisch kämpfenden palästinensischen und libanesischen Organisationen gewandelt.
In Israel gilt eine Wehrpflicht von 36 Monaten für Männer und 24 Monaten für Frauen, von der israelische Araber sowie alle nichtjüdischen, schwangeren oder verheirateten Frauen ausgenommen sind. Nur Frauen ist es gestattet, der Wehrpflicht aus Gewissensgründen nicht nachzukommen; sie leisten dann einen zivilen Ersatzdienst von ein bis zwei Jahren. Das monatliche Gehalt der Wehrpflichtigen betrug 2011 rund 460 Schekel (circa 98 Euro). Im Jahr 2023 reichte der nach Einsatzgebiet gestaffelte Sold der Wehrpflichtigen von 1.327 bis 3.276 Schekel (etwa 333 bis 822 Euro). Den Wehrpflichtigen wurde der Sold zum Jahr 2022 um 50 % erhöht, nachdem die Öffentlichkeit wegen der zunehmenden Einkommensungleichheit in den IDF empört war. 2021 erhielten Berufssoldaten im Ruhestand eine deutliche Erhöhung ihrer Pensionsbezüge, während aktive Truppen in den unteren Rängen zunächst lange Zeit keine Erhöhung ihres Soldes bekamen. In Israel verdienten Berufssoldaten 2011 bis zu fünfzigmal so viel wie Wehrpflichtige; dieser Abstand hat sich mit den Erhöhungen bei den Wehrpflichtigen etwas verringert, ist aber bis heute deutlich.
Bei einer Wehrdienstverweigerung kann eine Haftstrafe verhängt werden.
Ein Charakteristikum des israelischen Wehrsystems ist die international vergleichsweise hohe Einbindung seiner Reservisten, die aufgrund des regelmäßigen Reservedienstes (ein Monat pro Jahr bei Unteroffizieren und Mannschaften bis zur Vollendung des 42. Lebensjahres und des 51. bei Offizieren, bei Frauen bis zur Vollendung des 24. Lebensjahres) einen hohen Grad an Ausbildung und Verwendungsfähigkeit beibehalten. Die Streitkräfte führen auch in Kooperation mit den USA und anderen NATO-Ländern regelmäßig Übungen durch und schicken ihren Führungsnachwuchs häufig zur Ausbildung in diese Staaten.

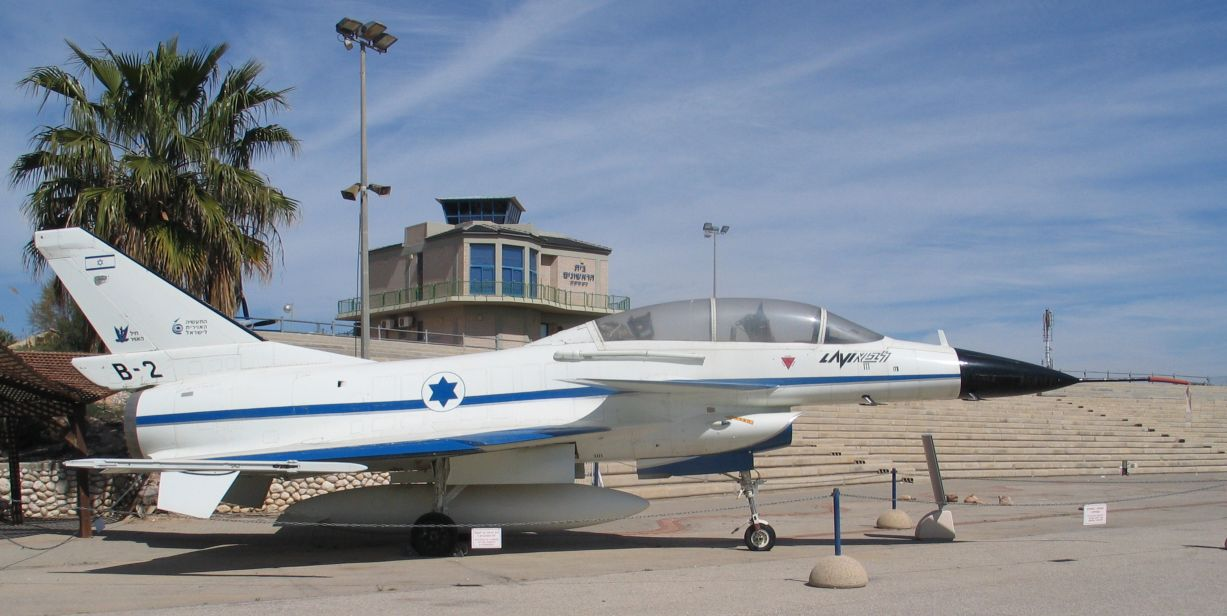
IAI Lavi israelischer Produktion- eine Darstellung der israelischen Wehrtechnik
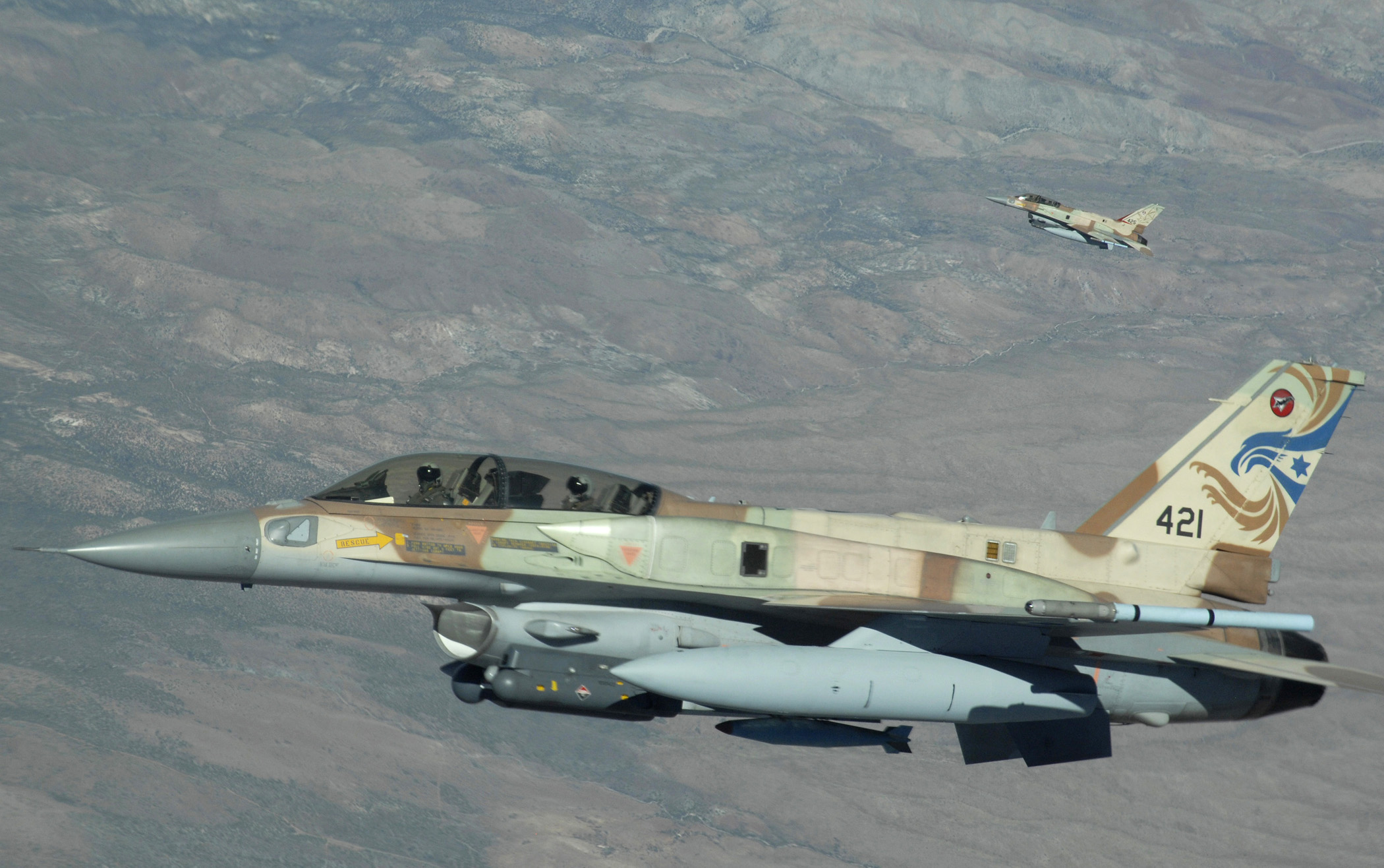
F-16I 'Sufa'
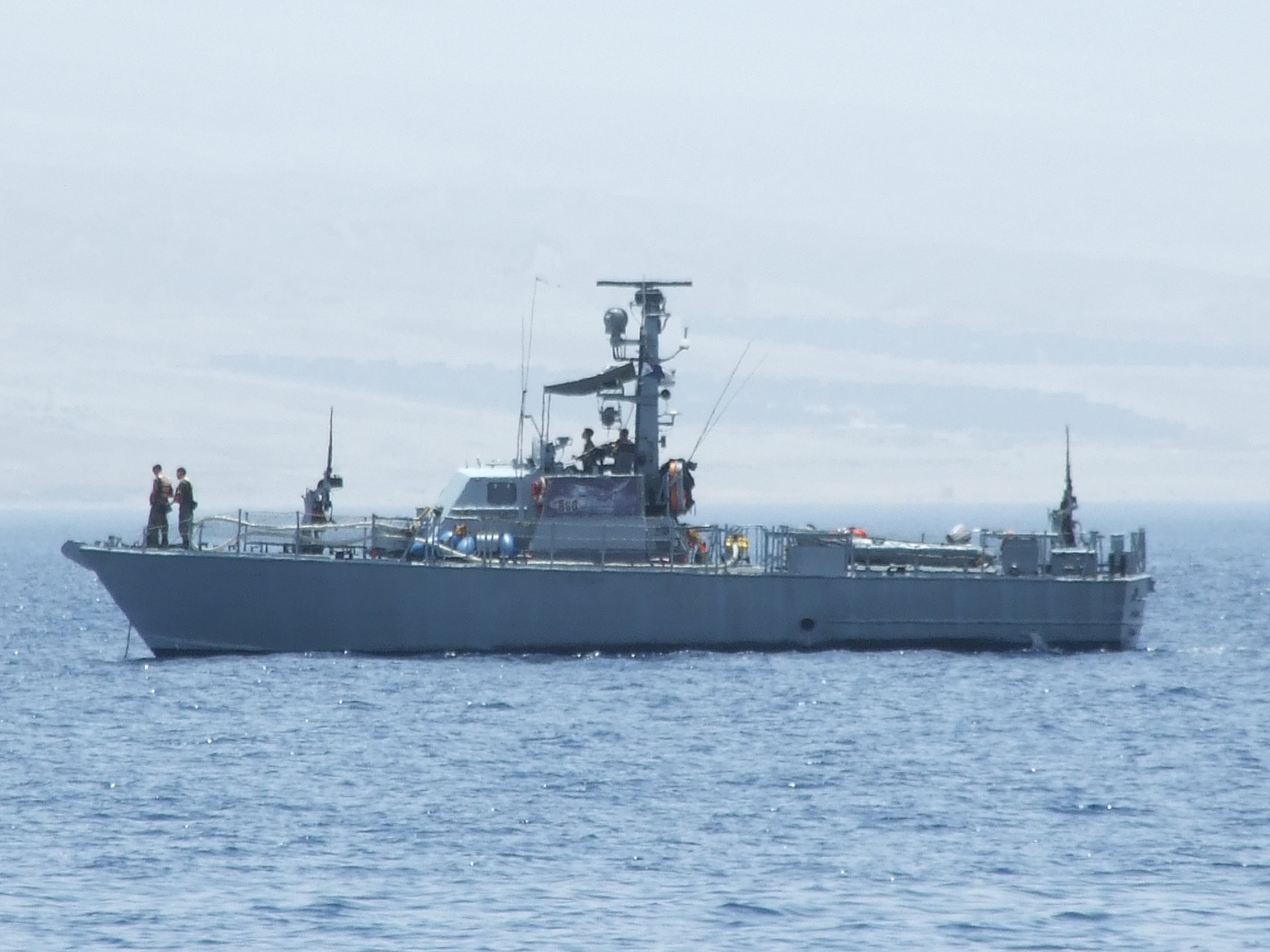
Patrouillenboot der Dabur-Klasse auf See.
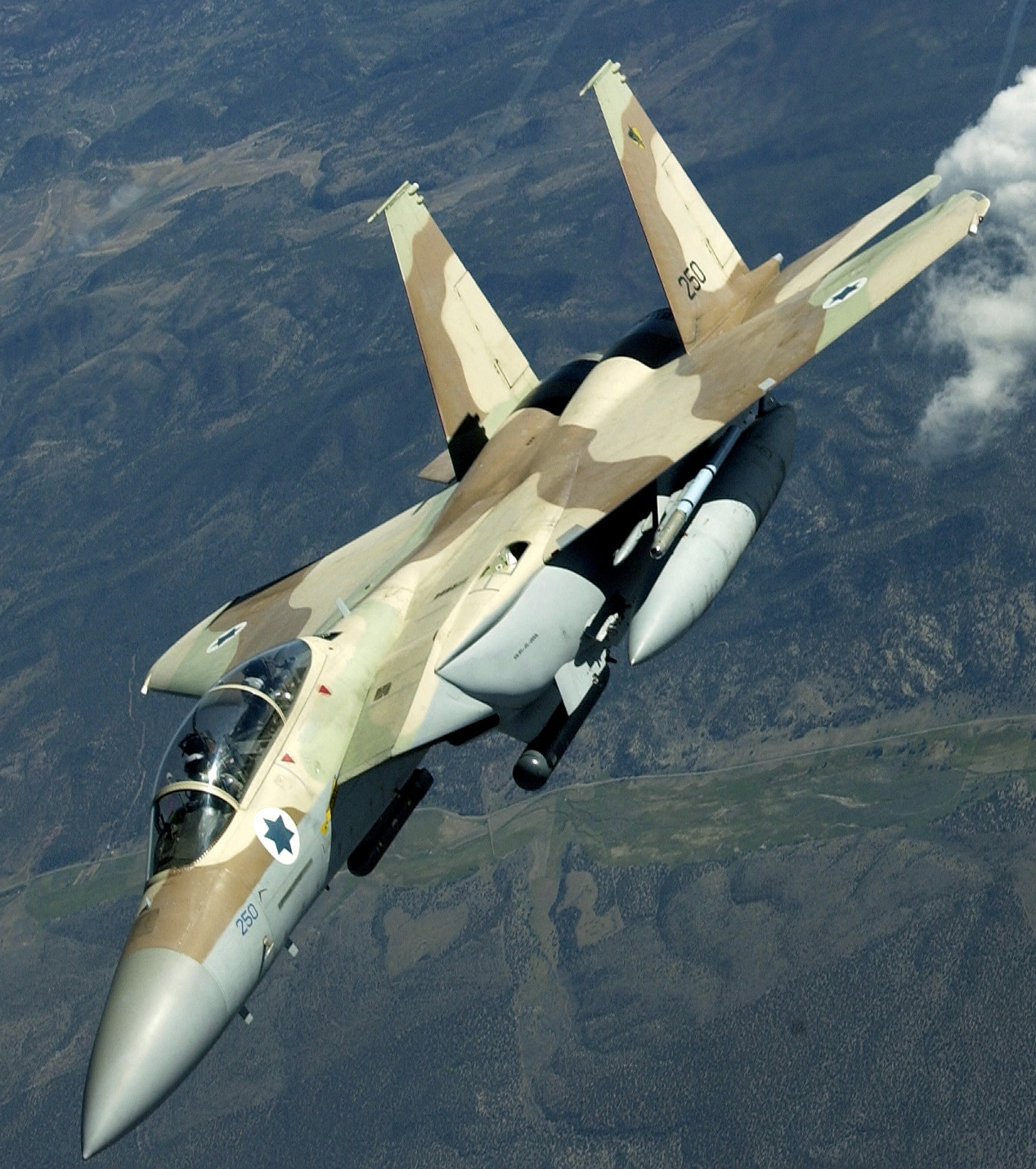
Israelische F-15 I Ra’am, eine Variante der als Atomwaffenträger geeigneten McDonnell Douglas F-15E Strike Eagle
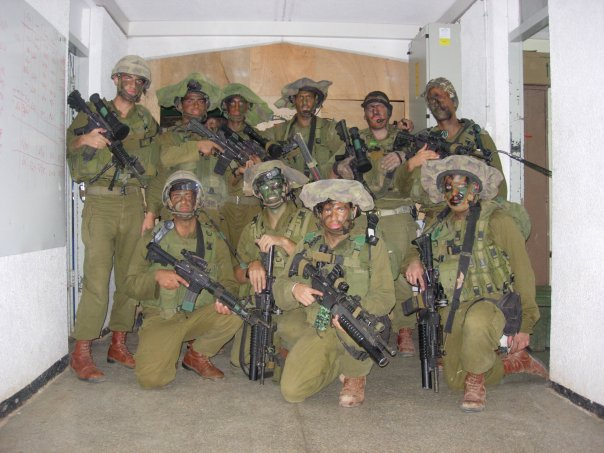
Soldaten des Netzach Jehuda-Bataillons
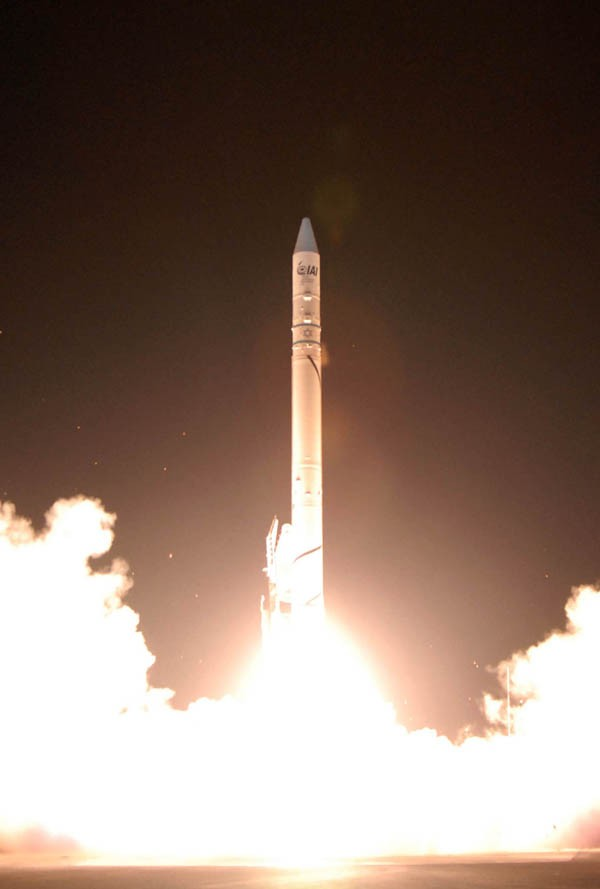
Shavit beim Start – eine Trägerrakete, die aus der Jericho-2-Mittelstreckenrakete entwickelt wurde
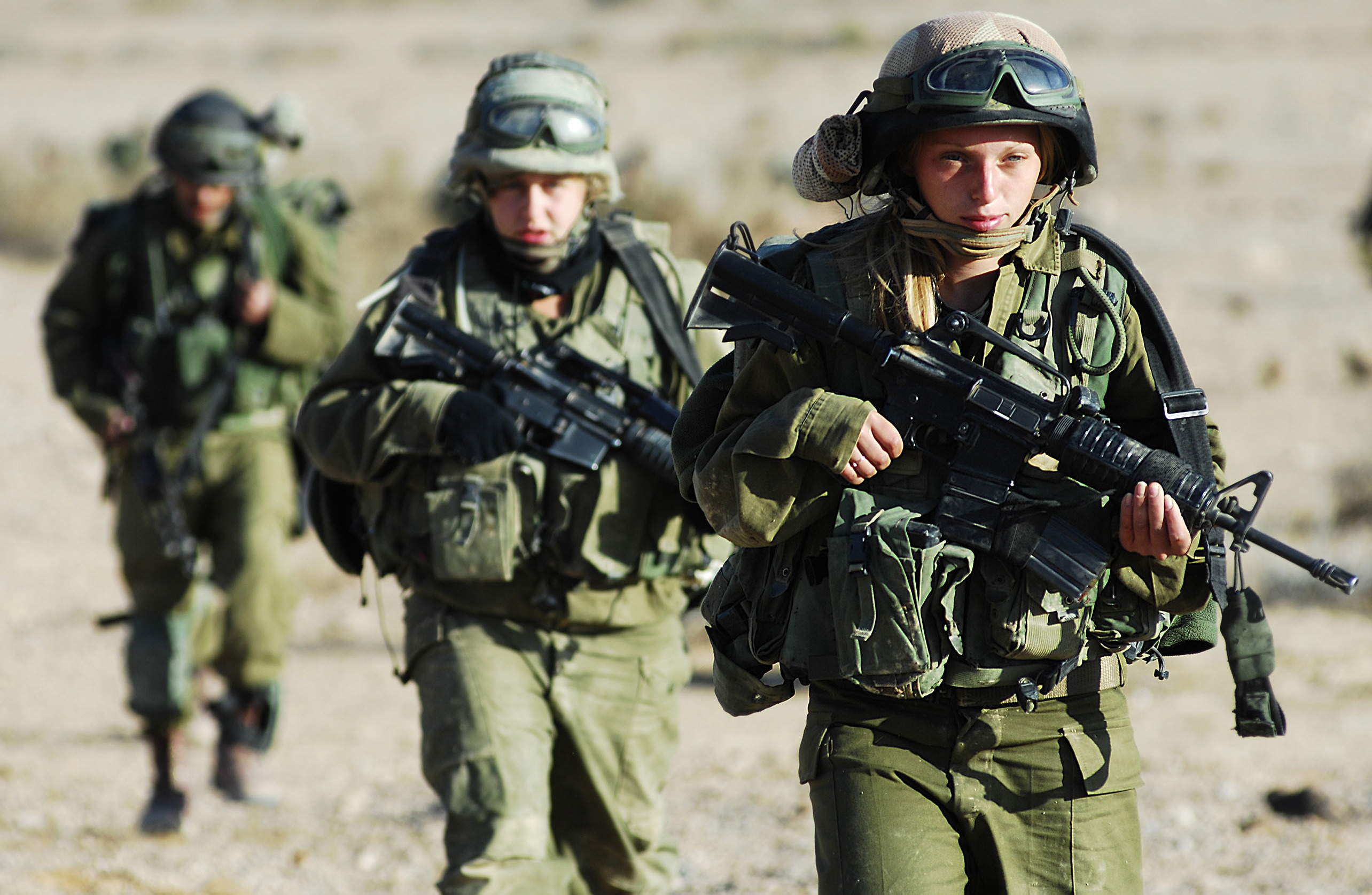
Soldatinnen des Karakal-Bataillons

Das Rückgrat des Heeres ist die Panzertruppe mit rund 1.500 modernen Kampfpanzern des Typs Merkava. Darüber hinaus sind noch etwa 2.000 ältere Modelle, v. a. M60 (Magach), überwiegend bei Reserveeinheiten, im Einsatz. Die Luftstreitkräfte verfügen über etwa 500 Kampfflugzeuge und 200 Hubschrauber; diese entstammen zwar fast ausschließlich US-amerikanischer Produktion, wurden jedoch oft bereits beim Bau oder nachträglich von israelischen Rüstungsunternehmen für die spezifischen Erfordernisse der israelischen Streitkräfte modifiziert und besitzen in der Regel Bewaffnung (wie Delilah, Nimrod und Spice) sowie Elektronik (wie Litening) israelischer Produktion. Die israelische Marine verfügt u. a. über rund 40 Patrouillenboote, zehn Raketenboote, drei Korvetten und fünf moderne U-Boote der Dolphin-Klasse.
Die deutsche Rüstungsindustrie ist an der Entwicklung und Lieferung der Dolphin-U-Boote beteiligt. Außerdem wurde der Motor des Merkava IV-Panzers von MTU Friedrichshafen entwickelt und wird unter Lizenz von L-3 Communication Combat Propulsion Systems (vorher General Dynamics) produziert. Im Gegenzug wurde Deutschland mit den in Israel entworfenen Spike-Panzerabwehrraketen ausgestattet. Die Bundeswehr betreibt auch die israelischen Heron-Drohnen.
Die israelische Infanterie verfügt über verschiedene Waffen. Meistverwendet ist das amerikanische M16 (Gewehr) in verschiedenen Versionen. Allerdings sind auch Waffen israelischer Produktion im Gebrauch, wie beispielsweise IMI Negev, Tavor TAR-21, IMI Galatz, IMI Galil, Uzi und IWI Jericho 941.
Israelische Rüstungsunternehmen sind unter anderem: Israel Weapon Industries, Israel Aerospace Industries, Rafael und IMI.
Zur Luftverteidigung verfügt Israel seit 1991 über das Patriot-Flugabwehrsystem (Version PAC 2) und bereits seit den 1960er Jahren über das Hawk-Flugabwehrsystem.
Israel verfügt seit 2000 über das Arrow (englisch: „Pfeil“, ursprünglicher hebräischer Name: חץ; „Chetz“)-Raketenabwehrsystem (Version Arrow 2) gegen Mittel- und Interkontinentalraketen, hatte jedoch lange Zeit gegen den Beschuss mit Kassam-Raketen, die die Hamas vom Gazastreifen aus einsetzt, sowie die Katjuscha-Raketen der Hisbollah aus dem Südlibanon aufgrund ihrer kurzen Reichweite mit dementsprechender Flugzeit kein Abwehrmittel. Gegen die Bedrohung durch Raketen mit einer Reichweite von bis zu 70 Kilometern wurde das Abwehrsystem Iron Dome (ursprünglicher hebräischer Name: כיפת ברזל kipat barzel, deutsch ‚Eiserne Kuppel‘) entwickelt. Die ersten Batterien wurden im März 2011 nahe Be’er Scheva in Betrieb genommen und konnten kurz danach bereits Raketen der Hamas abfangen. Gegen Raketen mit einer Reichweite zwischen 70 und 250 Kilometern ist ferner das Abwehrsystem David’s Sling geplant. Zur Erhöhung des Schutzes gegen ballistische Raketen ist seit kurzem die verbesserte PAC 3 Version des Patriot-Flugabwehrsystem im Einsatz und eine verbesserte Version von Arrow (Arrow 3) in der Entwicklung.
Israel hat den Atomwaffensperrvertrag nie unterzeichnet und verfügt nach allgemeiner Einschätzung seit den 1960er Jahren über Nuklearwaffen, die im Negev Nuclear Research Center entwickelt worden sind. In den 1970er Jahren gab es eine geheime gemeinsame Nuklearwaffenforschung mit Südafrika. Fachkreise gehen davon aus, dass Israel über rund 200 Kernsprengköpfe verfügt. Der israelische Nuklear-Techniker Mordechai Vanunu veröffentlichte etliche Einblicke in das israelische Kernwaffenprogramm, wofür er angeklagt und verurteilt wurde. Die offizielle Politik der Regierung ist, diese Frage nicht zu kommentieren, also den Besitz weder zuzugeben noch ihn abzustreiten (die sogenannte Politik der „atomaren Zweideutigkeit“). Ein Interview im Dezember 2006, in dem Premierminister Ehud Olmert in einer Aufzählung von Nuklearwaffenmächten neben Frankreich, den USA und Russland auch Israel nannte, wurde von der internationalen Presse als indirektes Eingeständnis für einen israelischen Nuklearwaffenbesitz und gleichzeitig als Drohung und Replik in Richtung Iran gewertet. Am 4. Dezember 2012 verabschiedete die UN-Vollversammlung eine Resolution mit 174 zu 6 Stimmen, dass Israel unverzüglich dem Kernwaffensperrvertrag beitreten und die IAEA zur Kontrolle der Atomanlagen ins Land lassen soll.
Israel lag 2017 auf Platz 1 des Globalen Militarisierungsindex (GMI). Israel gab 2017 knapp 4,7 Prozent seiner Wirtschaftsleistung oder 16,5 Milliarden US-Dollar für seine Streitkräfte aus.

#### Polizei

Emblem der israelischen Polizei

Die Polizei Israels (hebräisch: משטרת ישראל, Mischteret Jisrael) beschäftigt rund 30.000 hauptamtliche Kräfte. Diese werden von 33.000 ehrenamtlichen Kräften unterstützt (Stand 2016). Zur Aufgaben der Polizei gehören die Strafverfolgung, die Kontrolle des Straßenverkehrs und die Abwehr von Gefahren für die öffentliche Ordnung und Sicherheit. Sie untersteht dem Ministerium für öffentliche Sicherheit Israels und wurde 1948 gegründet. Die Notruftelefonnummer ist 100.
Die regionale Gliederung entspricht den sechs Bezirken Israels. Die funktionale Gliederung erfolgt entsprechend den Aufgabenfeldern in zahlreiche Abteilungen wie beispielsweise Investigations & Intelligence (deutsch etwa Ermittlungen und Information) oder Policing and Security (deutsch etwa Kontrolle und Sicherheit).
Daneben besteht die Grenzpolizei (hebräisch מִשְׁמַר הַגְּבוּל Mishmar HaGvul oder kurz מג״ב Magav), die mehrere Spezialeinheiten zur Terrorismusbekämpfung unterhält, darunter die JAMAM.
Der Leiter der Polizei (Nitzav bzw. Rav Nitzav) wird von der israelischen Regierung auf Empfehlung des Ministers für innere Sicherheit berufen. Ihm steht ein Stellvertreter zur Seite.

#### Feuerwehr
In der Feuerwehr in Israel waren im Jahr 2019 landesweit 2.000 Berufs- und 2200 freiwillige Feuerwehrleute organisiert, die in 120 Feuerwachen und Feuerwehrhäusern, in denen 420 Löschfahrzeuge und 31 Drehleitern bzw. Teleskopmasten bereitstehen, tätig sind. Die nationale Feuerwehrorganisation Israel Fire and Rescue Services repräsentiert die israelischen Feuerwehren.

#### Nachrichtendienste
Der Mossad (המוסד למודיעין ולתפקידים מיוחדים, „Institut für Aufklärung und besondere Aufgaben“; eigentlich Mosad Merkazi leModi'in uLeTafkidim Mejuchadim, „Allgemeiner Nachrichten- und Sicherheitsdienst“) ist der israelische Auslandsgeheimdienst.
Neben ihm besteht der Inlandsgeheimdienst Schin Bet und den Militärgeheimdienst Aman.

### Siedlungspolitik

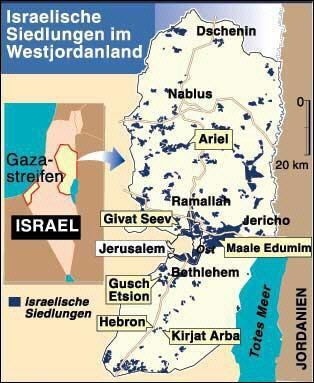
Israelische Siedlungen im seit 1967 besetzten Westjordanland

In den seit Juni 1967 besetzten Gebieten wurden über 400 jüdische Siedlungen und sogenannte Outposts errichtet, die von jüdischen Israelis bewohnt werden. Die Anzahl der jüdisch-israelischen Siedler beläuft sich auf insgesamt fast 600.000, davon leben im Westjordanland ca. 391.000 (Stand 2016) und 201.200 in Ostjerusalem (Stand 2014). Im Gazastreifen lebten bis zum August 2005 etwa 7500 Israelis zwischen mehr als einer Million Palästinensern. Die Siedlungen sind oft großzügig nach US-amerikanischem Vorbild gebaut. Sie werden von einem massiven Sicherheitsapparat gegen Angriffe geschützt. Ein Netz von Spezialstraßen, die teilweise nur von israelischen Bürgern genutzt werden dürfen, bietet eine gute Verkehrsinfrastruktur zwischen den Siedlungen und dem israelischen Territorium. Zugleich erschwert es die Entwicklung in den palästinensischen Autonomiegebieten. Die Bewegungsfreiheit der palästinensischen Bevölkerung wird zusätzlich durch israelische Straßensperren und Kontrollposten eingeschränkt.
Im August 2005 räumte die Regierung Scharon in enger Koalition mit der Arbeitspartei sämtliche Siedlungen im Gazastreifen sowie vier kleinere Siedlungen im Westjordanland. Hierbei handelte es sich um einen einseitigen und weltweit anerkannten Schritt Israels, der nicht im Rahmen der „Roadmap“ erarbeitet wurde (siehe Scharon-Plan). Aus dem Umfeld Scharons war jedoch auch zu vernehmen, dass angestrebt werden soll, die größten Siedlungen im Westjordanland auszubauen. Im Gegenzug sollen den Palästinensern territoriale Zugeständnisse gemacht werden. Militante palästinensische Organisationen stellen diesen Teilrückzug Israels als eigenen Sieg über Israel dar. Ariel Scharons Amtsnachfolger Ehud Olmert hat durch seinen sogenannten Konvergenz-Plan den Palästinensern angeboten, gegen Festschreibung des Verlaufs des zurzeit jenseits der Grünen Linie in palästinensischem Gebiet gebauten Sperranlagen einen palästinensischen Staat zu akzeptieren.
International werden die jüdischen Gemeinden und Siedlungen in den besetzten palästinensischen Gebieten überwiegend als völkerrechtswidrig angesehen. Das Völkerrecht gestatte die vorübergehende Beschlagnahmung von Land in besetzten Gebieten ausschließlich für militärische Zwecke, nicht jedoch für die dauerhafte Niederlassung eigener Staatsbürger, Landwirtschaft und andere zivile Nutzungen. Israel hat eine andere Beurteilung der juristischen Lage, steht damit allerdings international isoliert da. In mehreren Resolutionen haben die Vereinten Nationen Israel vergebens aufgefordert, den Siedlungsbau einzustellen.
2024 erklärte der Internationale Gerichtshof in einem Rechtsgutachten die israelischen Siedlungen im Westjordanland und Ostjerusalem für völkerrechtswidrig. Er forderte den Sicherheitsrat und die Generalversammlung auf zu prüfen, wie die Anwesenheit Israels in den besetzten Gebieten beendet werden kann. Zudem müsse Israel alle Siedler aus den besetzten Gebieten evakuieren und sämtliche Schäden ersetzen, die durch die Besatzung entstanden sind.

### Recht

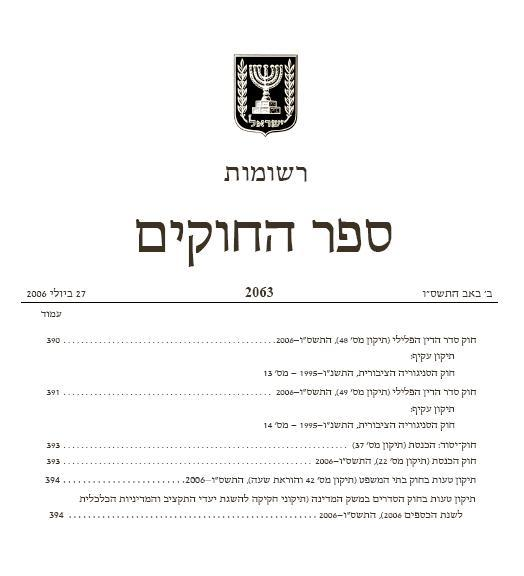
Seite mit einigen der ersten israelischen Gesetze

Das Recht des heutigen Israels hat seine Ursprünge in drei verschiedenen Rechtstraditionen: Dem Recht aus osmanischer Zeit, dem Recht der britischen Mandatszeit in Form des common Law und dem positiven Recht des israelischen Gesetzgebers seit 1948.
Die Gründung des Staates Israel 1948 brachte zunächst keine tiefgreifenden Veränderungen: Die Law and Administration Ordinance 1948 ließ alles geltende Recht in Kraft, soweit es nicht durch neue Legislativakte geändert wurde. Bis in die Gegenwart ist deshalb ein großer Teil des Rechts Israels im Bereich des Handels- und Gesellschaftsrechts materiell englisches Recht, auch wenn seit 1972 die Rechtsprechung der englischen Gerichtsbarkeit nicht mehr bindend ist. Das osmanische Recht ist nur noch in wenigen Bereichen relevant, da der israelische Gesetzgeber besonders das Vertrags- und Sachenrecht neu geordnet hat. Langfristig soll das geltende Privatrecht in die Ordnung des kontinentaleuropäischen Rechtskreises in Form eines Zivilgesetzbuches überführt werden. Das englische Recht weicht somit mehr und mehr einer selbständigen israelischen Rechtswissenschaft, die methodisch dennoch dem common law nahesteht.

#### Rechtssystem
Das israelische Rechtssystem besteht aus den Gesetzen, die die Knesset erlässt, und zu Teilen aus den Verordnungen, die die britische Mandatsherrschaft bis 1948 erlassen hat, welche wiederum von der Knesset übernommen und im Einzelnen überarbeitet wurden. Die israelische Rechtsordnung lässt sich am besten als „gemischtes“ System charakterisieren, denn sie gehört zu den westlichen Rechtssystemen, wurde stark durch das angloamerikanische Recht beeinflusst, enthält aber auch Aspekte, die typisch für das bürgerliche Recht römischer Prägung sind. Zudem sind bestimmte Merkmale des Rechtssystems durch die Tatsache beeinflusst, dass Israel ein jüdischer Staat ist. Die Rechte des Obersten Gerichtshofes in der juristischen Bewertung der Gesetze der Knesset sind beschränkt. Die juristische Interpretation ist auf formelle Probleme wie die Ausführung von Gesetzen und die Gültigkeit untergeordneter Gesetzgebung begrenzt.
Im Dezember 1985 hat Israel das UN-Sekretariat darüber informiert, dass die zwingende Rechtsprechung des Internationalen Gerichtshofes nicht weiter akzeptiert werde.

#### Gerichtswesen

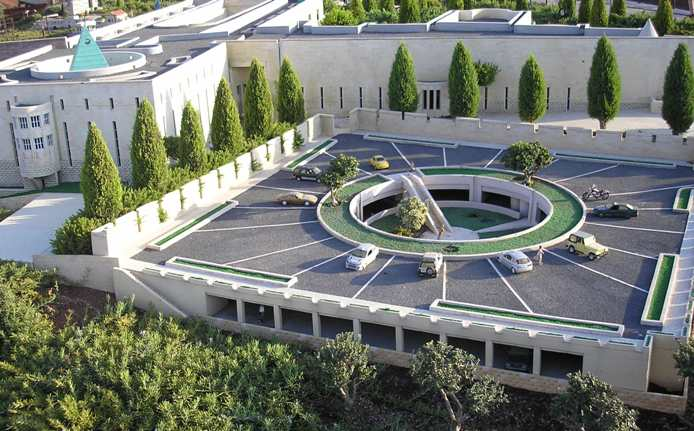
Das Gebäude des Obersten Gerichtshofes

Die Unabhängigkeit der Justiz, aufgeteilt in säkulare und religiöse Gerichte, wird durch die Grundgesetze gewährleistet. Aufgrund einer geplanten Justizreform der Regierung von Premierminister Netanjahu, die nach Meinung der Kritiker ein Ende der unabhängigen Justiz bedeutet, kommt es seit Januar 2023 in Israel zu Massenprotesten mit bis zu einer halben Millionen Teilnehmern.
Die Richter der säkularen Gerichte werden vom Präsidenten auf Empfehlung eines speziellen Nominationsausschusses ernannt, der sich aus den Richtern des Obersten Gerichts, Mitgliedern der Anwaltskammer und Persönlichkeiten des öffentlichen Lebens zusammensetzt. Richter werden auf Lebenszeit ernannt und treten im Alter von 70 Jahren obligatorisch in den Altersruhestand.
Die säkulare Gerichtsbarkeit ist dreistufig gegliedert: Auf der ersten und zweiten Stufe gibt es Magistrats- und Bezirksgerichte für Prozesse im Zivil- und Strafrechtsbereich sowie Jugend-, Verkehrs-, Militär-, Arbeits- und städtische Appellationsgerichte.
An der Spitze der Judikative, als höchste Berufungsinstanz, steht das Oberste Gericht mit Sitz in Jerusalem. Aus den Richterinnen und Richtern des Obersten Gerichts bildet sich auch das „Hohe Gericht für Gerechtigkeit“ („Beit-Din Gawoah LeTzedek“ = „BaGaTz“), das je nach Bedeutung des Falles mit drei, fünf oder sieben Richterinnen und Richtern besetzt ist. Dieses Gericht ist die einzige und höchste Appellationsinstanz in Grundsatzfragen und bietet (ähnlich dem Bundesverfassungsgericht) die Möglichkeit, gegen die Regierung sowie alle Vertreter und Institutionen des Staates zu klagen und ihre Maßnahmen auf Rechtmäßigkeit überprüfen zu lassen, sie ggf. sogar auszusetzen.
Personenstandsfragen wie Eheschließung und Scheidung, Unterhalt, Vormundschaft und Adoption Minderjähriger fallen nach osmanischer Rechtstradition unter die Zuständigkeit der Gerichtsbarkeit bzw. Verwaltung der jeweiligen Religionsgemeinschaft. Diese religiösen Gerichte sind die Rabbinatsgerichte für die jüdischen Glaubensgemeinschaften, die muslimischen Scharia-Gerichte, die religiösen Gerichte der Drusen und die Kirchengerichte der zehn anerkannten christlichen Gemeinschaften in Israel. Mehrere hundert nicht- bzw. gemischt-religiöse Paare müssen daher jedes Jahr zur Eheschließung ins Ausland reisen und lassen diese dann in Israel anerkennen. Für keiner Religionsgemeinschaft angehörende Partner gibt es inzwischen ein der Zivilehe ähnliches Rechtsinstitut; mehrere Gesetzesinitiativen zur Einführung der Zivilehe scheiterten in den vergangenen Jahren am Widerstand der orthodoxen Parteien.
Obwohl die Legislative ausschließlich im Kompetenzbereich der Knesset liegt, hat das Oberste Gericht die Möglichkeit, die Aufmerksamkeit auf erwünschte Gesetzesänderungen zu lenken; als Oberster Gerichtshof hat das Gericht die Autorität, zu entscheiden, ob ein Gesetz mit den Grundgesetzen des Staates übereinstimmt.

#### Menschenrechte
Israel verfügt über starke und unabhängige Institutionen, die politische Rechte und bürgerliche Freiheiten für den größten Teil der Bevölkerung garantieren, auch wenn die politische Führung und Teile der Gesellschaft Araber und andere Minderheiten diskriminieren, so dass es systemischen Ungleichheiten in Bereichen wie Infrastruktur, Strafjustiz, Bildung und wirtschaftlichen Chancen gibt. Freedom House stuft Israel daher als „frei“ ein.
Israel praktiziert gegenüber Palästinensern eine Form der „Verwaltungshaft“, nach der Personen (inklusive Minderjährigen) ohne Anklage und Prozess mit Gefängnisstrafen belegt werden. Im August 2022 erreichte die Zahl der sogenannten „Verwaltungshäftlinge“ in israelischen Gefängnissen mit 723 Personen (davon 11 Palästinenser mit israelischer Staatsbürgerschaft, die übrigen Palästinenser aus den besetzten Gebieten) einen neuen Höchststand seit 2008. Mit Stand Dezember 2023 befanden sich ungefähr 8000 Personen in Verwaltungshaft.
Amnesty International berichtete Ende 2011, dass Israel in diesem Jahr im Westjordanland einschließlich Ostjerusalem mehr als 1000 Palästinenser vertrieben habe und mehr als 500 Häuser, Wohnungen und Installationen zur Wasserversorgung zerstört habe, gegenüber dem Vorjahr hätten sich die Vertreibungen und Zerstörungen verdoppelt. Einher gehe dieser Trend mit der Verstärkung des israelischen Siedlungsbaus und der Zunahme gewalttätiger Angriffe von Siedlern auf Palästinenser.
Nachdem Israel dem UN-Menschenrechtsrat bei seiner Kritik an Israel lange Zeit Einseitigkeit vorgeworfen und ihn daher boykottiert hatte, deutete sich 2013 eine Wende an. Im Juni 2018 begrüßte Israel allerdings den Austritt der USA aus dem Menschenrechtsrat. Regierungschef Benjamin Netanjahu warf dem Rat vor, er konzentriere sich zwanghaft auf Israel.
Im Juli 2020 warf die israelische Menschenrechtsorganisation Yesh Din der israelischen Regierung Apartheid in den besetzten Gebieten vor. Im Januar 2021 bezeichnete die israelische Menschenrechtsorganisation B’Tselem Israel als Apartheid-Regime. Im April 2021 warf Human Rights Watch der israelischen Regierung Apartheid und andere Verbrechen gegen die Menschlichkeit im Gazastreifen, im Westjordanland und in Ostjerusalem vor. Im Januar 2022 bezeichnete auch Amnesty International die israelische Herrschaft über die Palästinenser in einem Bericht als Apartheid-System; die israelische Regierung bezeichnete den Bericht als „reinen Antisemitismus“ und als „Lügen von Terror-Organisationen“. Der Zentralrat der Juden in Deutschland verlangte von Amnesty Deutschland, sich „öffentlich und unzweideutig von dem antisemitischen Bericht zu distanzieren“. Die deutsche Bundesregierung kritisierte den Amnesty-Bericht. Apartheid-Vorwürfe waren bereits in der Vergangenheit erhoben worden.
Die Vollversammlung des Ökumenischen Rates der Kirchen (ÖRK) soll auf ihrer Tagung im September 2022 in Karlsruhe unter anderem über einen Antrag des südafrikanischen Bischofs Frank Chikane und anderer Mitglieder einer Untersuchungsmission des ÖRK nach einem Besuch in Israel und Palästina Anfang dieses Jahres eine Resolution zur israelischen Apartheid diskutieren. Alon Liel und Ilan Baruch, beide ehemalige Botschafter in Südafrika, unterstützen aufgrund ihrer Kenntnis der früheren Verhältnisse dort und den gegenwärtigen in den israelisch besetzten Gebieten Palästinas diesen Antrag. Sie betonen, dass es nicht antisemitisch sei, Israels Behandlung der Palästinenser als Apartheid zu bezeichnen, und appellieren an diese Vollversammlung, dies zu tun, da ein duales Rechtssystem die israelischen Siedler gemäß israelischem Zivilrecht mit vollen bürgerlichen und politischen Rechten behandle, jedoch die Palästinenser auf demselben Landstrich unter Militärrecht stelle, ohne dass diese Einfluss auf das über sie herrschende Organ hätten.
Der Internationale Gerichtshof erklärte in einem im Juli 2024 veröffentlichten Rechtsgutachten, er betrachte Israels Gesetzgebung und Maßnahmen als Verstoß gegen Artikel 3 des Internationalen Übereinkommens gegen Rassendiskriminierung. Artikel 3 verpflichtet Vertragsstaaten dazu, Praktiken der Segregation und Apartheid in ihrem Hoheitsgebiet zu verhindern, zu verbieten und auszumerzen.
Menschenrechtsorganisationen und die Vereinten Nationen haben Israel wiederholt sexuelle Gewalt, medizinische Vernachlässigung und körperliche Misshandlungen gegenüber palästinensischen Gefangenen vorgeworfen.
Israels Vorgehen im Krieg in Gaza seit 2023 wird von einer steigenden Anzahl von Genozidforschern und Organisationen wie Amnesty International als Völkermord eingeordnet; beim Internationalen Gerichtshof ist eine im Dezember 2023 von Südafrika eingereichte Völkermordklage anhängig.

#### Folter
Bis 1999 war die Folter von palästinensischen Gefangenen durch israelische Sicherheitskräfte weit verbreitet und systematisch.  1999 urteilte das Oberste Gericht Israels, dass Gefangene bei Verhören nicht mehr gefoltert werden dürfen.
Generalstaatsanwalt Elyakim Rubinstein gab jedoch eine Verordnung heraus, in der es hieß, dass Geheimdienstler, die dennoch Gefangene folterten, nicht vor Gericht kämen, wenn sie nachweisen konnten, dass dies „unmittelbar notwendig war, das Leben, die Freiheit von Menschen oder Eigentum vor einer konkreten Gefahr eines schweren Schadens zu bewahren“, und dass es „keine andere Möglichkeit gibt, dies sicherzustellen“. Hochgestellte Beamte mussten die Methoden genehmigen, und die Verhörer mussten detaillierte Aufzeichnungen über die Anzahl der Schläge, die schmerzhaften Zwangspositionen und alle anderen sogenannten besonderen Mittel führen. In den 2000er Jahren gab es rund tausend Beschwerden wegen Folter gegen den Geheimdienst, die alle von den Behörden abgewiesen wurden; Gerichtsverfahren wurden nicht zugelassen. Im Jahr 2014 stieg die Zahl der Fälle von Folter durch den israelischen Geheimdienst erneut stark an.
Im November 2018 wies das Oberste Gericht (Richter Yosef Elron, Isaac Amit und David Mintz) eine Klage gegen den Geheimdienst wegen Folter ab und urteilte, dass die „besonderen Verhörmethoden“, die der Geheimdienst gegen den Kläger Firas Tbeish angewandt hatte – Schlafentzug, Schläge, schmerzhafte Positionen, gewaltsames Schütteln bis zur Bewusstlosigkeit –, als Ausnahme, wie in dem Gerichtsurteil von 1999 beschrieben, gerechtfertigt seien. Richter Mintz sprach dabei von einem „Urteil, das besagt, dass Folter verboten ist, außer in höchst außergewöhnlichen Fällen“.
Im September 2019 wurde der Palästinenser Samir Arbid festgenommen und von Schin-Bet-Mitarbeitern beinahe zu Tode gefoltert. Nach der Folter durch den Schin Bet wurde Arbid bewusstlos, mit zahllosen Knochenbrüchen und Traumata sowie Nierenversagen und Verdacht auf einen Herzinfarkt in kritischem Zustand in ein Krankenhaus gebracht und musste beatmet werden. Justizorgane hatten die Folter von Arbid genehmigt. Die israelischen Behörden leiteten zwar eine Untersuchung ein, als die Misshandlungen bekannt wurden, doch im Januar 2021 stellte Generalstaatsanwalt Avichai Mendelblit die Untersuchungen gegen die Folterer ein.
Laut einem Bericht der Zeitung Haaretz vom 3. Juni 2024 hatte das Militär in 48 Fällen strafrechtliche Ermittlungen wegen Todesfällen von Bewohnern Gazas im Gazakrieg eingeleitet. Zu Anklagen war es noch nicht gekommen. Am 31. Juli 2024 berichteten die Vereinten Nationen, dass die israelischen Behörden Foltermethoden wie Waterboarding, Schlafentzug und Elektroschocks einsetzten.

## Wirtschaft

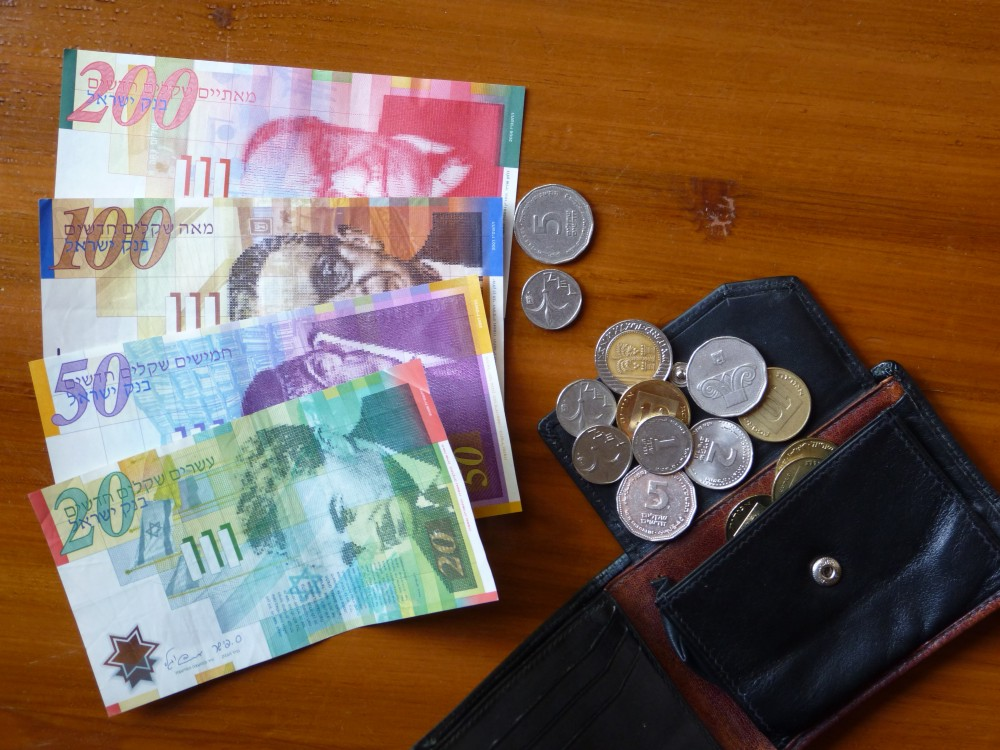
Neue israelische Schekel-Banknoten und -Münzen

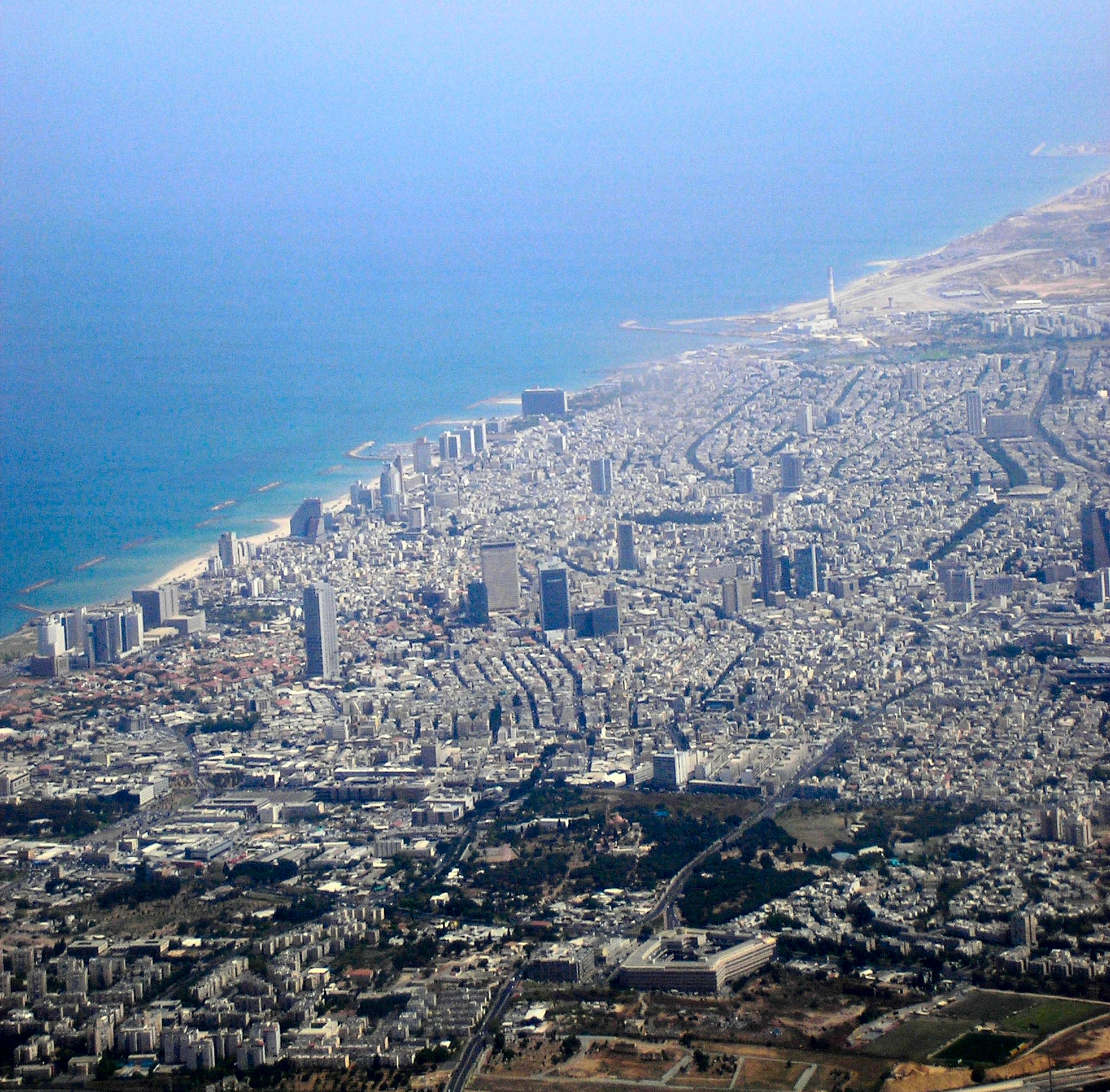
Ein Luftbild vom Tel-Aviv-Ballungsraum

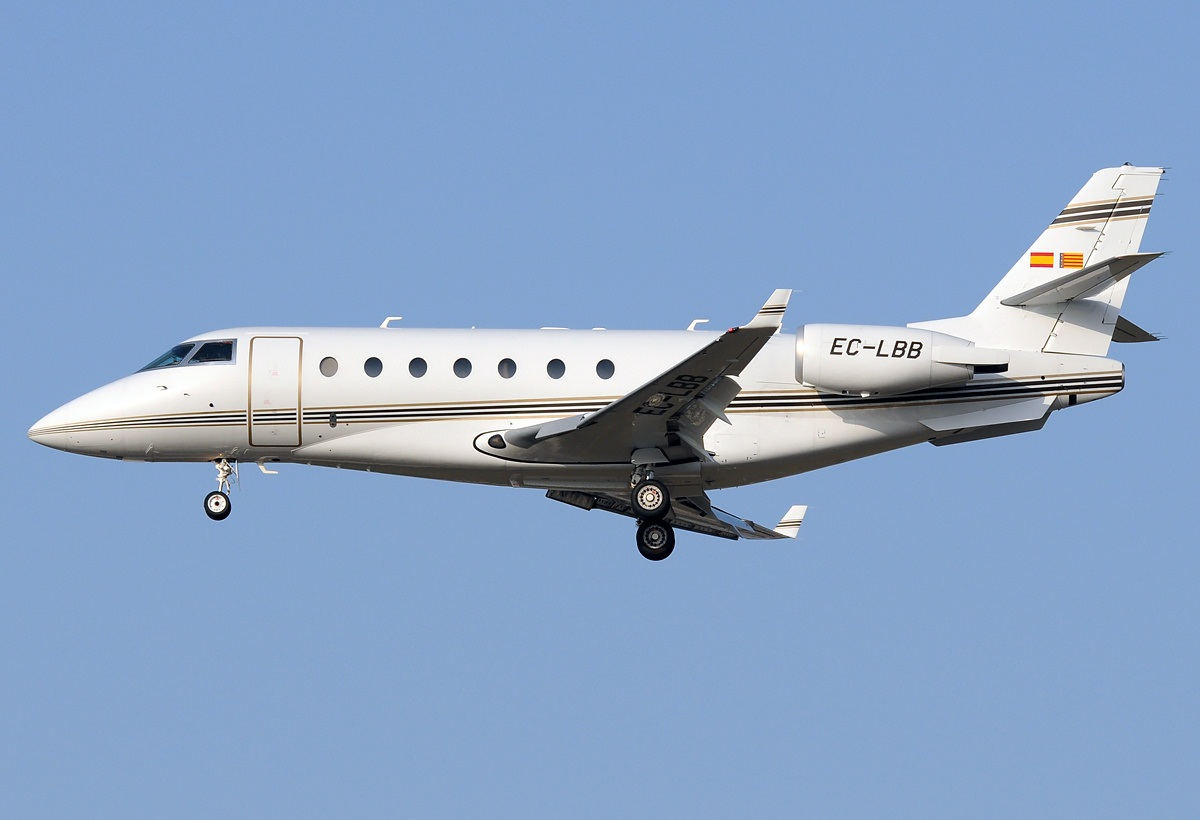
Die Gulfstream G200 – ein transkontinentales Geschäftsreiseflugzeug, das von Israel Aerospace Industries entwickelt wurde.

Israel hat eine technologisch hoch entwickelte Marktwirtschaft mit hohem Staatsanteil. Ein bedeutender Arbeitgeber ist darum auch der öffentliche Dienst, in dem 33 % der israelischen Arbeitnehmer beschäftigt sind. In der Industrie arbeiten 17 %, in Tourismus, Handel und Finanzen 20 %; 28 % sind in anderen Bereichen (Dienstleistungen usw.) tätig.
| Jahr                                   | 2015   | 2016   | 2017   | 2018   | 2019   | 2020   | 2021   | 2022   | 2023   | 2024   |
| -------------------------------------- | ------ | ------ | ------ | ------ | ------ | ------ | ------ | ------ | ------ | ------ |
| BIP in Mrd. US-$ (laufende Preise)     | 303,5  | 321,9  | 358,5  | 376,3  | 400,7  | 410,8  | 489,9  | 525,2  | 512,2  | 540,5  |
| BIP pro Kopf in US-$ (laufende Preise) | 36.230 | 37.680 | 41.160 | 42.380 | 44.270 | 44.580 | 52.290 | 54.990 | 52.020 | 54.190 |
| BIP-Wachstum (%) (real)                | 2,2    | 4,5    | 4,3    | 4,0    | 3,7    | −2,0   | 9,4    | 6,3    | 1,8    | 0,9    |
| Inflation (in %)                       | −0,6   | −0,5   | 0,2    | 0,8    | 0,8    | −0,6   | 1,5    | 4,4    | 4,2    | 3,1    |
| Staatsverschuldung (in % des BIP)      | 63,0   | 61,6   | 59,6   | 59,9   | 59,1   | 71,1   | 67,8   | 60,6   | 61,5   | 67,9   |

2020 betrug der Anteil der Staatsausgaben (in % des BIP) folgender Bereiche:
- Gesundheit: 8,3 %
- Bildung: 7,1 %
- Militär: 4,5 % (2023)

Etwa die Hälfte der staatlichen Auslandsschulden hat Israel bei den USA, seiner Hauptquelle für politische, wirtschaftliche und militärische Unterstützung. Ein verhältnismäßig großer Anteil der israelischen Auslandsschulden wird in Form von State of Israel Bonds von Privatinvestoren gehalten. Die Kombination von amerikanischen Kreditgarantien und direkten Anleihen bei Privatinvestoren ermöglicht Israel, zu günstigen Zinssätzen zu leihen, manchmal unterhalb der marktüblichen Zinssätze. Diese Politik wird auch von Deutschland geduldet und unterstützt, um das strategische Ziel der Existenzsicherung des jüdischen Staates zu erreichen.
Die Gesamtzahl der Beschäftigten wird für 2017 auf 4 Millionen geschätzt, davon 47,2 % Frauen. Im Global Competitiveness Index, der die Wettbewerbsfähigkeit eines Landes misst, belegt Israel Platz 16 von 137 Ländern (Stand 2017–2018). Im Index für wirtschaftliche Freiheit belegte Israel 2017 Platz 36 von 180 Ländern.
Israel ist bei fossilen Energieträgern (Rohöl, Erdgas, Kohle), bei Getreide, Rindfleisch, Rohstoffen und militärischer Ausrüstung von Importen abhängig. Im Land gibt es geringe Mengen von Erdöl, Phosphaten, Pottasche und Kaolin. Ob Israel Edelmetalle und Edelsteine als weitere Bodenschätze besitzt, ist unbekannt. Es werden aber große Goldvorkommen vermutet. Bei Erdgas deutet sich ein Wandel bezüglich der Importabhängigkeit an, seit vor der Mittelmeerküste vier Lagerstätten entdeckt wurden. Vom Gasfeld „Tamar“, das etwa 90 Kilometer vor Haifa liegt, fördert Israel seit 2014 Erdgas, welches zur Weiterverarbeitung in die südisraelische Stadt Aschdod geleitet wird. Mittelfristig will man in Zusammenarbeit mit Zypern Erdgas als Flüssiggas auch nach Europa exportieren.
Nicht zuletzt wegen seiner begrenzten Ressourcen an Anbauflächen, Wasser und Rohstoffen hat Israel seinen landwirtschaftlichen und industriellen Sektor in den letzten Jahrzehnten intensiv entwickelt. Dennoch ist Israel kein landwirtschaftlicher Selbstversorger. Vor allem Futtermittel-Getreide muss größtenteils importiert werden. Israel besitzt bedeutende Kapazitäten bei Erdölraffinerien, Diamantenschleifereien und in der Fabrikation von Halbleitern. Bedeutende Exportartikel sind geschliffene Diamanten, Spitzentechnologie, militärische Ausrüstung, Software, Arzneimittel, Feinchemikalien und landwirtschaftliche Produkte (Früchte, Gemüse und Blumen, neuerdings auch Kaviar). Israel investiert mehr Geld pro Kopf der Bevölkerung in Forschung und Entwicklung als jedes andere Land. In der Region um Tel Aviv hat sich ein Silicon Wadi entwickelt, in dem allein in den ersten neun Monaten des Jahres 2011 422 Unternehmensgründungen entstanden. Die innovative israelische Startup-Szene im Bereich der Spitzentechnologien gilt weltweit als vorbildlich.
Das Land führt eine Wertpapierbörse – die Tel Aviv Stock Exchange – mit ihrem Leitindex für die Volkswirtschaft, dem TA-25 Index.
Ein großes Problem ist die Wasserversorgung. Mit zusätzlich entwickelten neuartigen Methoden zur ökonomischen Landbewässerung (s. Abschnitt Wissenschaft und Technologie) wird versucht, die Wasserknappheit zu bewältigen. Die Wasserversorgung ist auch ein politischer Zankapfel, der in der Vergangenheit zu Spannungen mit dem Nachbarland Syrien geführt hat.

### Einfluss der Immigration
Durch Einwanderungen aus der ehemaligen Sowjetunion kamen Wissenschaftler und Akademiker ins Land, die für Israels Zukunft von beträchtlichem Wert sind. Der Zustrom, verbunden mit der Öffnung neuer Märkte nach dem Ende des Kalten Krieges, belebte Israels Wirtschaft und sorgte während der 1990er Jahre für ein rasches Wachstum. Als die Regierung ab 1996 eine straffere Steuer- und Geldpolitik verfolgte und der Einwandererstrom sich verlangsamte, begann sich das Wachstum zu verlangsamen. Dafür sank die Inflation 1999 auf ein Rekordminimum.

### Soziale Situation
Die Ungleichheit in der Einkommensverteilung ist relativ hoch, 2022 betrug der Gini-Koeffizient 37, 9 % (Deutschland 2020: 32,4 %; Österreich 30,9 %; Schweiz 2021: 33, 8 %; USA 2023: 41,8 %). Nach Angaben der nationalen Sozialversicherungsagentur (Bituah Leumi) lag der Anteil der Bevölkerung unter der Armutsgrenze 2023 bei 20,7 %. Der Anteil betrug bei Arabern 38,4 %, bei ultraorthodoxen Juden 33 % und bei der übrigen jüdischen Bevölkerung 14 %.
Ein großes Problem ist die Erwerbsarmut aufgrund der sehr geringen Löhne in vielen Branchen: Trotz einer niedrigen Arbeitslosenquote von nur 3,7 % lebt 2019 ein Fünftel der Israelis unter der Armutsgrenze.
Im Sommer 2011 kam es aufgrund der unbefriedigenden sozialen Lage in Israel zu den größten Protestaktionen der jüngeren Geschichte. Bis zu einer halben Million Menschen demonstrierten vorwiegend in Tel Aviv gegen die hohen Lebenshaltungskosten und forderten soziale Gerechtigkeit und einen Wohlfahrtsstaat.

### Arbeitswoche
Die amtliche Arbeitswoche beginnt in Israel mit dem Sonntag (hebräisch „Jom Rischon“, „Erster Tag“) als dem ersten Tag der Woche. Während des Sabbats (Sonnenuntergang am Freitag bis Sonnenuntergang am Samstag) bleiben die meisten Geschäfte geschlossen und werden fast keine Dienstleistungen angeboten. Auch der Nah- und Fernverkehr ruht weitgehend. Hierbei gibt es aber starke Unterschiede zwischen eher religiös und eher säkular geprägten Ortschaften.

### Tourismus

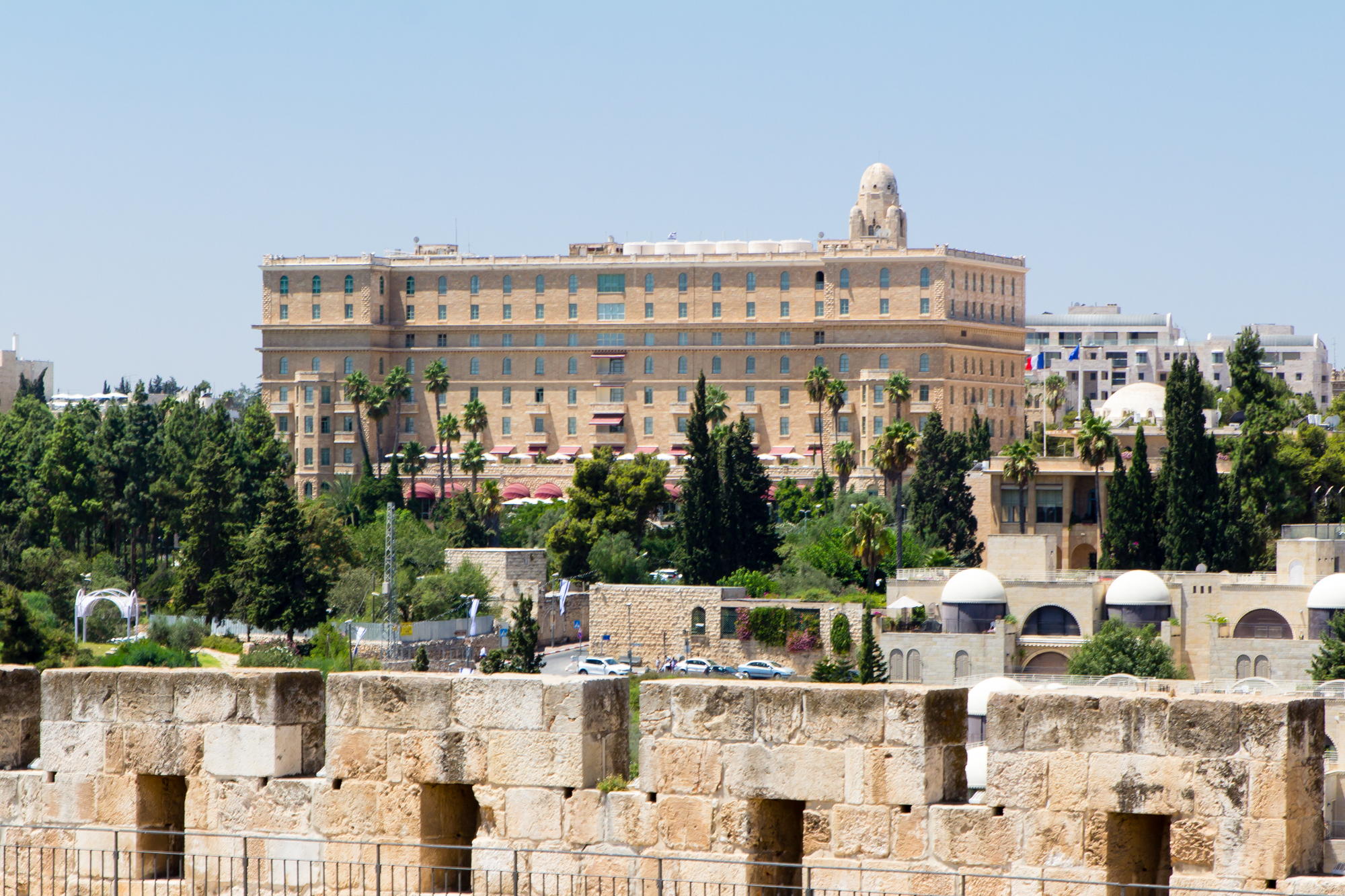
Das King David Hotel, Jerusalem

Der Tourismus in Israel ist ein bedeutender Wirtschaftsfaktor des Landes. Zuständig ist das Ministerium für Tourismus.
Viele Reiseziele in Israel sind Stätten des Christentums wie beispielsweise die Jerusalemer Altstadt, Nazareth, Bethlehem und der See Genezareth. Außerdem existieren zahlreiche historische Stätten wie beispielsweise die Städte Caesarea Maritima, Bet Sche’an und Akkon, die Festung Masada sowie ein Teilstück der ehemaligen Gewürzstraße von Petra nach Gaza. Badeurlaube sind an der Mittelmeerküste, am Roten Meer und am Toten Meer möglich. Am Roten Meer (Eilat) gibt es zudem Tauchgebiete und Resorts. Außerdem gibt es in Israel neun Stätten des UNESCO-Weltkulturerbes. Aufgrund der sehr guten Verkehrsinfrastruktur können Individualreisen einfach durchgeführt werden. Der Ort mit dem höchsten Touristenaufkommen ist Jerusalem.
Die Zahl der ausländischen Touristen stieg von 2,8 Millionen im Jahr 2010 bis 2019 auf 4,55 Millionen. Nach einem starken Rückgang während der Corona-Pandemie stieg die Zahl ausländischer Touristen 2023 wieder auf 3,01 Millionen. Kriegsbedingt sank die Zahl 2024 gegenüber dem Vorjahr um etwa 70 %. Die häufigsten Herkunftsländer waren 2023 USA (853.300), Frankreich (216.700), Großbritannien (185.500), Russland (158.500) und Deutschland (155.100).
Die meisten Touristen reisen vom Flughafen Ben Gurion bei Tel Aviv an. Einreiseprobleme gibt es, wenn in den Reisepässen von Touristen Visa oder Einreisestempel von arabischen Ländern vorhanden sind (außer Jordanien und Ägypten).

### Banken
Israels Bankensystem hat seine Wurzeln in der zionistischen Bewegung im frühen 20. Jahrhundert vor der Gründung Israels. Die Zionistische Weltorganisation mit Theodor Herzl gründete am 27. Februar 1902 die Anglo Palestine Company (APC) (später in Bank Leumi umbenannt). Die drei größten Banken Israels sind die Banken Hapoalim, Leumi und die Israel Discount Bank, die über 60 % des Bankwesens Israels ausmachen. Alle Banken des Staates werden von der Israelischen Zentralbank überwacht.

## Infrastruktur

### Straßenverkehr
Wichtigster Verkehrsträger ist die Straße. Israel hatte 2016 insgesamt 19.400 km asphaltierte Straßen. Ende 2022 gab es 3,97 Millionen Kraftfahrzeuge, darunter 3,43 Millionen private PKW, 308.000 LKW, 164.000 Motorräder, 24.000, Busse, 22.400 Taxis und 15.300 Minibusse. Der Kauf neuer Kraftfahrzeuge unterliegt einer hohen Besteuerung von bis zu 83 % zuzüglich Mehrwertsteuer und Zoll. In Israel gibt es keine Autoindustrie. Von besonderer Bedeutung sind die Überlandbusse der Buskooperative Egged.

### Schienenverkehr
Von zunehmender Bedeutung ist das Eisenbahnnetz der Israel Railways, das nach jahrzehntelanger Vernachlässigung seit einigen Jahren modernisiert und ausgebaut wird. Das Streckennetz der staatlichen israelischen Eisenbahngesellschaft beläuft sich auf 949 km. Nach großen Investitionen in den 1990er Jahren hat sich die Anzahl der Fahrgäste pro Jahr von 2,5 Millionen (1995) auf 35 Millionen (2008) gesteigert. Die Eisenbahnen transportieren zudem pro Jahr um die 6,8 Millionen Tonnen Fracht.
In Jerusalem verkehrt seit dem Jahr 2011 eine Straßenbahnlinie. Für Tel Aviv wird ein umfangreiches Stadtbahnnetz vorbereitet. Eine erste Linie wurde 2023 in Betrieb genommen.

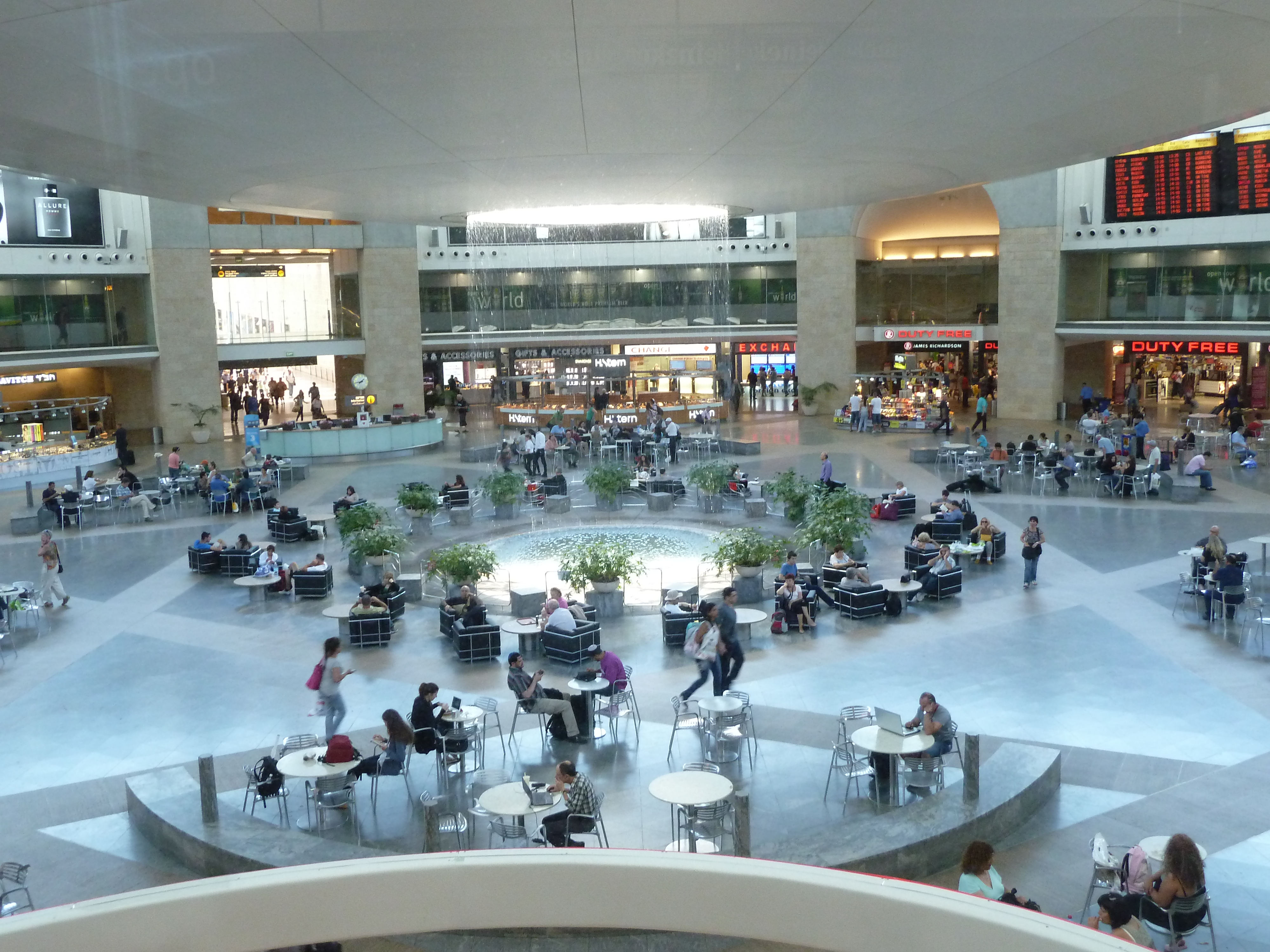
Duty-free am Flughafen Ben Gurion

### Flugverkehr
Wichtigster Flughafen ist der Ben-Gurion-Flughafen bei Lod im Großraum Tel Aviv. Er hatte 2014 14,9 Millionen Passagiere. Weitere Flughäfen: Flughafen Sde-Dov in der Stadt Tel Aviv, Flughafen Haifa, Flughafen Eilat, der neue Flughafen Ramon wenige km nördlich von Eilat, Flughafen Rosh Pina. Der Flughafen Atarot in Jerusalem ist seit 2001 außer Betrieb. Die größte Fluggesellschaft ist die El Al mit Sitz am Ben-Gurion-Flughafen, die derzeit weltweit 44 Flugziele bedient. Der Flugverkehr von und nach Israel unterliegt aufgrund der ständigen terroristischen Bedrohung besonders strengen Sicherheitsvorschriften.

### Seefahrt
Haifa, Aschdod und Eilat sind die drei Hafenstädte des Landes. Der an der Mittelmeerküste gelegene Hafen Haifa ist der älteste und größte Hafen des Landes, während der Hafen in Aschdod einer der wenigen Tiefwasserhäfen der Welt ist und auf dem offenen Meer gebaut wurde. Zusätzlich gibt es noch einen Hafen in Eilat, dieser wird für den Handel mit den Ländern des fernen Ostens verwendet.
In Chadera, Tel Aviv und Aschkelon gibt es ebenfalls kleinere Häfen, die jedoch nur Kohle, Erdgas oder Erdöl für nahe liegende Elektrizitätskraftwerke liefern. In Aschkelon, Aschdod, Tel Aviv, Herzlia, Haifa und Eilat existieren Jachthäfen.
Kreuzfahrtschiffe legen gelegentlich in Haifa, Aschdod und Eilat an. Saisonale Fährverbindungen nach Zypern und weiter nach Griechenland verkehren nur ab Haifa.

### Grenzübergänge
Israel ist über Landgrenzen nur von Jordanien und Ägypten aus erreichbar. Die Grenze mit Syrien und dem Libanon ist für Zivilisten geschlossen.
Die offiziellen Grenzübergänge mit Jordanien sind:
- die Sheikh-Hussein-Brücke über den Jordan bei Bet Sche’an
- die Allenby-Brücke über den Jordan bei Jericho (Westjordanland)
- der Arava-Übergang bei Eilat und Aqaba

Die offiziellen Grenzübergänge mit Ägypten sind:
- der Kerem-Schalom-Übergang beim Gazastreifen
- der Nizanna-Übergang
- der Netafim-Übergang nördlich von Eilat
- der Taba-Übergang südlich von Eilat.

Seit dem Rückzug aus dem Gazastreifen gelten die Übergänge Karni und Erez als De-facto-Grenzposten (der De-jure-Status ist noch zu bestimmen). Der Grenzübergang Rafah, zwischen dem Gazastreifen und Ägypten, wird nicht mehr von den Israelis gehandhabt.

### Telekommunikation
Die letzte Meile für Telefonanschlüsse und ADSL wird von Bezeq gestellt. Um 2003 hat auch Hot begonnen, Telefon und Internet über das Fernsehkabelnetz anzubieten. 2016 nutzten 78,9 Prozent der Bevölkerung das Internet. Die IT-Branche in Israel zählt zu den wettbewerbsfähigsten der Welt.

### Wasserversorgung
| Ort                     | Inbetriebnahme | Leistung (Mio. m³) |
| ----------------------- | -------------- | ------------------ |
| Aschkelon               | 2005           | 118                |
| Palmachim               | 2007           | 090                |
| Chadera                 | 2009           | 127                |
| Soreq                   | 2013           | 150                |
| Aschdod                 | 2015           | 100                |
| Quelle: Israelnetz 4/19 |                |                    |

Nach einer schweren Versorgungskrise im Jahr 2008 wurde die Wasserwirtschaft radikal modernisiert.
Stand 2017 sind fünf Meerwasserentsalzungsstationen in Betrieb. Sie decken über 70 Prozent des landesweiten Wasserbedarfs. Technische Verbesserung hat den Entsalzungsprozess sehr viel energieeffizienter und vor allem günstiger gemacht. Ein Kubikmeter trinkfertiges Leitungswasser wird für unter 50 ct gewonnen. Über den einheimischen Verbrauch hinaus lieferte Israel im Jahr 2021 an die Palästinensische Nationalbehörde 100 Millionen Kubikmeter Trinkwasser und 91 Millionen Kubikmeter an Jordanien.
Israel ist führend beim Wasser-Recycling: 86 Prozent des Abwassers aus Haushalten werden für die Landwirtschaft genutzt. Zum Vergleich: USA, 1 Prozent. Der jährliche Pro-Kopf-Verbrauch (Stand: 2016, insgesamt, incl. aller Sektoren) von 280 Kubikmetern ist im internationalen Vergleich sehr gering, (USA 1540 m³).
2017 wurde ein Tunnelprojekt begonnen, um von der Entsalzungsanlage (Umkehrosmoseanlage) bei Tel Aviv Wasser bis hinein nach Jerusalem zu bringen. Der Tunnel misst vier Meter im Durchmesser, ist 13,5 Kilometer lang und liegt bis zu 125 Meter unter massivem Berggestein. Dies erfolgt mit einer Transportleistung von 65.000 Kubikmeter pro Stunde.

## Bildung
Die Verwaltung und Finanzierung des israelischen Bildungssystems wird vom Erziehungsministerium, vom Ministerium für Wissenschaft, Kultur und Sport und von den Städten getragen.

### Schulen und Hochschulen
In Israel besteht für Kinder im Alter von fünf bis sechzehn Jahren Schulpflicht. Bis zum 18. Lebensjahr ist der Schulbesuch kostenlos. In der Regel besuchen Drei- bis Vierjährige einen kostenpflichtigen Kindergarten. In Israel stieg die mittlere Schulbesuchsdauer von 10,8 Jahren im Jahr 1990 auf 12,8 Jahre im Jahr 2015 an. Sie ist damit eine der höchsten der Welt.
Das Schulsystem ist auf die multikulturelle Bevölkerung abgestimmt. Es gibt unterschiedliche staatliche Schulen, deren Lehrplan an spezielle Gesichtspunkte, wie Sprache und Religion der Schüler, angepasst sind. Der kleinere Teil der israelischen Schüler besucht Privatschulen, die unter der Schirmherrschaft religiöser und internationaler Organisationen arbeiten.
2018 betrugen die Ausgaben pro Grundschüler in staatlichen hebräischen Schulen 15.300 Schekel, in staatlichen religiösen Schulen 19.300 Schekel, in den offiziellen arabischen Schulen 16.900 Schekel.
2019 betrugen die Ausgaben pro Schüler und Jahr in den „normalen“ jüdischen Mittelschulen 32.800 Schekel, an den staatlichen religiösen Mittelschulen 43.100 Schekel und an den staatlichen arabischen Mittelschulen 26.800 Schekel, d. h. die Ausgaben pro Schüler an den religiösen jüdischen Schulen war um 61 Prozent höher als das an den arabischen Schulen, das der „normalen“ jüdischen Mittelschulen um 22 Prozent.
In der Oberstufe können die Schüler zwischen einer akademischen, technologischen, agrarwissenschaftlichen oder militärischen Fachrichtung wählen. Nach bestandener Abschlussprüfung erhält man die Bagrut.
Etwa 216.000 Studenten sind an einer der Hochschulinstitutionen des Landes immatrikuliert. Weltbekannt sind das Technion und die Hebräische Universität Jerusalem. Die acht Universitäten Israels bieten ein breites Lehrangebot in natur- und geisteswissenschaftlichen Fächern, siehe Liste der Universitäten in Israel.
Zusätzlich existiert eine Vielzahl von akademischen Hochschulen, die keinen universitären Status besitzen, jedoch anerkannte akademische Diplome ausstellen dürfen und oft mit den Universitäten kooperieren, siehe Liste der akademischen Hochschulen in Israel.
Zehntausende nutzen Erwachsenen-Bildungsprogramme. Für Neueinwanderer stehen spezielle Sprachschulen zur Verfügung (Ulpan), in denen Hebräisch in Intensivkursen angeboten wird.

### Bibliothekswesen
Das Bibliothekswesen Israels hat eine bewegte Geschichte hinter sich. Es entwickelte sich verstärkt unter Einwanderung deutscher Buchexperten nach 1933. Der erste Direktor der Jüdischen National- und Universitätsbibliothek (seit 2010 Nationalbibliothek Israels) war Hugo Schmuel Bergmann, der ehemals an der deutschsprachigen Karls-Universität in Prag tätig war. Bergmann baute die Sammlungen dementsprechend auf und beauftragte für die einzelnen Bereiche Spezialisten. Für die Hebraica-Sammlung konnte er den jungen Gershom Scholem gewinnen. Auch der zweite Direktor war ein Deutscher, Gotthold Weil, der seine Stellung in der Preußischen Staatsbibliothek in Berlin verloren hatte. Ab 1949 übernahm die Position der ebenfalls aus Deutschland stammende Curt Wormann. Er prägte das israelische Bibliothekssystem nachhaltig, wurde aber dafür kritisiert, dass es zu unflexibel auf die Bedürfnisse der Neueinwanderer und die Anforderungen der Masseneinwanderungen nach der Staatsgründung reagierte. Dabei sollte jedoch zwischen den einzelnen Bibliotheken und ihrem Zweck unterschieden werden. Im Falle Tel Avivs für die Öffentlichkeit gedachten Stadtbibliotheksnetzes Schaʾar Zion mag das zutreffend sein, die National- und Universitätsbibliothek musste sich jedoch dem internationalen wissenschaftlichen Standard anschließen.
Ein Pflichtexemplargesetz besteht seit 1953; 2001 wurde die Regelung erneuert und von Büchern, Zeitschriften und Zeitungen auch auf audiovisuelle Medien ausgedehnt; Netzressourcen sind weiterhin ausgeschlossen. Das Pflichtexemplarrecht legt die Abgabe an insgesamt fünf Institutionen fest. Diese sind das Staatsarchiv, die Bibliothek der Knesseth, das Bildungsministerium und die Nationalbibliothek Israels, die zwei Exemplare erhält. Das Israeli Center for Libraries (ICL) gibt jährlich einen Katalog registrierter Periodika auf CD-ROM und als Online-Version heraus. Bislang sind um die 4800 ISSN in Israel vergeben worden. Der israelische Staat verfügt über ein dichtes Netz von Bibliotheken in Großstädten sowie auf dem Land.

### Wissenschaft und Technologie

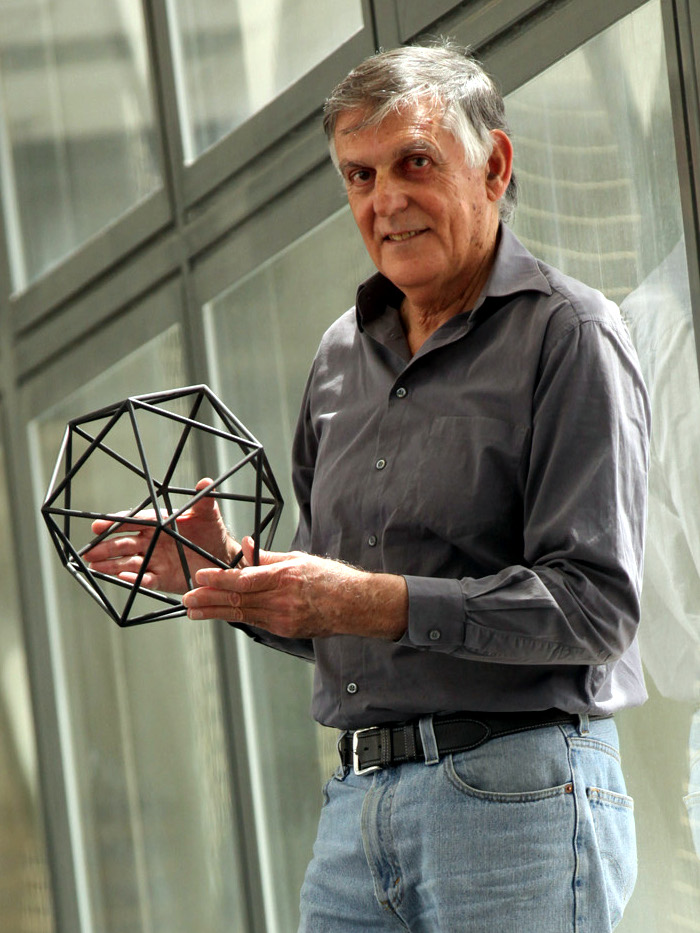
Dan Shechtman erhielt 2011 den Nobelpreis für Chemie

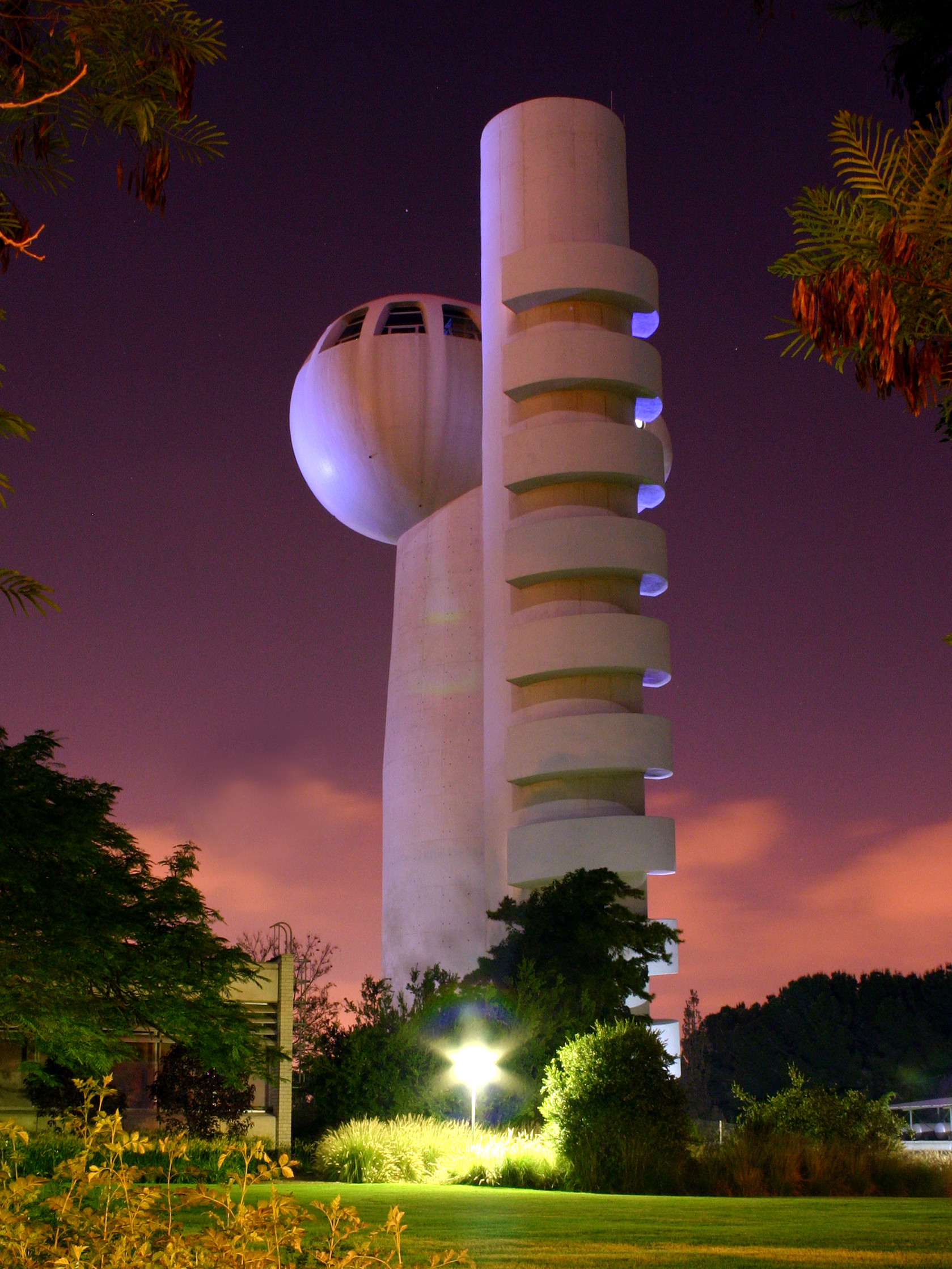
Teilchenbeschleuniger am Weizmann-Institut für Wissenschaften, Rehovot

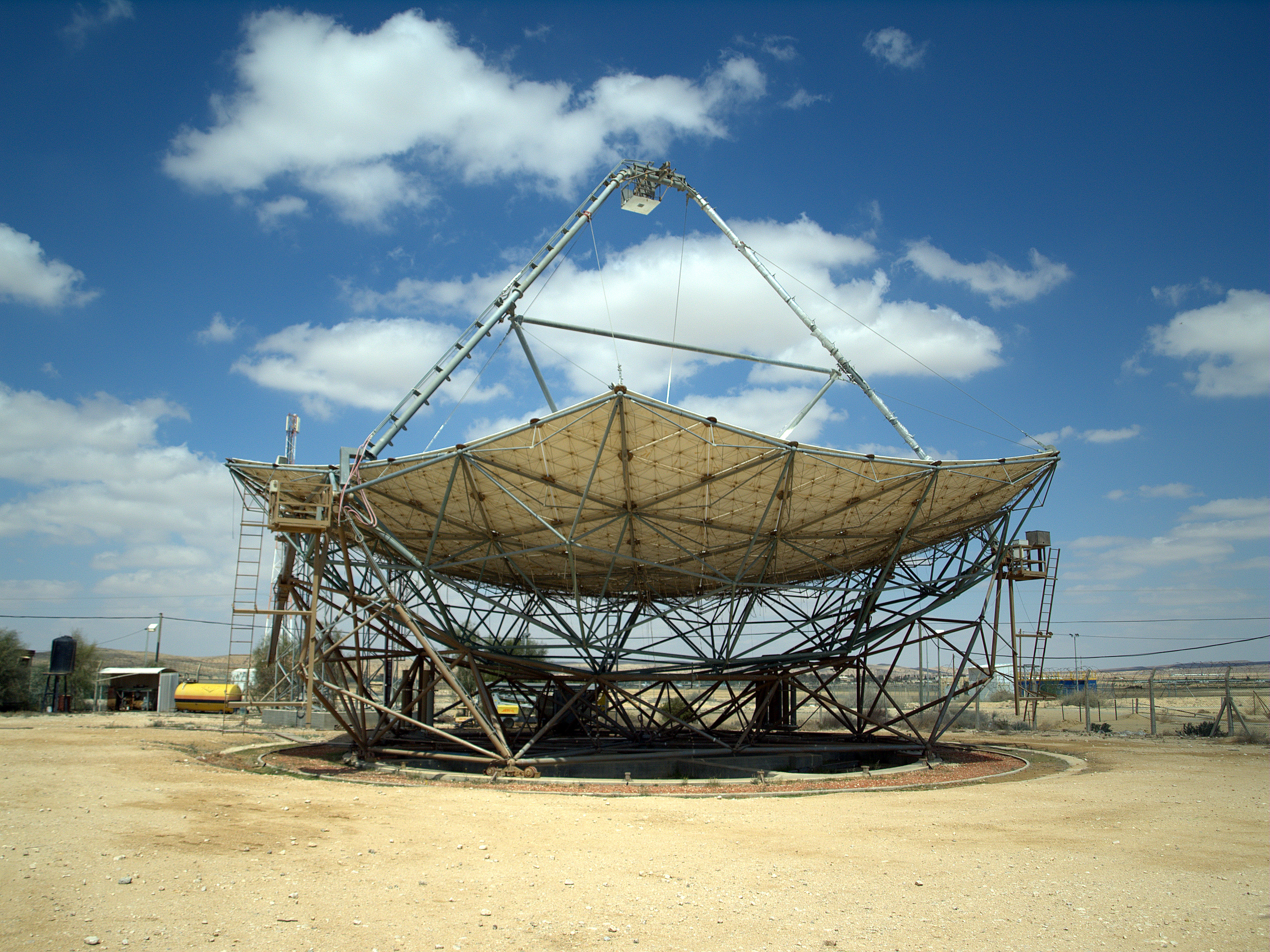
Der weltgrößte Solar-Parabolspiegel im Ben-Gurion National Solar Energy Center in der Negev-Wüste

In den Jahren von 2002 bis 2013 wurde der Nobelpreis an acht Israelis in wissenschaftlichen Bereichen verliehen:
- Michael Levitt, Chemie, 2013
- Arieh Warshel, Chemie, 2013
- Dan Shechtman, Chemie, 2011
- Ada Yonath, Chemie, 2009
- Robert Aumann, geboren in Deutschland, Wirtschaft, 2005
- Aaron Ciechanover, Chemie, 2004
- Avram Hershko, geboren in Ungarn, Chemie, 2004
- Daniel Kahneman, Wirtschaft, 2002

Die Notwendigkeit, ein relativ unfruchtbares, unterentwickeltes Land in einen modernen Industriestaat von heute zu verwandeln, war seit der Gründung Israels bestimmend für dessen wissenschaftliche und technische Entwicklung. Wasserknappheit, wüstenartige Landschaft und Mangel an Arbeitskräften führten auch zur Entwicklung neuartiger landwirtschaftlicher Methoden.
Israel investiert heute gemessen am Weltmaßstab überdurchschnittlich viel in Forschung und Entwicklung. Die Universitäten, die eng mit der Industrie zusammenarbeiten, erbringen dabei 80 % der Forschungsergebnisse. Universitäten gründeten sogar Firmen zur Vermarktung der praktischen Anwendungen ihrer Forschungsergebnisse. Mehr als die Hälfte aller wissenschaftlichen Veröffentlichungen sind in der Biotechnologie, der Biomedizin und der klinischen Forschung angesiedelt.
Israelische Wissenschaftler waren maßgeblich an der Erforschung des Botenstoffs Interferon beteiligt. Auch die Pharmaforschung profitiert oftmals von israelischen Kapazitäten, so zum Beispiel bei der Entwicklung des Medikaments Copaxone. Hoch entwickelte medizinische Diagnose- und Behandlungsgeräte werden in Israel entwickelt und weltweit exportiert. Darunter befinden sich Geräte für Computertomographie und Magnetresonanztomographie, Ultraschall-Scanner, nuklearmedizinische Kameras, chirurgische Laser und eine Miniaturkamera, welche als eine schluckbare Kapsel zur Untersuchung des Verdauungstraktes verwendet wird.
Ein Schwerpunkt der israelischen Forschung liegt auf Elektronik und Kommunikationstechnik. Israel ist eins der führenden Länder in der Forschung und Entwicklung von Glasfasern, elektro-optischen Kontrollsystemen und wärmeempfindlichen Nachtsichtgeräten. Neben Software für Groß- und Bürocomputer werden Roboter für verschiedenste Anwendungsbereiche entwickelt.
1983 wurde die Israel Space Agency gegründet. Seit 1988 ist Israel in der Lage, mit Hilfe einer eigenen Rakete (Shavit) Satelliten ins All zu befördern. Darüber hinaus wurden verschiedene Displaysysteme, aeronautische Computer, Instrumente und Flugsimulatoren entwickelt. Ilan Ramon war 2003 innerhalb der STS-107-Mission der erste Israeli im Weltraum. Er verunglückte zusammen mit seinen sechs NASA-Kollegen beim Wiedereintritt des Space Shuttles Columbia tödlich.
Die Wasserknappheit trieb die Entwicklung von computergesteuerten Bewässerungssystemen voran. In diesem Zusammenhang wurde auch die Tropfmethode entwickelt, bei der das Wasser direkt zu den Wurzeln der Pflanzen geleitet wird. Intensiver Forschung ist es zu verdanken, dass das riesige unterirdische Reservoir an Brackwasser unter dem Negev nutzbar gemacht werden konnte: Verschiedene Pflanzen wie Kirschtomaten gedeihen mit diesem Wasser gut, das aus einer Tiefe von tausend Meter in die Höhe gepumpt wird und eine Temperatur von 42 Grad Celsius hat.
Die Nichtverfügbarkeit von konventionellen Energiequellen machte die intensive Entwicklung von alternativen Energiequellen wie Solar-, Wärme- und Windenergie erforderlich. Israel betreibt kein Kernkraftwerk, weil es eine Überwachung seiner Nuklearanlagen durch die Internationale Atomenergiebehörde (IAEA) nicht zulassen will. Seit 2007 plant es den Bau eines 2000-Megawatt-Meilers in der Negev-Wüste, wo sich in der Nähe von Dimona das Negev Nuclear Research Center befindet.

## Kultur

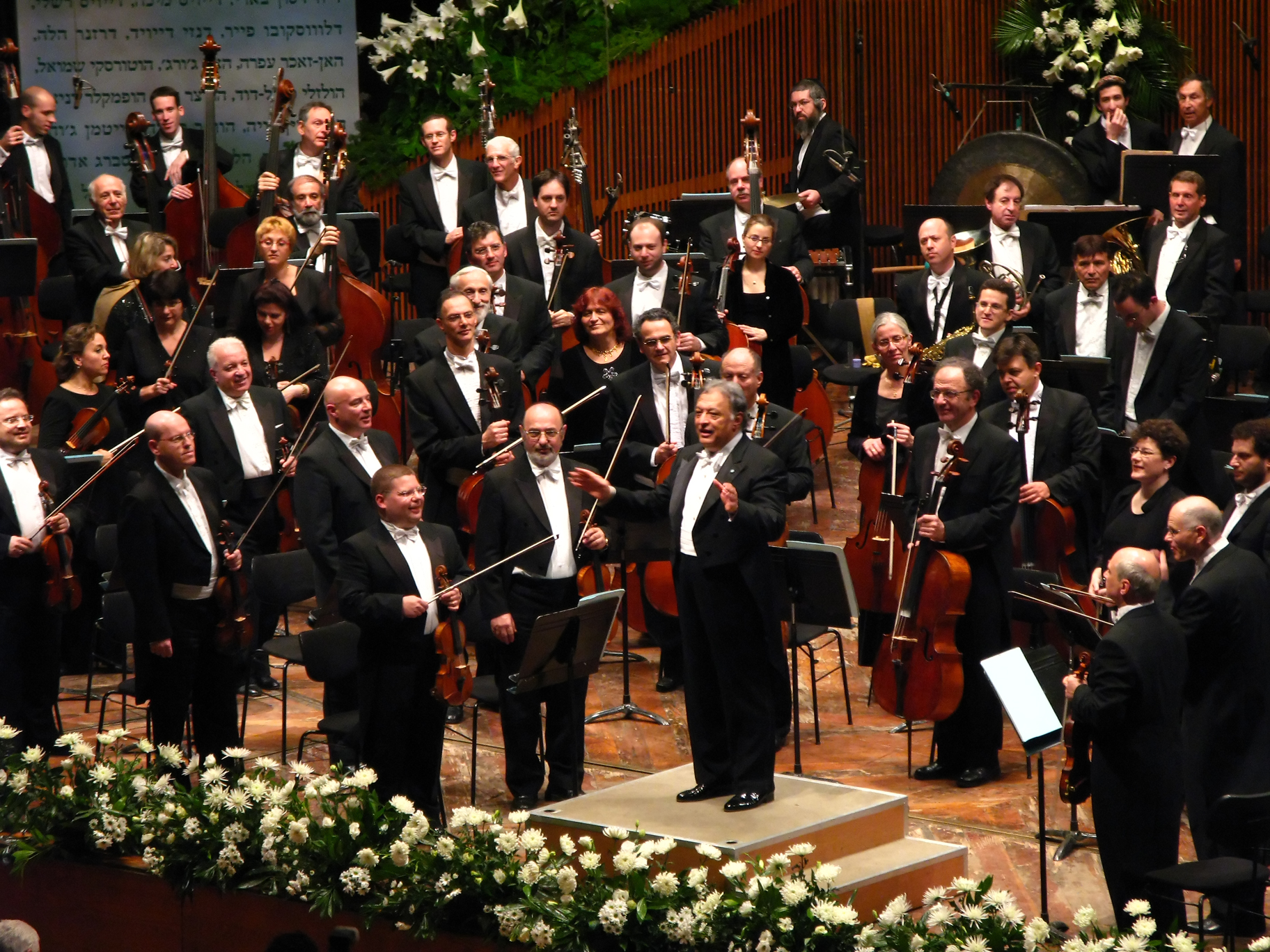
Das Philharmonische Orchester Israels dirigiert von Zubin Mehta

### Überblick
Israels Kultur ist eng mit den Kulturen der umliegenden Nachbarstaaten verbunden, dennoch zeichnet den modernen Staat Israel eine Anzahl einzigartiger kultureller Besonderheiten aus, zum Beispiel dass die Menschen des Landes Einflüsse aus über 100 Nationen in ihre Kultur integriert haben, die so zu einem bunten Flickwerk mannigfaltiger Kulturen wurde.
Vor allem die israelische Musik ist erwähnenswert. Dabei ist der israelische Volkstanz recht bekannt, ebenso die Interpretation von klassischer Musik. Das Philharmonische Orchester Israels tritt landesweit und auch im Ausland auf.
Die Museumslandschaft ist vor allem durch Kibbuzim geprägt, von denen einige Kleinstmuseen beherbergen, beispielsweise das Haus der Ghettokämpfer im Kibbuz Lochamej haGeta’ot. Größere Museen gibt es in Tel Aviv und Jerusalem, wie das Israel-Museum mit dem Schrein des Buches oder das Holocaust-Museum Yad Vashem.
Bekannte Schriftsteller stammen aus Israel, darunter der auch im deutschsprachigen Raum bekannte Satiriker Ephraim Kishon.
Die ehemals provinzielle israelische Filmindustrie ist seit Anfang der 2000er Jahre weltweit anerkannt. Der Umgang mit Sexualität sowie Homosexualität in Israel zeigt erhebliche Unterschiede zu den deutlich restriktiveren Nachbarländern.

### Feiertage
In Israel sind jüdische Feiertage die einzigen Feiertage im Staat. Zu den wichtigsten gehören Rosch ha-Schana, Jom Kippur, Sukkot, Chanukka und Pessach.
Neben diesen Feiertagen gibt es eine Anzahl von Nationalfeiertagen:
- Jom haSchoʾa – Holocaustgedenktag
- Jom haSikkaron – Gedenktag für gefallene israelische Soldaten
- Jom haʿAtzmaʾut – israelischer Unabhängigkeitstag
- Jom Jeruschalajim – Jerusalemtag

### Kulinarisches
Die israelische Küche umfasst lokale Gerichte sowie Gerichte des Landes durch jüdische Einwanderer. Das meiste israelische Essen ist koscher und in Übereinstimmung mit der Halacha zubereitet. Da die meisten Einwohner Israels entweder jüdisch oder muslimisch sind, wird Schweinefleisch sehr selten oder gar nicht konsumiert. Die israelische Küche ist ein Gemisch aus mehreren jüdischen Traditionen.

### Musik und Tanz
Die israelische Musik ist sehr vielseitig; sie kombiniert Elemente westlicher und östlicher Musik. Erkennbar sind eine Tendenz zum Vermischen verschiedener Stile, Einflüsse aus der Diaspora und von neueren Musikstilen wie chassidischen Liedern, asiatischer und arabischer Popmusik, Hip-Hop oder Heavy Metal.
Von großer Bedeutung ist der Volkstanz, der vom kulturellen Erbe vieler Immigrantengruppen profitiert. Israel hat mehrere professionelle Ballett- und Modern-Dance-Kompanien. Bekannte israelische Choreografen sind Ohad Naharin, Rami Beer, Barak Marshall und noch viele andere.

### Film
Israel besitzt eine gut entwickelte Filmwirtschaft. Neben der Teenager-Komödien-Reihe Eis am Stiel erlangten auch die ernsthafteren Produktionen von Regisseuren wie Josef Cedar, Eran Riklis und Eytan Fox internationale Bekanntheit. Filme mit historischem Hintergrund in Israel wie Massada oder Jesus Christ Superstar wurden teilweise an Originalschauplätzen gedreht. Die Fernsehserie Hatufim – In der Hand des Feindes war nicht nur auch im Ausland überaus erfolgreich, sondern diente auch als Vorlage der US-Serie Homeland. Israelische Schauspieler wie Gal Gadot wirken auch in internationalen Blockbustern mit. In der Oscar-Kategorie für den besten fremdsprachigen Film wurden israelische Produktionen bisher zehnmal nominiert.

### Theater

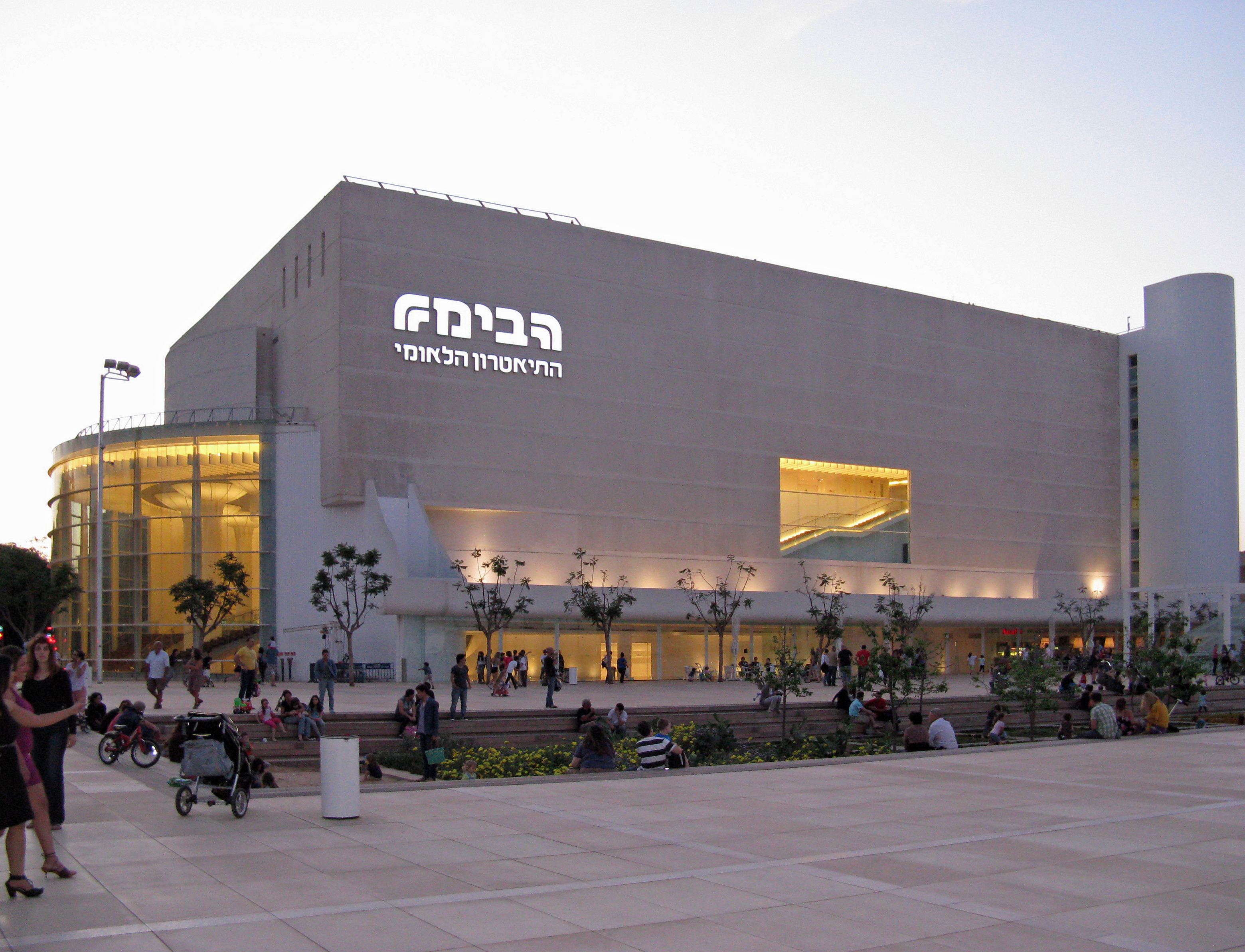
Das Habima Theater in Tel-Aviv

Am Theater besteht großes Interesse; das Repertoire umfasst die ganze Bandbreite des klassischen und zeitgenössischen Dramas in Übersetzungen, außerdem Stücke einheimischer Autoren. Habimah, eine der drei wichtigsten Theaterkompanien, wurde 1916 in Moskau gegründet und befindet sich seit 1931 in Tel Aviv.

### Museen
Bemerkenswert vielfältig ist Israels Museumslandschaft. Haifa, Tel Aviv und Jerusalem haben bekannte Kunstmuseen, in vielen Städten und Kibbuzim besteht eine Vielzahl kleinerer Museen, die sich einer großen Bandbreite von Themen widmen, beispielsweise das Haus der Ghettokämpfer im Kibbuz Lochamej haGeta’ot. Zu den bekanntesten Museen zählen das Israel-Museum in Jerusalem, das die Schriftrollen aus Qumran am Toten Meer sowie eine umfangreiche Sammlung jüdischer religiöser Kunst und Volkskunst beherbergt, das Holocaust-Museum Yad Vashem in Jerusalem und das Diasporamuseum auf dem Campus der Universität Tel Aviv.

### Medien
Die israelische Medienlandschaft wird von hebräischsprachigen Produkten dominiert. Sie haben insgesamt die höchste Reichweite mit der größten Nutzerzahl.
Israelis gelten als interessierte Zeitungsleser; insgesamt wird eine durchschnittliche tägliche Auflage allein der Tageszeitungen von 600.000 Exemplaren erreicht. Die wichtigsten sind Maariw, Haaretz und Jedi’ot Acharonot sowie die englischsprachige The Jerusalem Post. Die links-liberale Haaretz gilt als die angesehenste Zeitung Israels. Von ihr erscheint eine englischsprachige Internet-Ausgabe, die vor allem im Ausland rezipiert wird. Daneben gibt es in nennenswerten Auflagen Zeitungen in russischer und arabischer Sprache, die von Einwanderern aus der ehemaligen Sowjetunion und ihren Nachfahren bzw. von der arabischen Bevölkerungsminderheit gelesen werden. Die wichtigste deutschsprachige Publikation waren die inzwischen eingestellten Israel-Nachrichten; ein Nachfolgeprojekt erscheint unter demselben Namen seit Januar 2013 im Internet. Eine mehrsprachige Internet-Zeitung ist The Times of Israel.
Nach der Auflösung der staatlichen Rundfunkanstalt Raschut ha-Schidur (Israel Broadcasting Authority) im Jahr 2017 und ihrer Überführung in die unter der Markenbezeichnung Kan auftretende neu gegründete Anstalt Ta'agid ha-Schidur ha-Jisre'eli (Israeli Public Broadcasting Corporation) werden die bereits zuvor bestehenden Programme von dieser (teilweise mit veränderten Programmbezeichnungen) weiterhin produziert, darunter die beiden Fernsehprogramme Kan 11 (auf Hebräisch, ehemals Arutz 1) und Makan 33 (auf Arabisch) sowie sechs überwiegend ganztägige Hörfunkprogramme in hebräischer Sprache, ein ganztägiges arabischsprachiges Hörfunkprogramm und ein überwiegend russischsprachiges Hörfunkprogramm, das dreimal täglich Sendungen auf Amharisch (für äthiopischstämmige Juden) und einmal täglich Sendungen auf Englisch, Französisch, Spanisch, Georgisch und Bucharisch enthält. Daneben gibt es wöchentliche Hörfunksendungen auf Jiddisch und Ladino sowie das Programm Vois Farsi auf Persisch. Bedeutend ist außerdem der Hörfunksender der israelischen Streitkräfte, Galei Zahal. Ferner senden private Anbieter Hörfunk- und Fernsehprogramme.
In Israel ist die Pressefreiheit durch die Rechtsprechung als Grundrecht anerkannt. Themen der nationalen Sicherheit unterliegen jedoch der Militärzensur und gelegentlichen Nachrichtensperren. Die Zensurbehörde entscheidet vorab darüber, ob Medienberichte zu bestimmten Themen die Sicherheit Israels gefährden könnten. Gegen ihre Entscheidungen kann vor Gericht geklagt werden. Um eine Veröffentlichung zu zensieren, muss eine „unmittelbare Wahrscheinlichkeit für eine echte Beschädigung der Sicherheit des Staates“ bestehen. Im Jahr 2024 verbot der Zensor die Veröffentlichung von 1,635 vollständigen Artikeln und zensierte 6,265 weitere Artikel in Teilen. Im Jahr 2024 rangierte Israel im Pressefreiheitsindex von Reporter ohne Grenzen auf Platz 101 von 180; 2025 fiel Israel weiter auf Platz 112 zurück.
Im Jahr 2024 entzog die israelische Regierung dem Fernsehsender Al-Jazeera die Sendelizenz für Israel bzw. verbot die Berichterstattung des Senders in Israel wegen Al-Jazeeras angeblich einseitigen Berichten über den Krieg in Gaza. Die Organisation Reporter ohne Grenzen und zahlreiche Medienberichte werteten das Verbot Al-Jazeeras als Zensur, auch die UN beklagten es als Einschränkung der Pressefreiheit. In der von der Nichtregierungsorganisation Reporter ohne Grenzen erstellten Rangliste der Pressefreiheit wurde Israel im Jahr 2025 auf Platz 112 von 180 eingeordnet und nahm damit im Nahen Osten nach Katar den zweiten Platz ein. Wachsende Besorgnis über Zensur veranlasste die israelische Zeitung Haaretz im Mai 2024, einen Artikel mit von schwarzen Balken verdeckten Wörtern und Sätzen zu veröffentlichen, um das Ausmaß der von der Zensurbehörde vorgenommenen Streichungen beispielhaft darzustellen.
Neben der Verlagspresse besteht eine umfangreiche israelische Publizistik in Blogs, Webforen und Sozialen Netzwerken. Auf der von den Professoren Ishak Saporta und Yossi Dahan gegründeten Website Ha-okets (Der Stachel) erscheinen seit 2003 Artikel auf Hebräisch und Englisch. Bekannt geworden ist auch der Autorenblog +972, der seit 2010 besteht. Beide sind politisch links einzuordnen.

### Sport

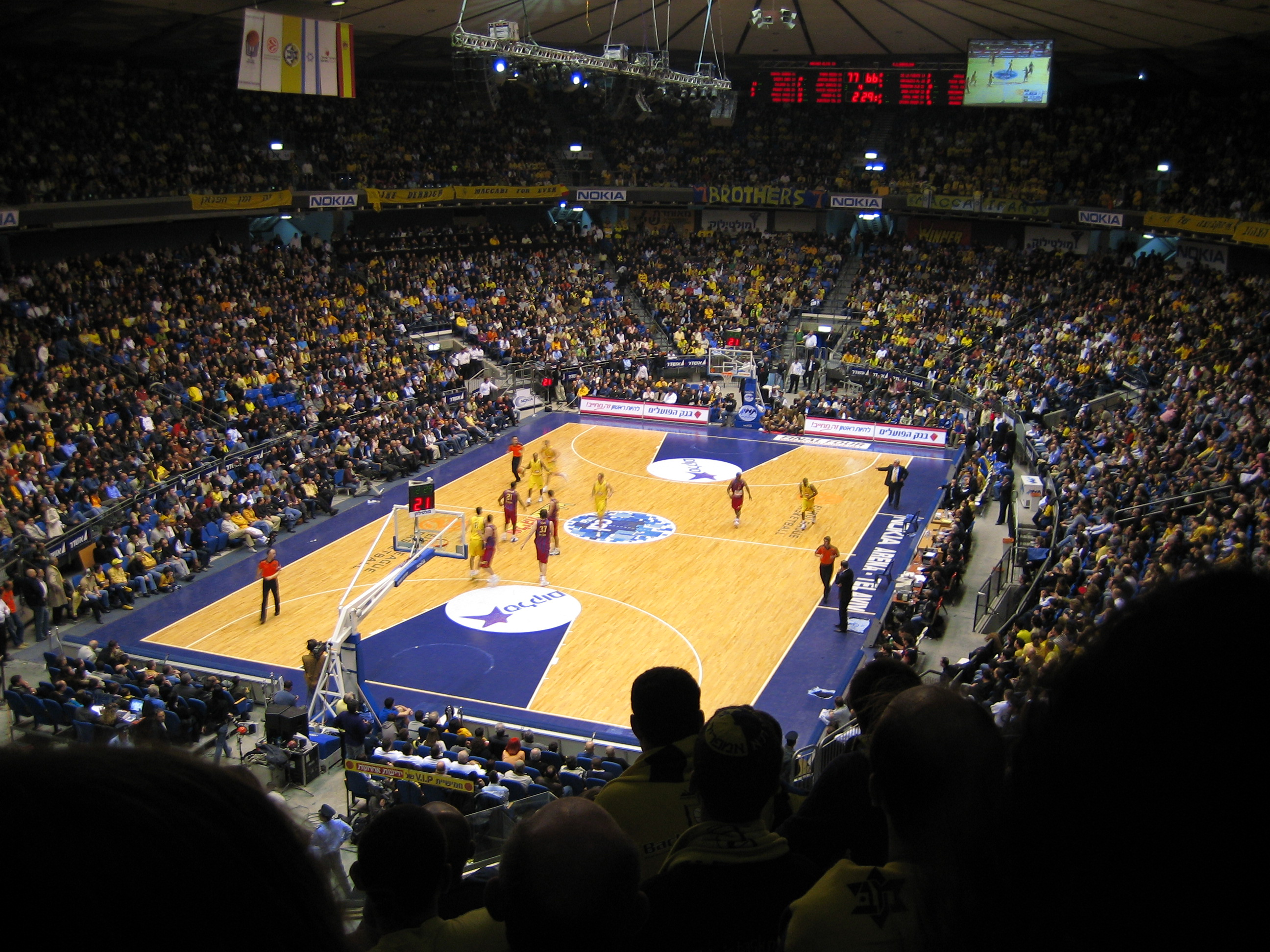
Der Basketballverein Maccabi Tel Aviv in der Menora Mivtachim Arena

Die meisten Sportverbände sind auf internationaler Ebene mittlerweile Mitglieder der europäischen Dachorganisationen (z. B. UEFA, ULEB etc.), weshalb israelische Mannschaften an deren Wettbewerben teilnehmen. Die Mitgliedschaft in asiatischen Organisationen war wegen Boykott-Maßnahmen arabischer Mitgliedsverbände nicht mehr möglich gewesen.
Israel hat einige namhafte Sportvereine, besonders in den im Land populären Sportarten Basketball und Fußball, die auch im internationalen Vergleich recht bekannt sind. An erster Stelle ist hier Maccabi Tel Aviv zu nennen, dessen Basketballmannschaft 1977, 1981, 2001 (SL), 2004, 2005 und 2014 den Europapokal gewann, im Fußball nach der alten Organisation noch den Asienpokal der Landesmeister 1968 und 1971.
Weiter sind Hapoel Tel Aviv, das den Asienpokal der Landesmeister 1967 für sich beanspruchen durfte, Hapoel Petach Tikwa, Maccabi Netanja, Maccabi Haifa, Beitar Jerusalem und Hapoel Haifa bekannte Fußballvereine.
Hapoel Jerusalem hat 2004 den ULEB Cup der Union of European Leagues of Basketball gewonnen.
 Die Hapoel-Vereine gehören der Confédération Sportive Internationale du Travail an, die den Arbeiter- und Breitensport organisiert.
Special Olympics Israel wurde 1985 gegründet und nahm mehrmals an Special Olympics Weltspielen teil.

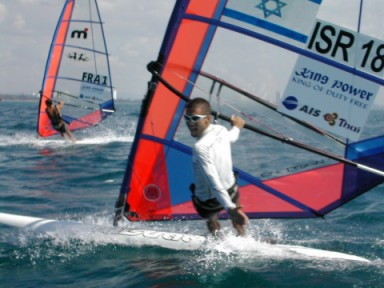
Gal Fridman – der erste Israeli, der eine olympische Goldmedaille gewann
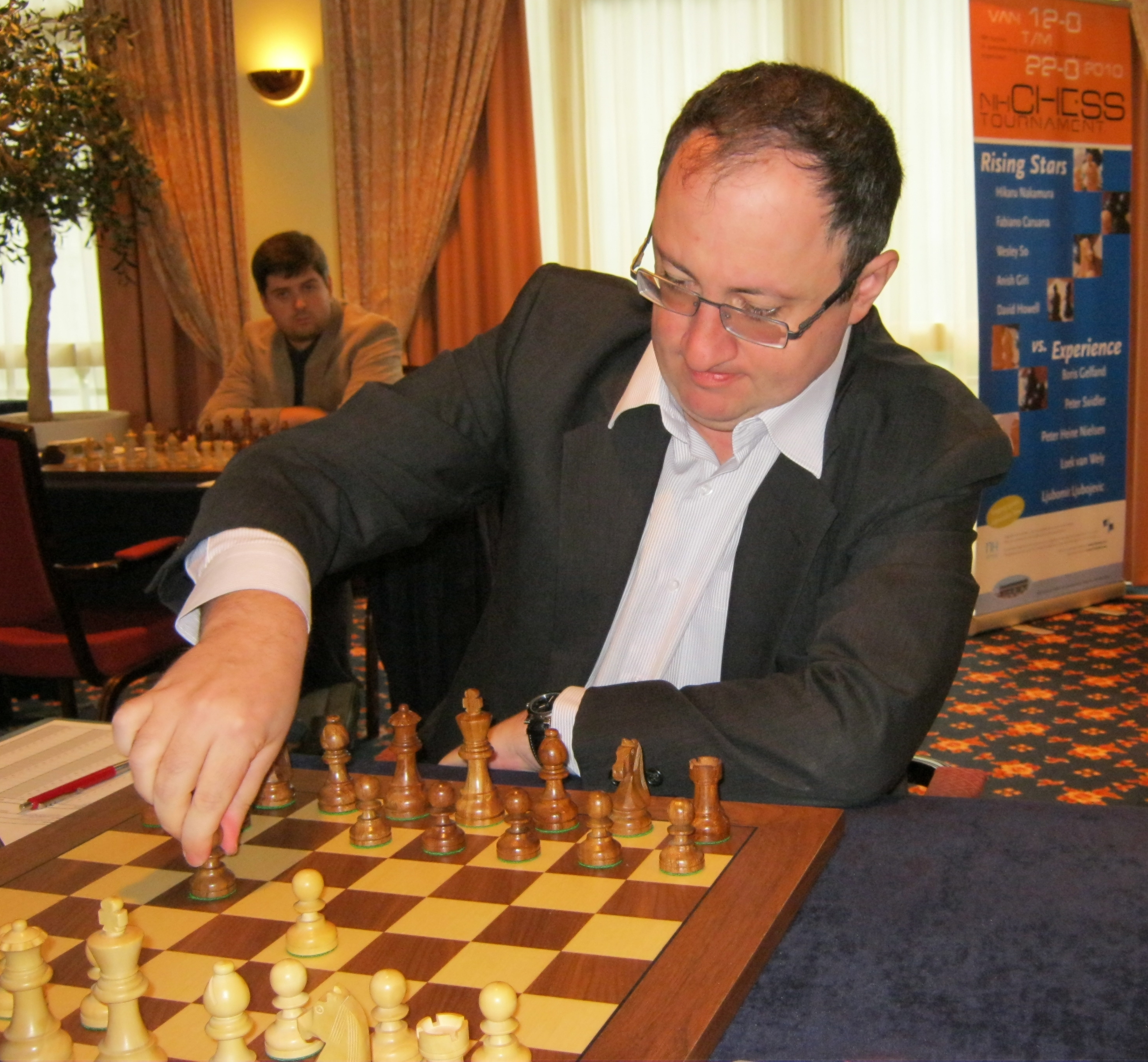
Boris Gelfand, ein israelischer Schachgroßmeister